# Musée national de Bangkok
Le musée national de Bangkok (en thaï : พิพิธภัณฑสถานแห่งชาติ พระนคร) est une institution culturelle spécialisée dans l'art thaï et plus généralement asiatique.
Il est situé dans l'ancien palais du vice-roi, le palais Wang Na, non loin du Palais royal et de Wat Pho, à l'ouest de Sanam Luang juste à côté de l'Université Thammasat.
C'est le plus grand musée de Thaïlande et l'un des plus riches de l'Asie du Sud-Est.

## Histoire
L'ancien palais du vice-roi a été construit à la même époque que le Palais royal, vers 1789, pour héberger le prince héritier.

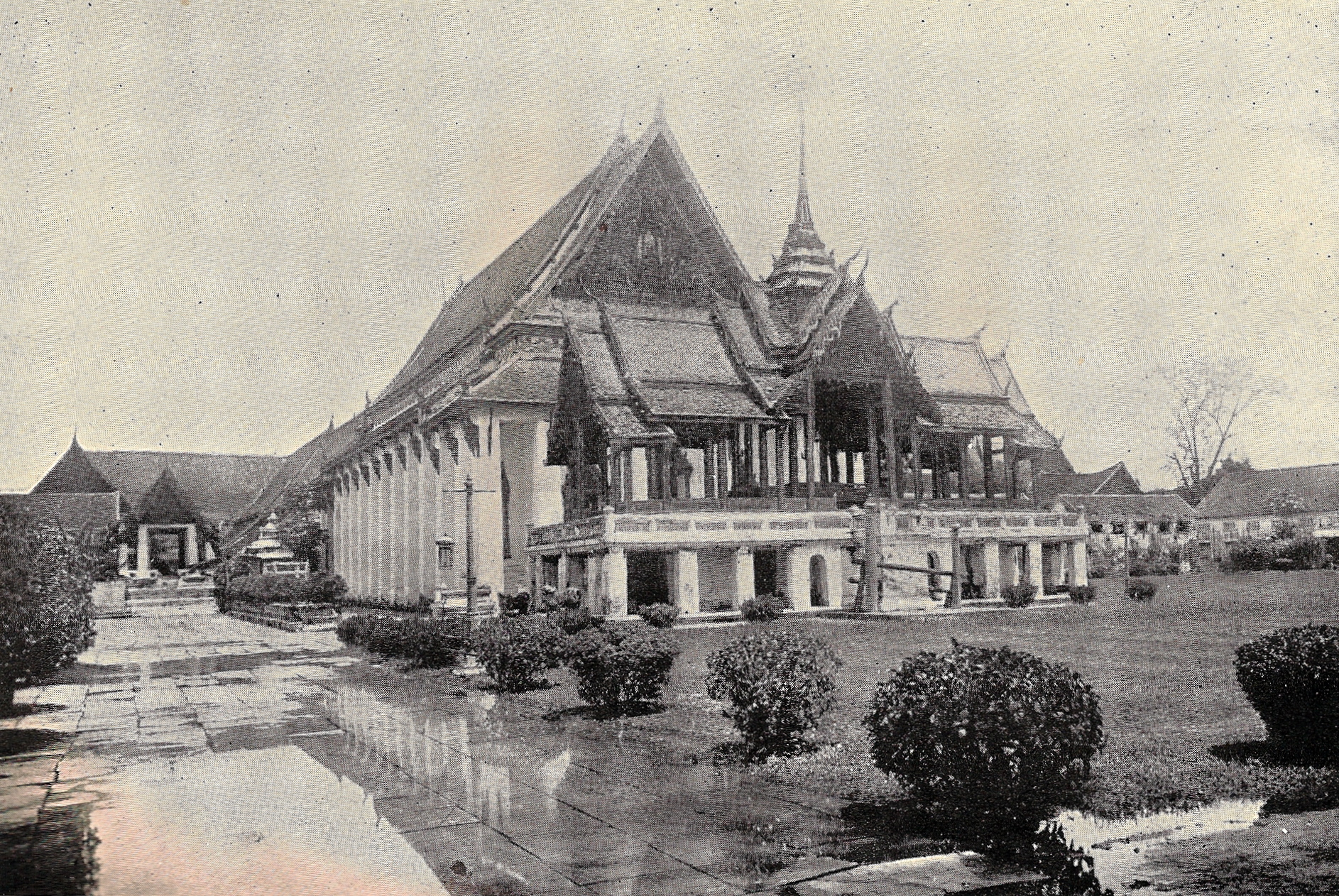
Le palais Wang Na en 1890 (ancienne résidence du prince héritier), premier musée et plus grand musée de Thaïlande.

Le musée national de Bangkok, fondé en 1874 par le roi Chulalongkorn (Rama V) dans les bâtiments de l'ancien palais du vice-roi, a été officiellement inauguré « premier musée public » du pays en 1926.

Deux de ces bâtiments sont des chefs-d’œuvre de l'architecture thaï particulièrement remarquables : le palais Wang Na et la chapelle Buddhaisawan.

Localisation et principaux bâtiments
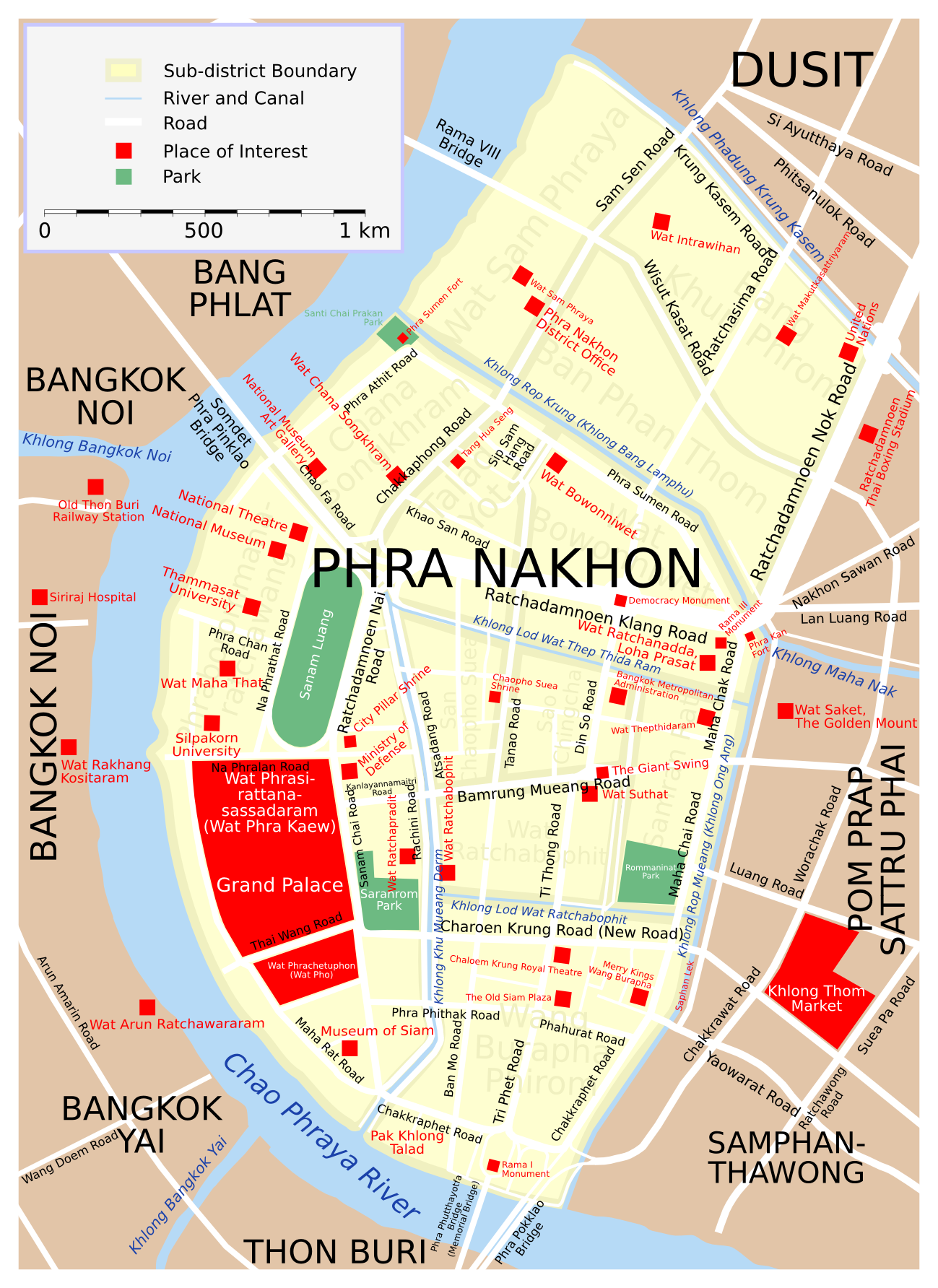
Localisation du Musée national de Bangkok au cœur du centre-ville historique, le quartier Phra Nakhon.
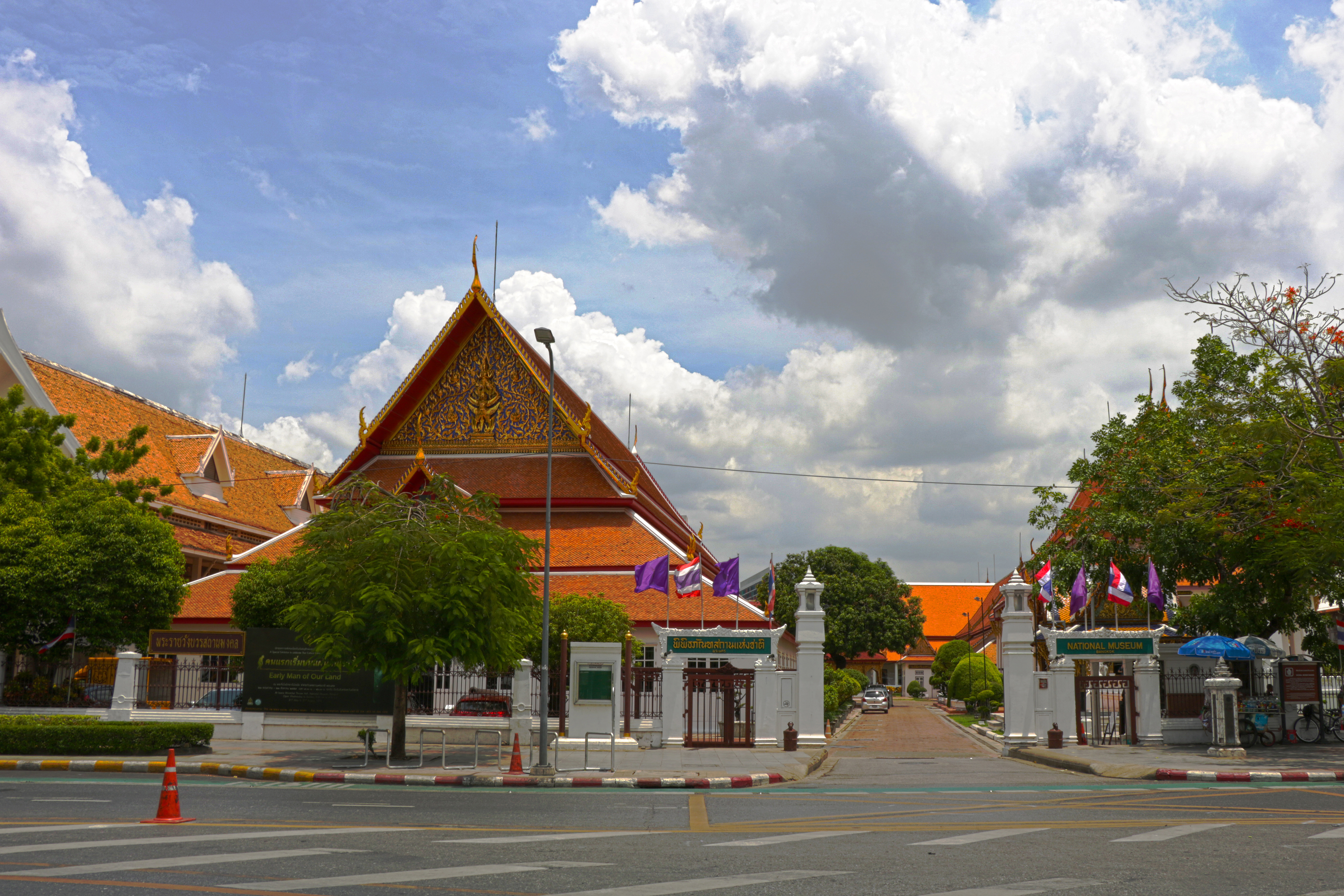
A gauche de l'entrée du musée, le Siwamok Phiman Hall, galeries de préhistoire et histoire thaïe
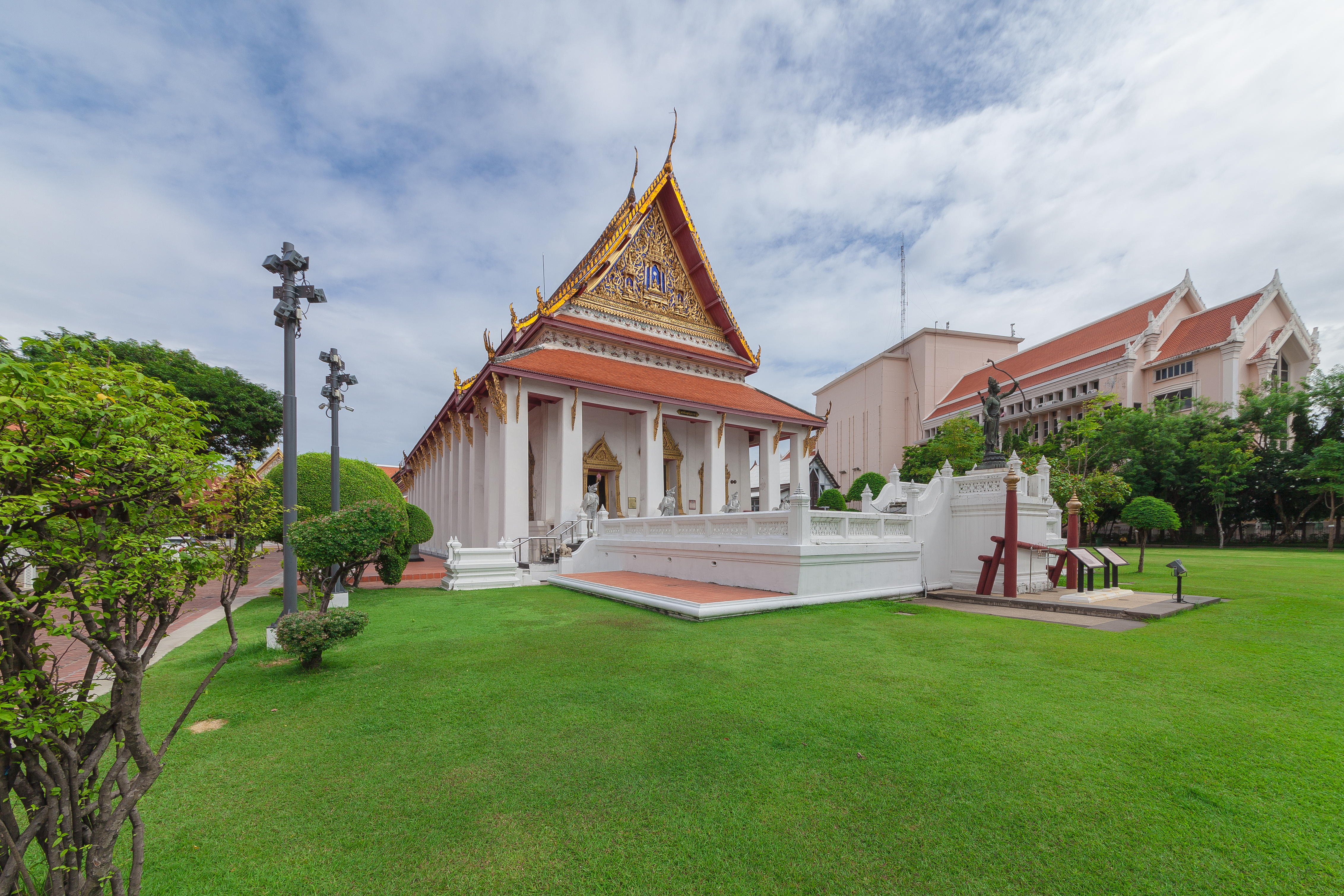
A droite de l'entrée du musée, Chapelle Phutthaisawan et Bâtiment aile Nord (construit en 1966) en arrière-plan à droite
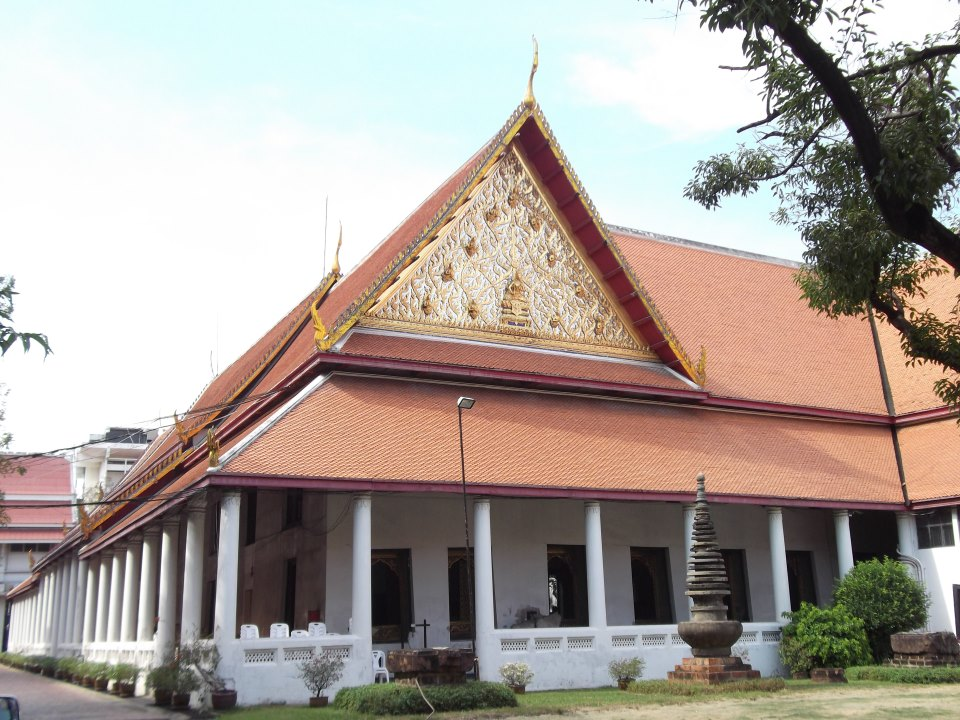
Palais Wang Na, ancien palais du vice-roi de Thaïlande (juste derrière la Chapelle Buddhaisawan)

## Collections

### Le pavillon Siwamok Phiman
À gauche de l'entrée du site du musée, ce pavillon (nommé en thaï : พระที่นั่งศิวโมกขพิมาน) retrace les grandes lignes de l'évolution du pays en présentant des chefs-d’œuvre dans la galerie de la préhistoire et la galerie de l'histoire thaïe.
Les visiteurs y admirent en particulier la fameuse  « stèle de Ramkhamhaeng » découverte en 1833 par le roi Mongkut (Rama IV)  600 ans plus tard (stèle qui a peut-être été gravée à une période postérieure). Cette stèle évoque de manière idyllique la vie des Thaïs à Sukhothai, cité où chacun a sa place sous la protection de la Loi du Bouddha et sous celle d'un souverain juste et soucieux de son peuple.

Siwamok Phiman Hall : Galerie de la préhistoire (Ban Chiang ...) et galerie de l'histoire thaïe jusqu'à la fondation des premiers royaumes thaïs (Dvaravati, Empire khmer...)
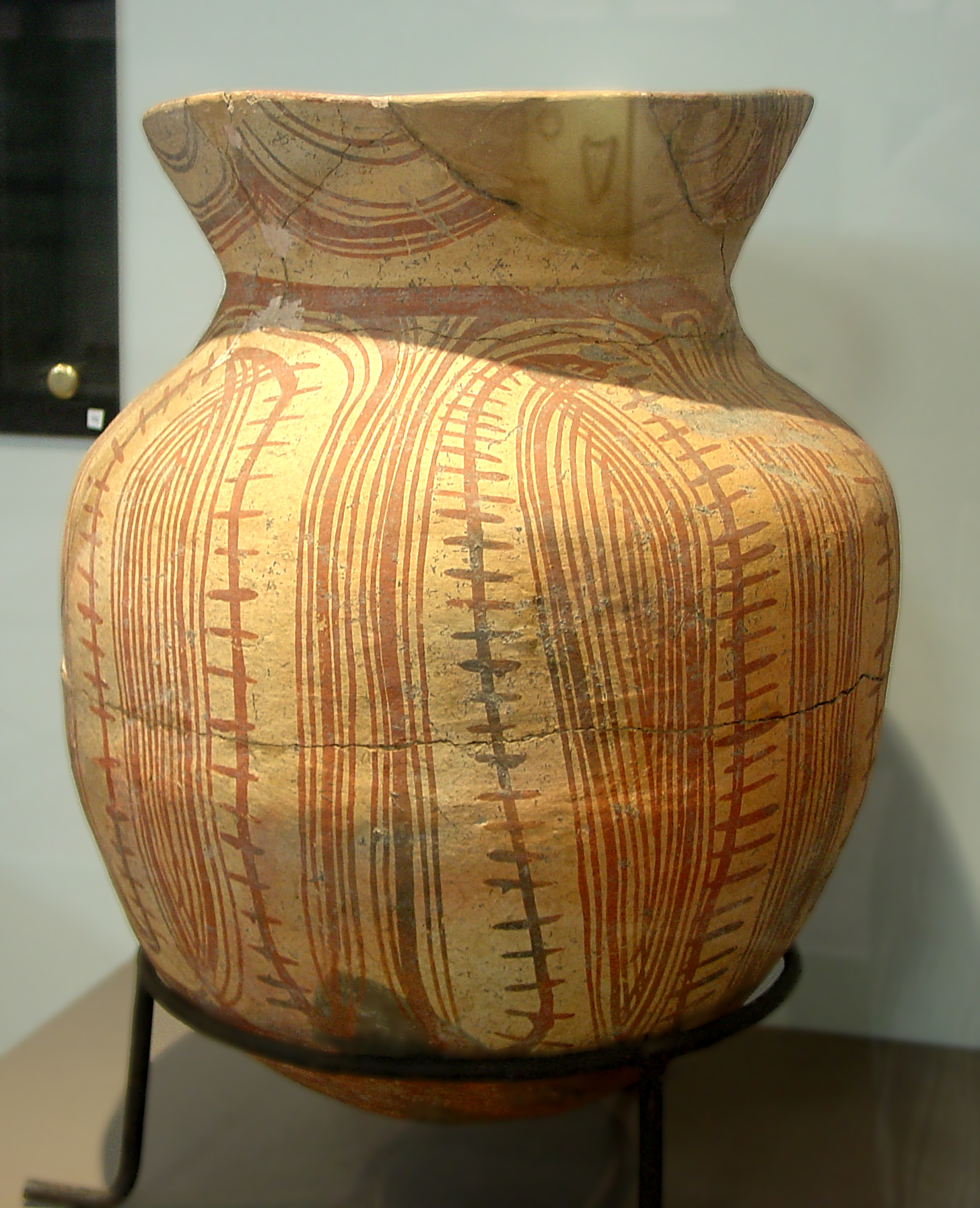
Poterie préhistorique de Ban Chiang vieille de 2 300 à 3 000 ans.
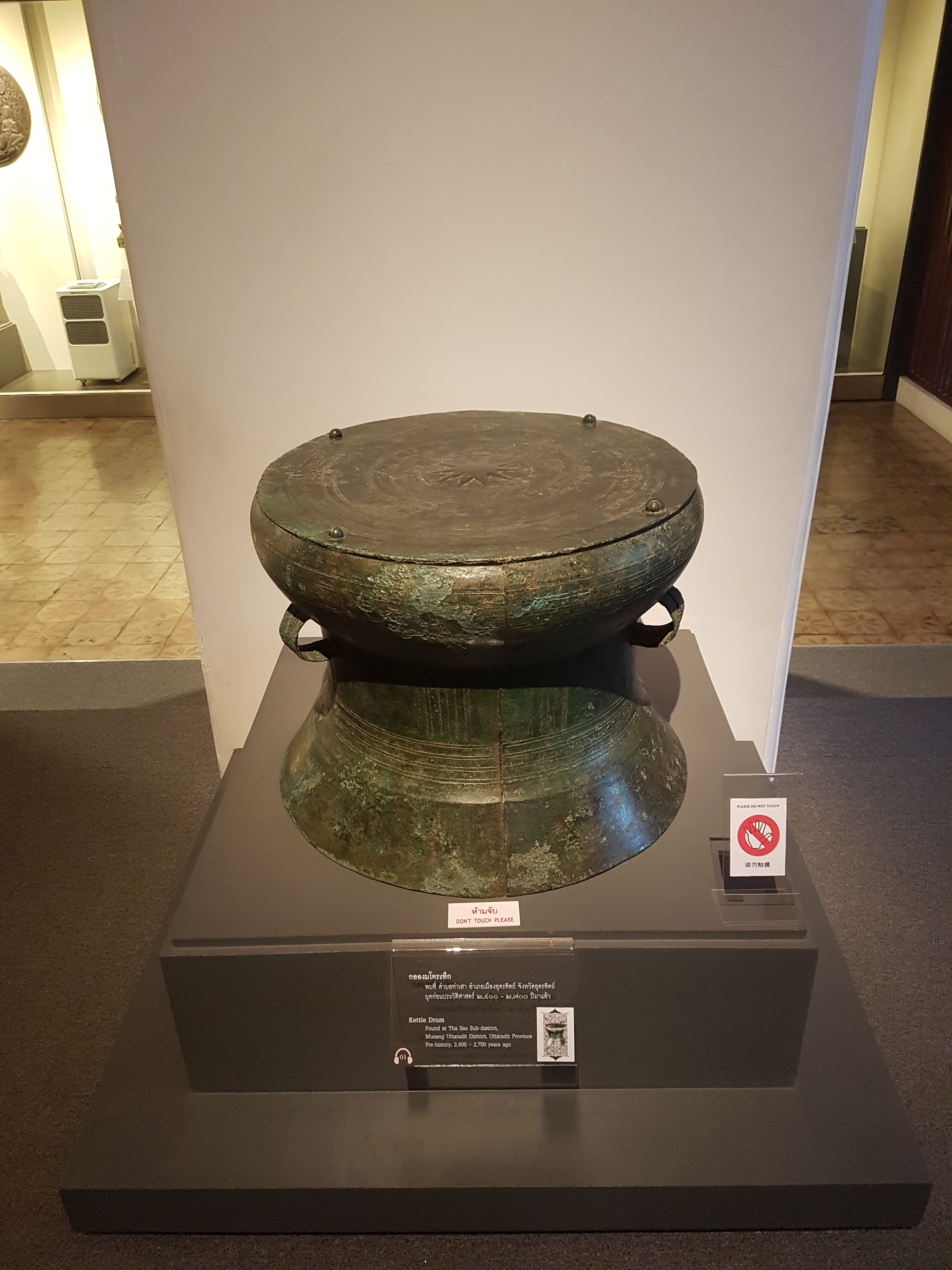
Tambour préhistorique Mahorathuek (มโหระทึก) (Uttaradit), bronze, vieux de 2 400 à 2 700 ans.
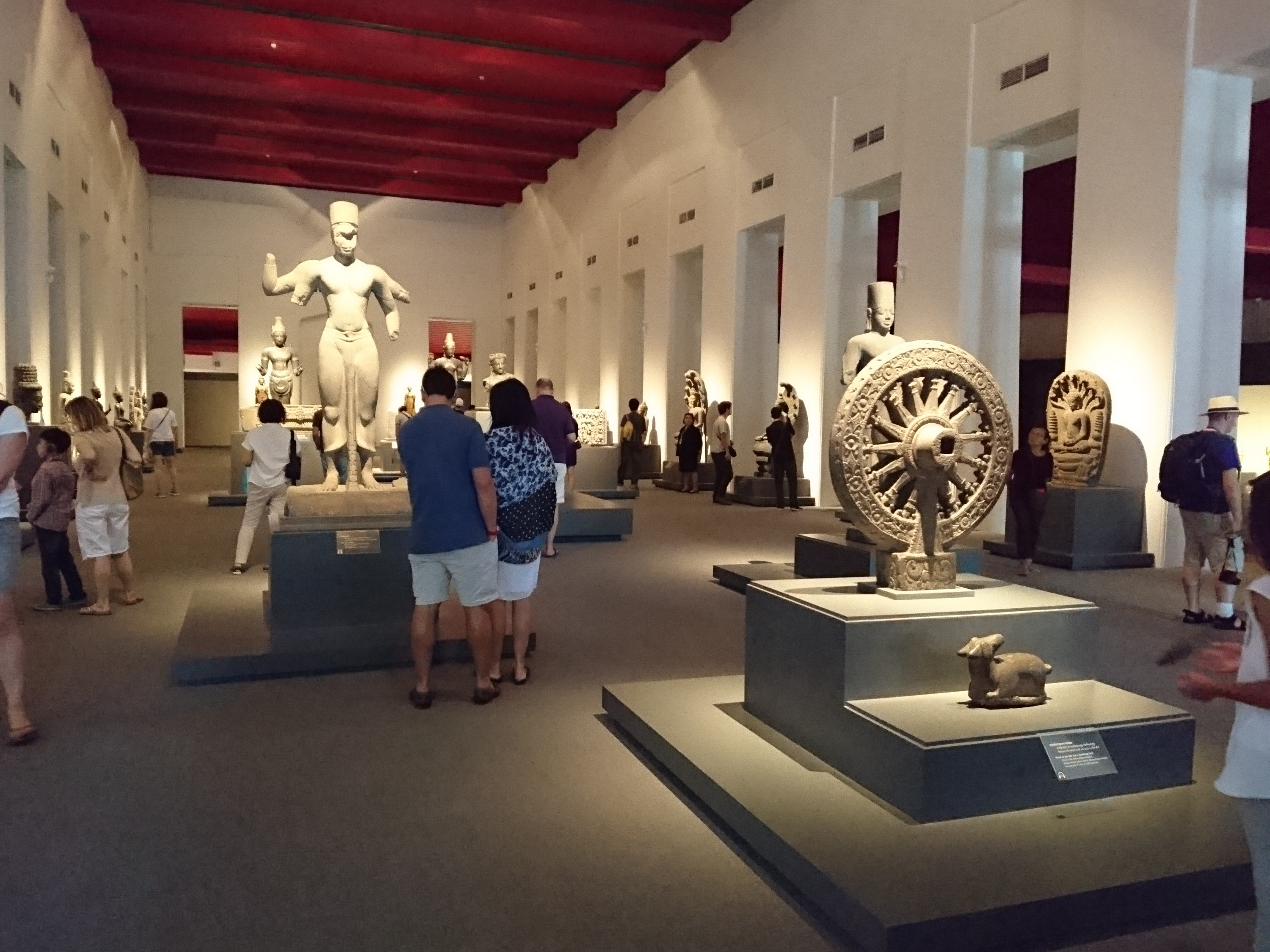
Roue de la loi de style Dvaravati (Roue du Dharma ; Dharmachakra) et Vishnou de Takua Pa
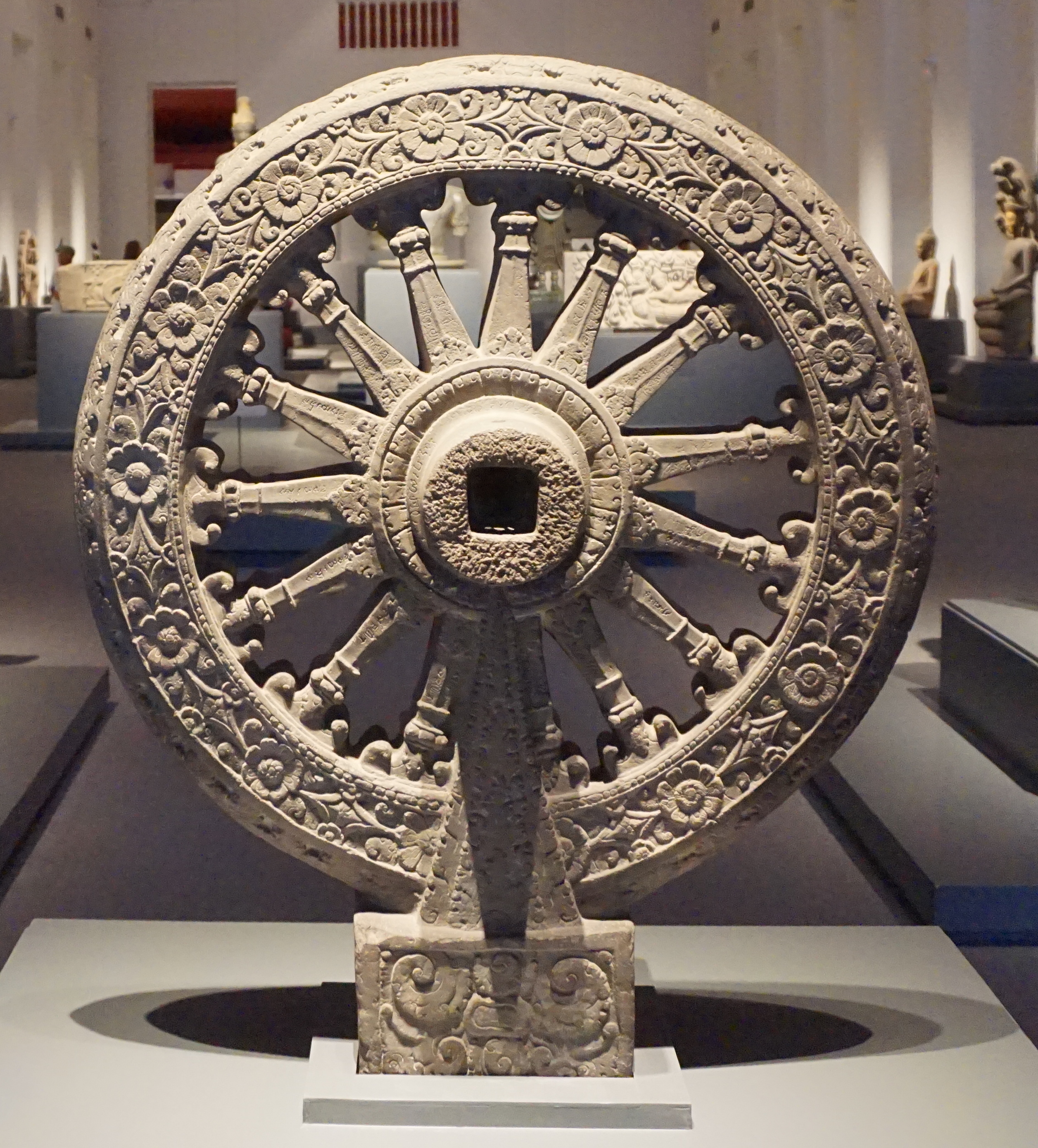
Roue de la loi de style Dvaravati (Nakhon Pathom), pierre (VIIe et VIIIe siècles).
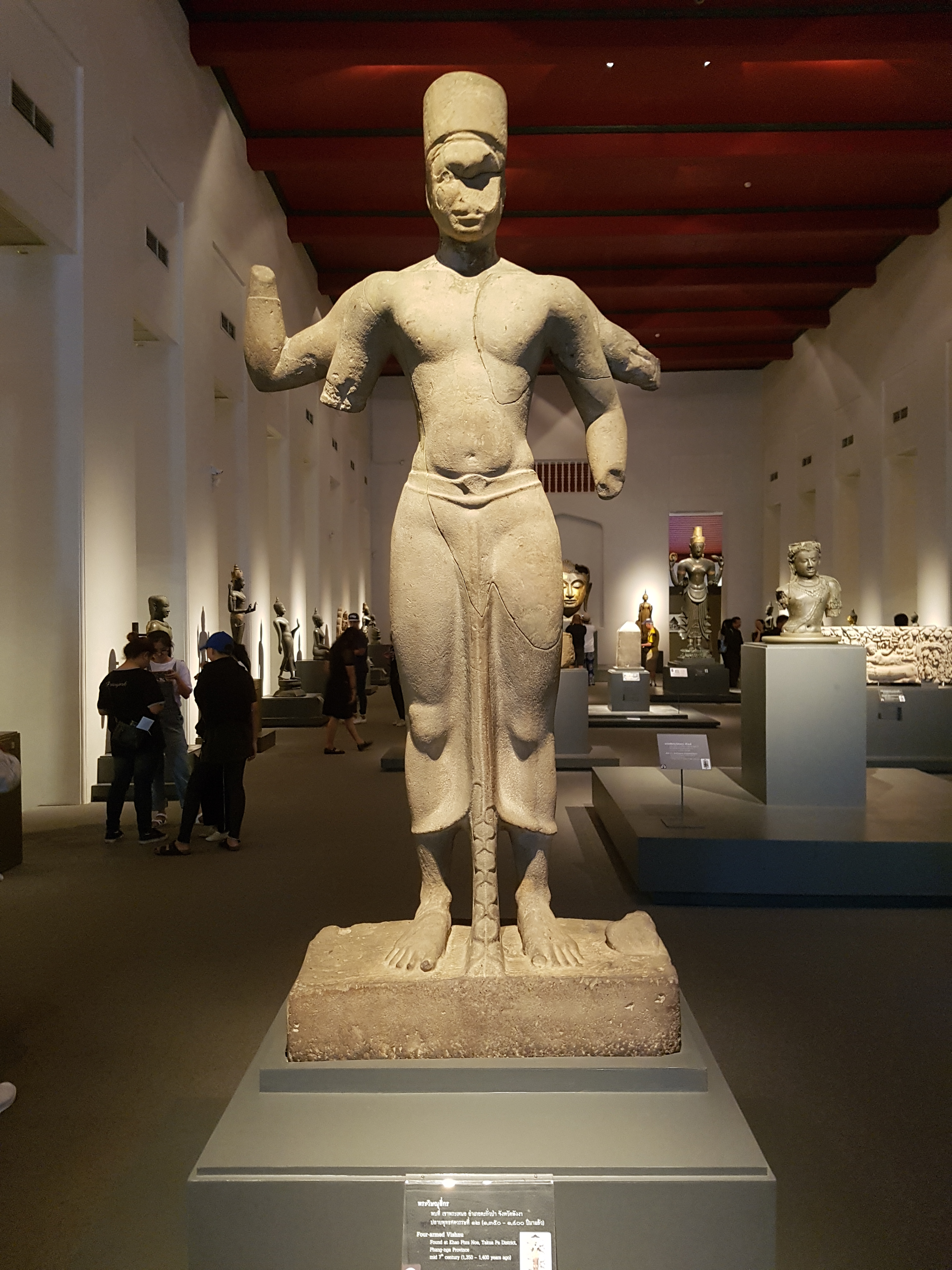
Vishnou de Takua Pa (Khao Phra Noe), pierre, H = 202 cm, VIIe et VIIIe siècles[5],[6].
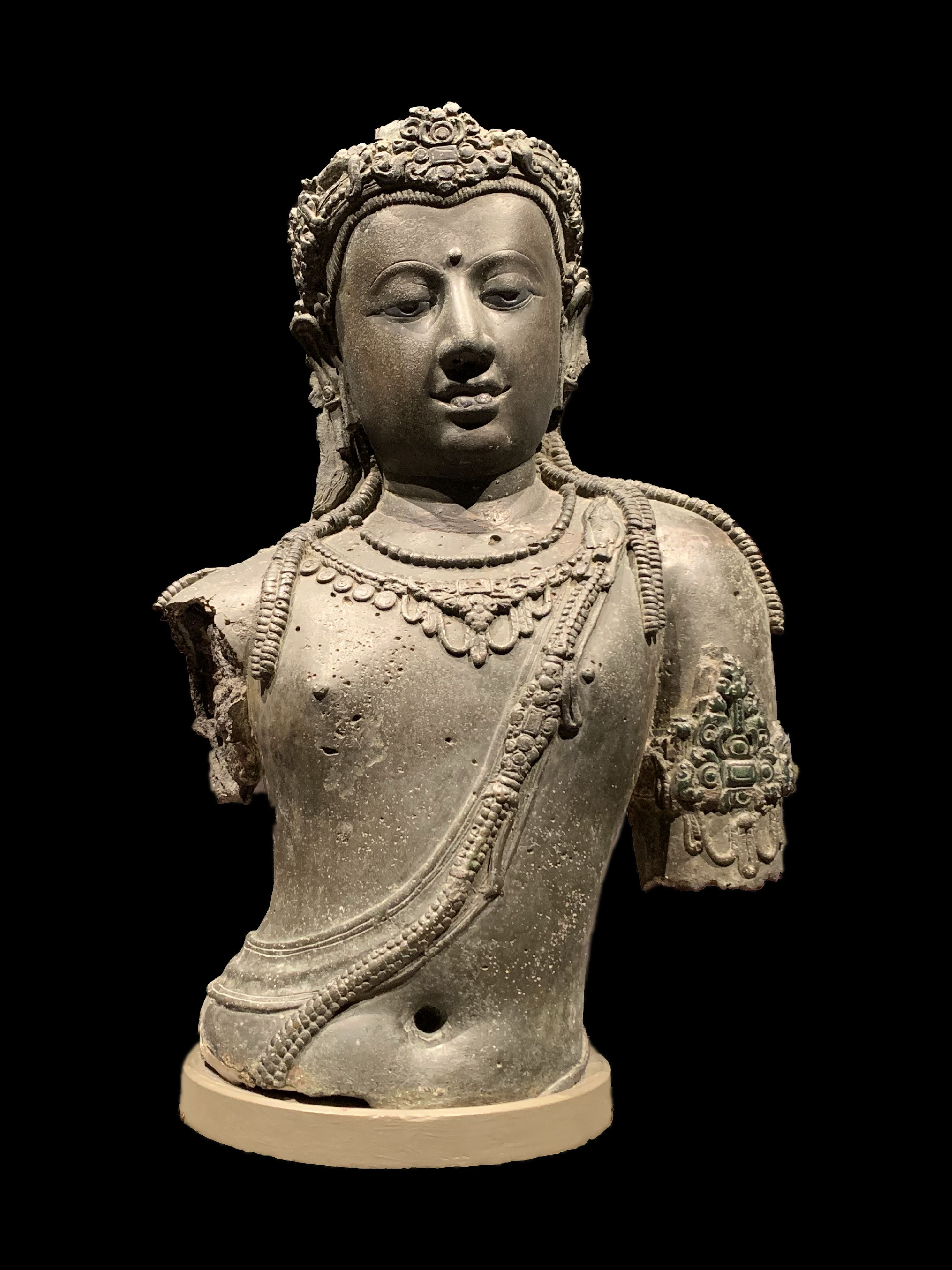
Bodhisattava Avalokitesvara de Chaiya de style Sriivijaya, bronze, H = 63 cm, fin VIIIe début IXe siècle[6].
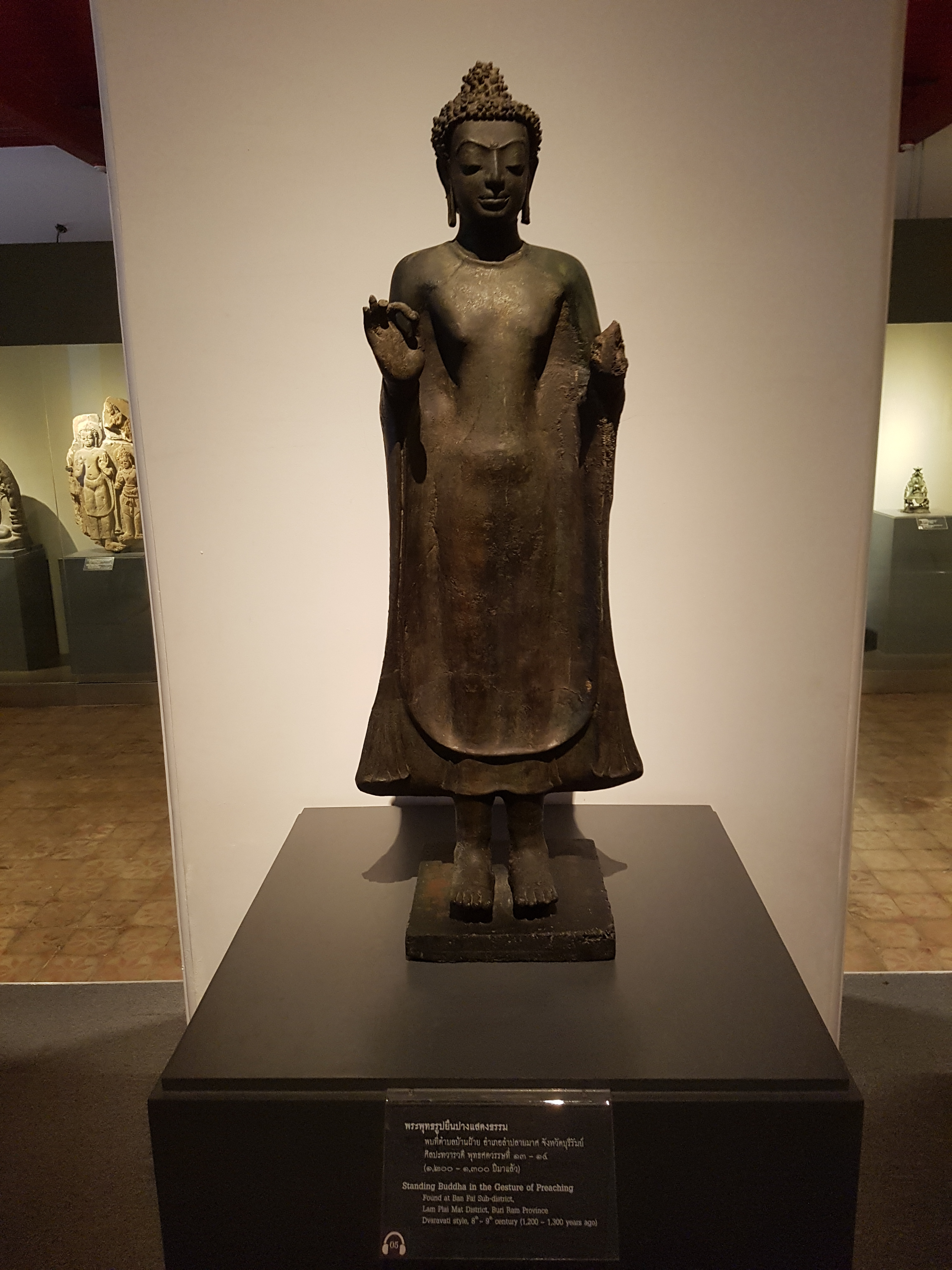
Bouddha debout de style Dvaravati (Buri Ram),e, VIIIe – IXe siècle.
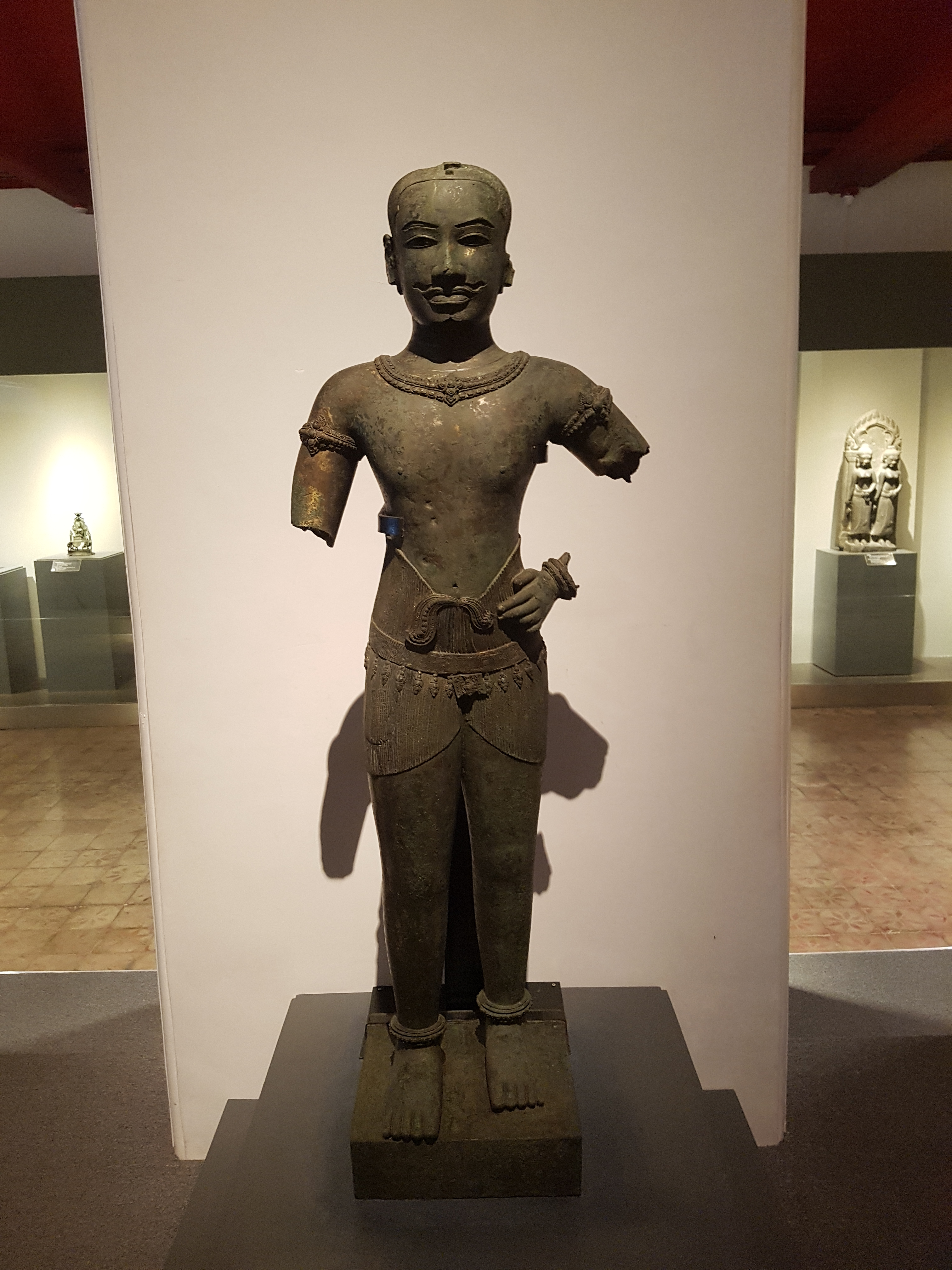
Statue d'homme de style khmer (Sa Kamphaeng Yai Temple, Si Saket), XIe siècle.

Siwamok Phiman Hall : Galerie de l'histoire thaïe de la fondation des premiers royaumes thaïs (Sukhothaï; Ayutthaya...) à nos jours
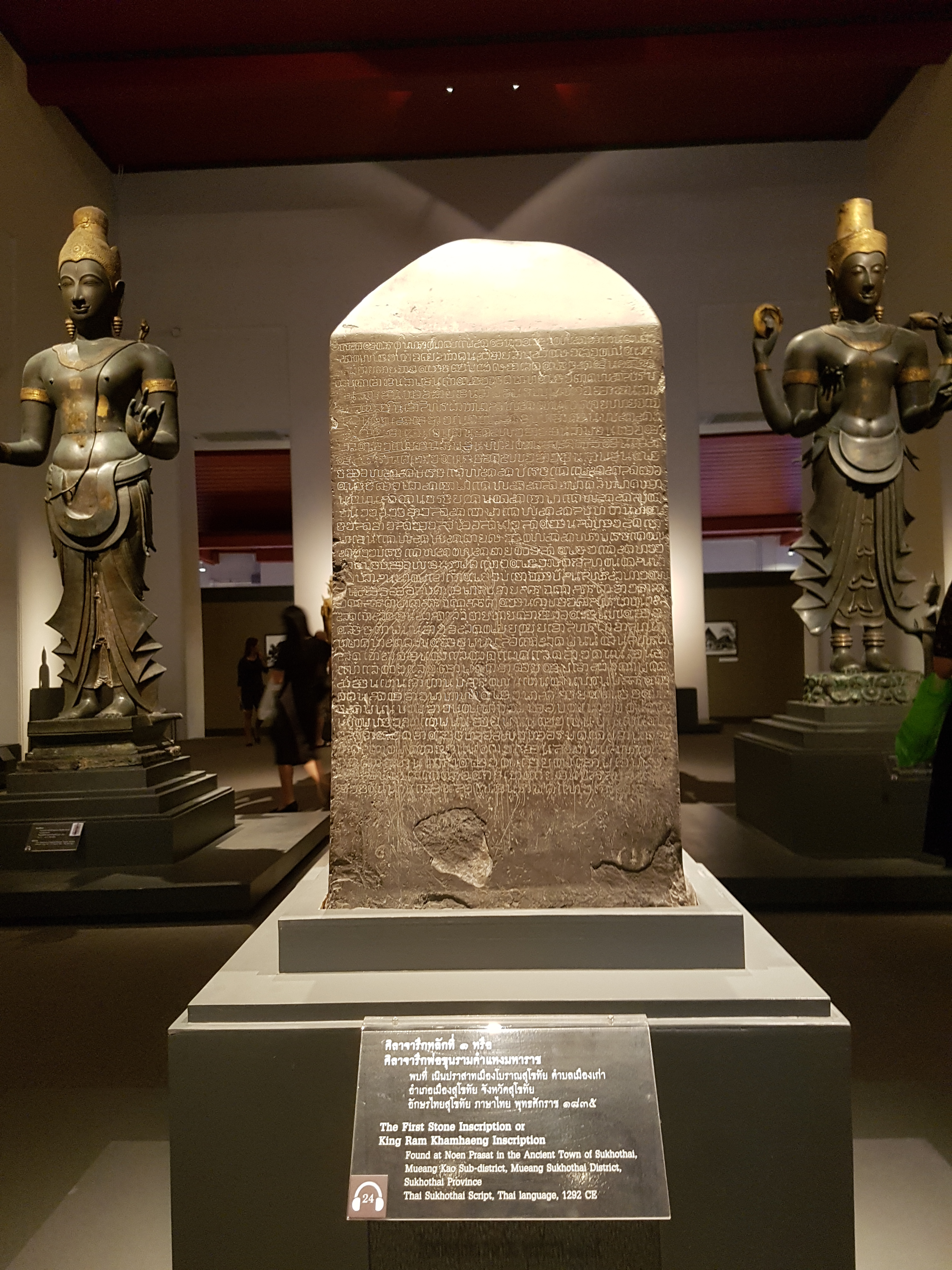
La stèle de Ramkhamhaeng (Sukhothaï), datée de 1292, porte les plus anciennes inscriptions connues en alphabet proto-thaï.
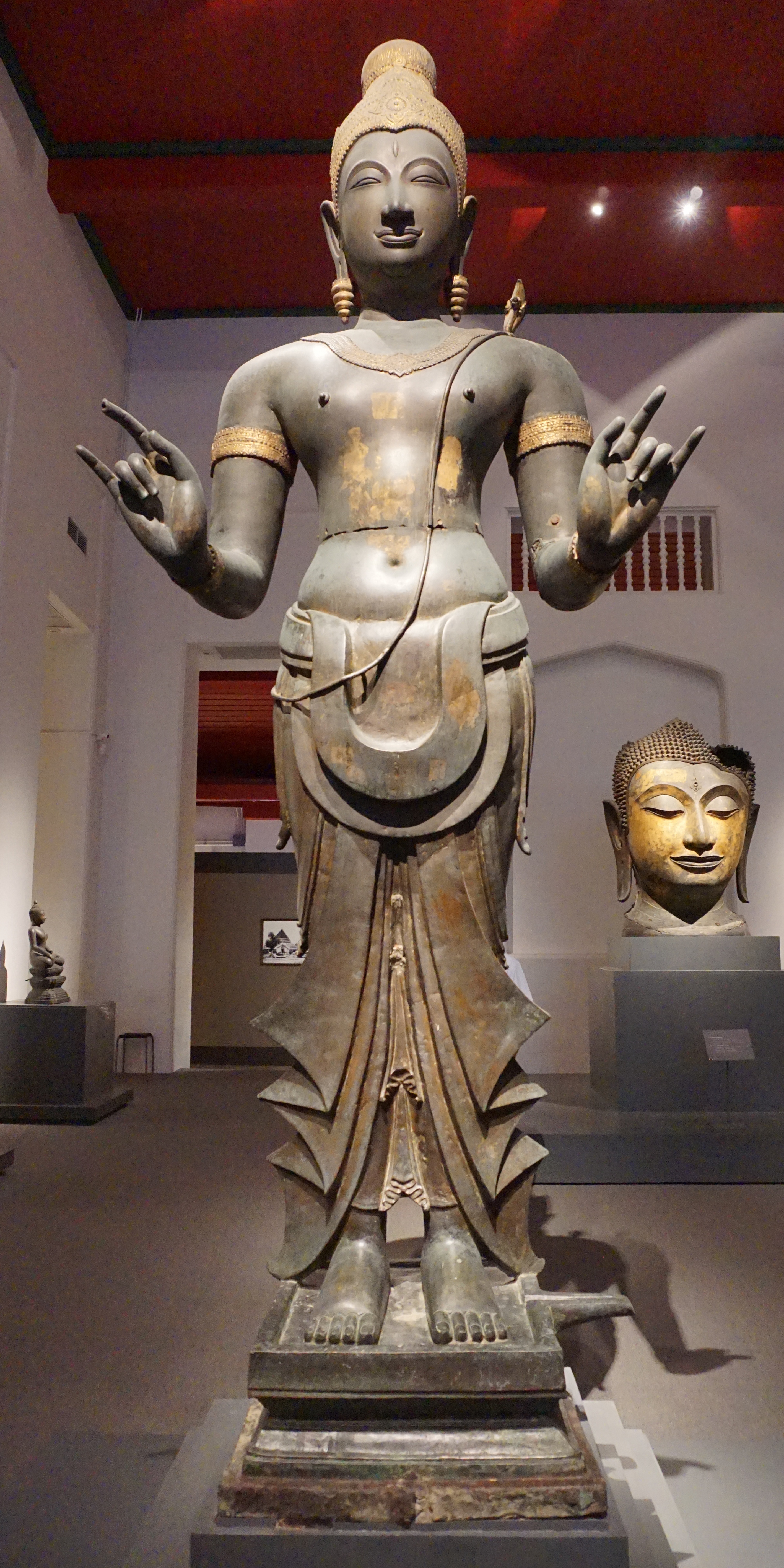
Shiva de style Sukhothaï (Sanctuaire hindou de Bangkok), XIVe – XVe siècle
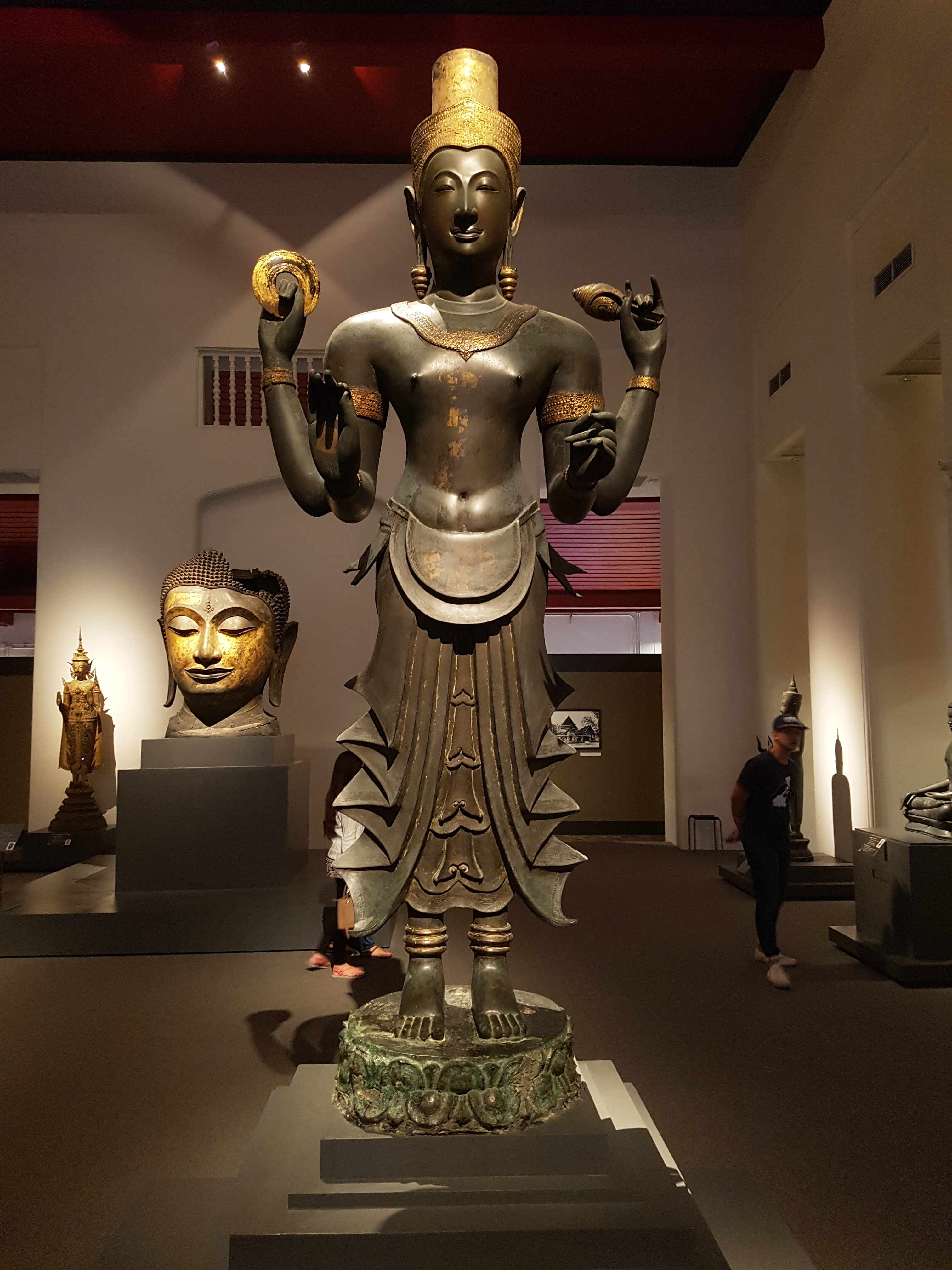
Vishnou de style Sukhothaï (Sanctuaire hindou de Bangkok), XIVe – XVe siècle
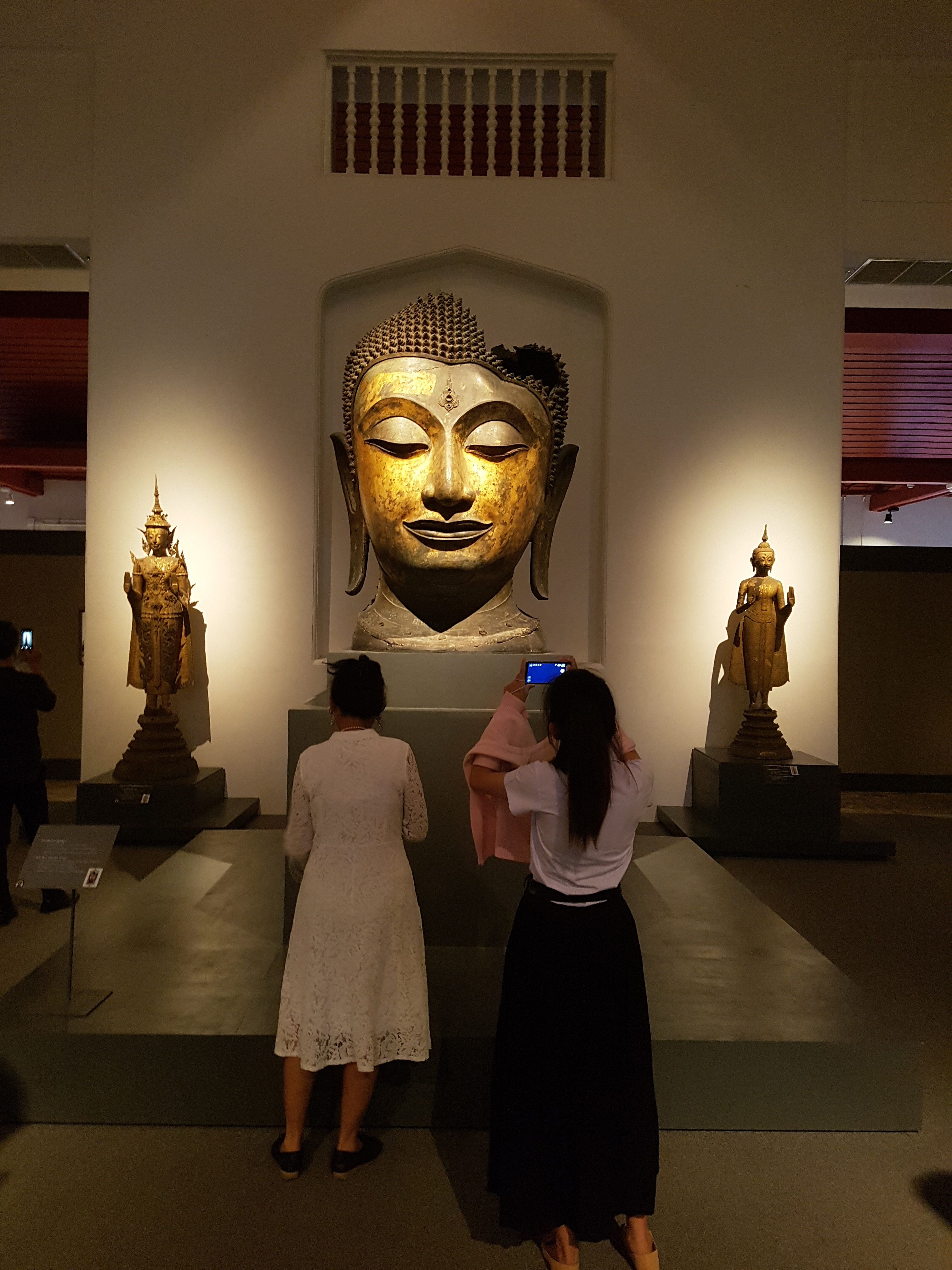
Tête de Bouddha de style Ayutthaya (Wat Phra Si Sanphet, Phra Nakhon Si Ayutthaya), XVIe siècle
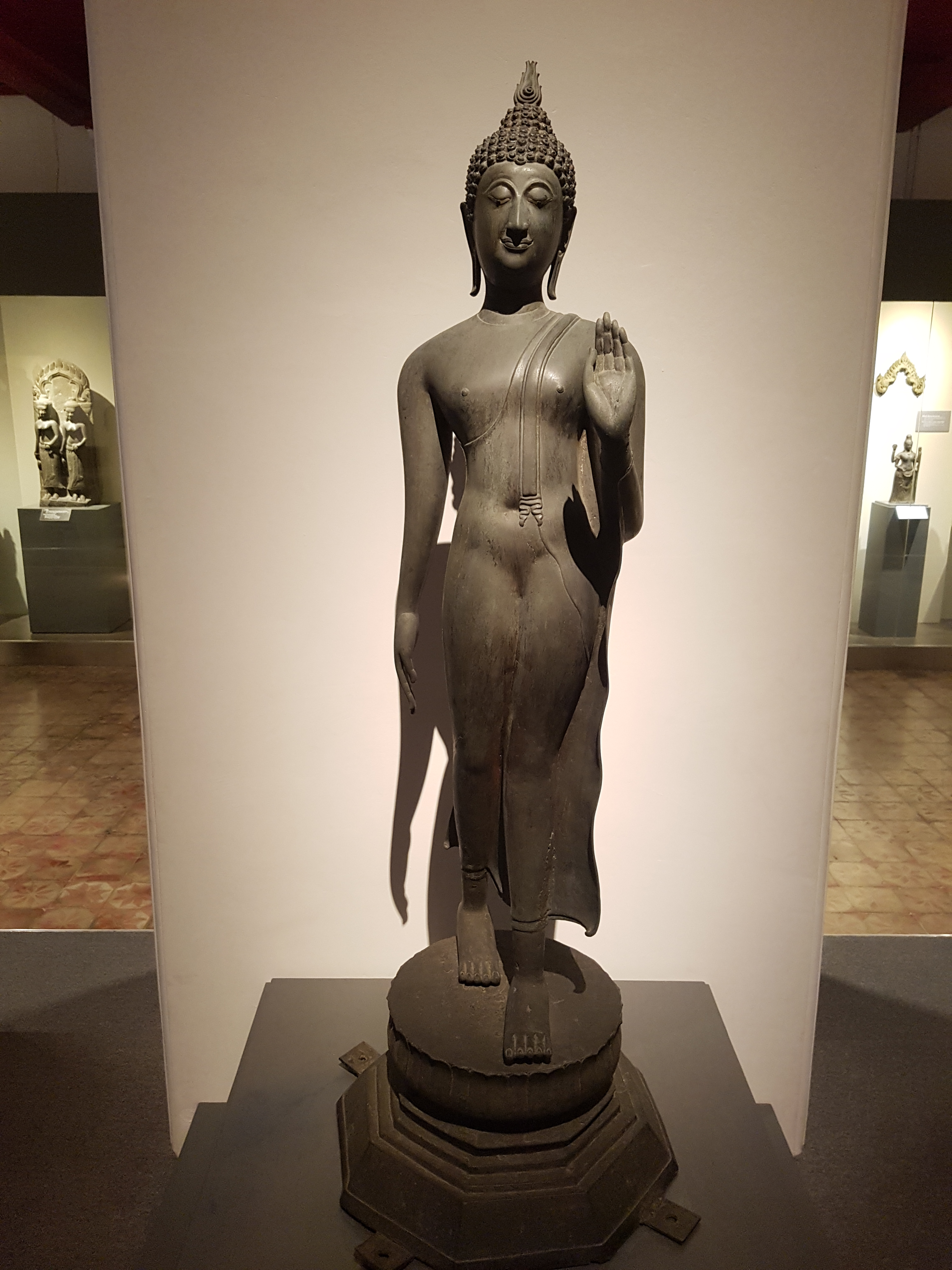
Bouddha marchant de style Sukhothaï vu de face (Sukhothai), XIVe – XVe siècle
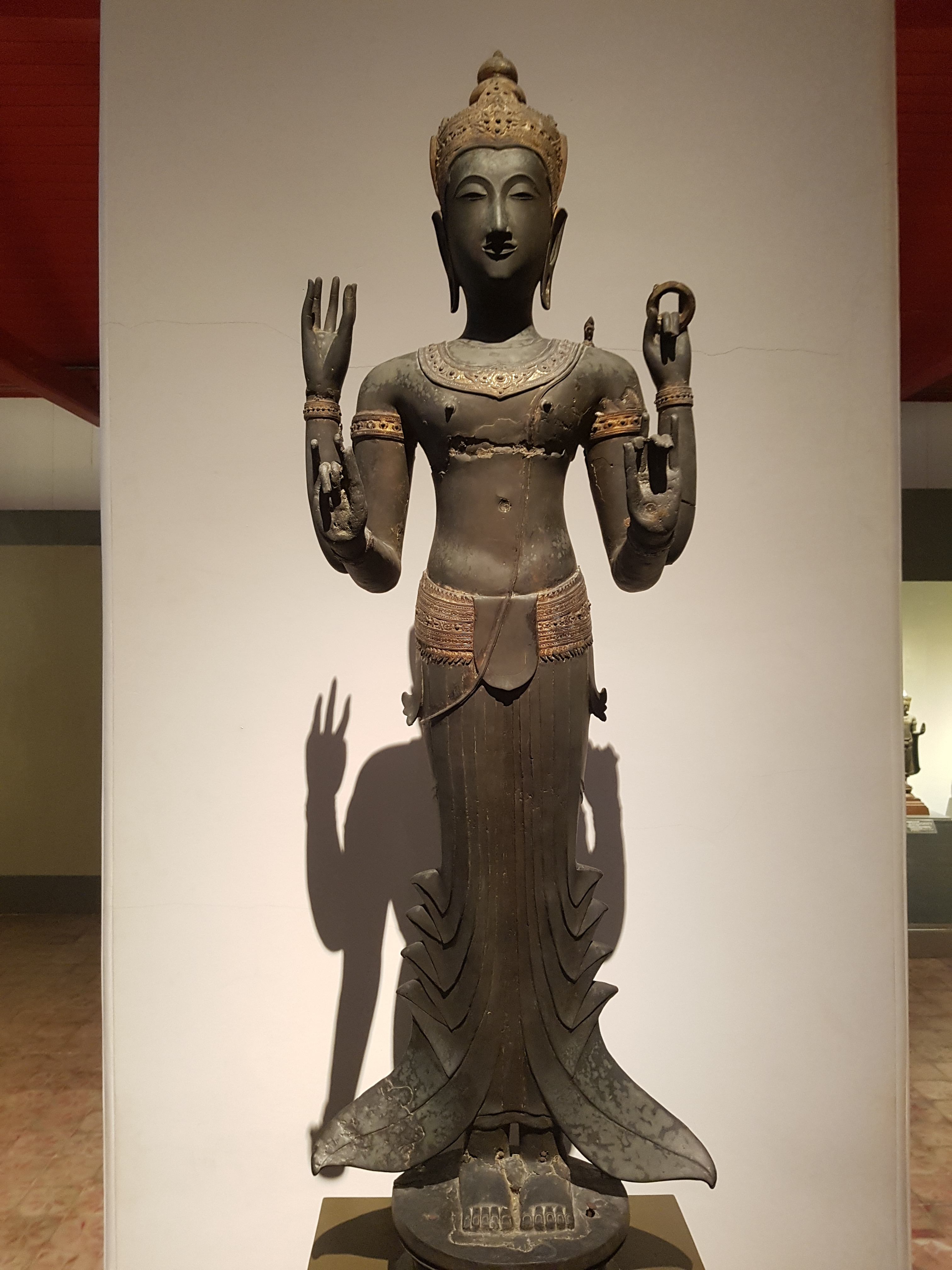
Harihara de style Sukhothaï (sanctuaire hindou de Bangkok), XVe siècle
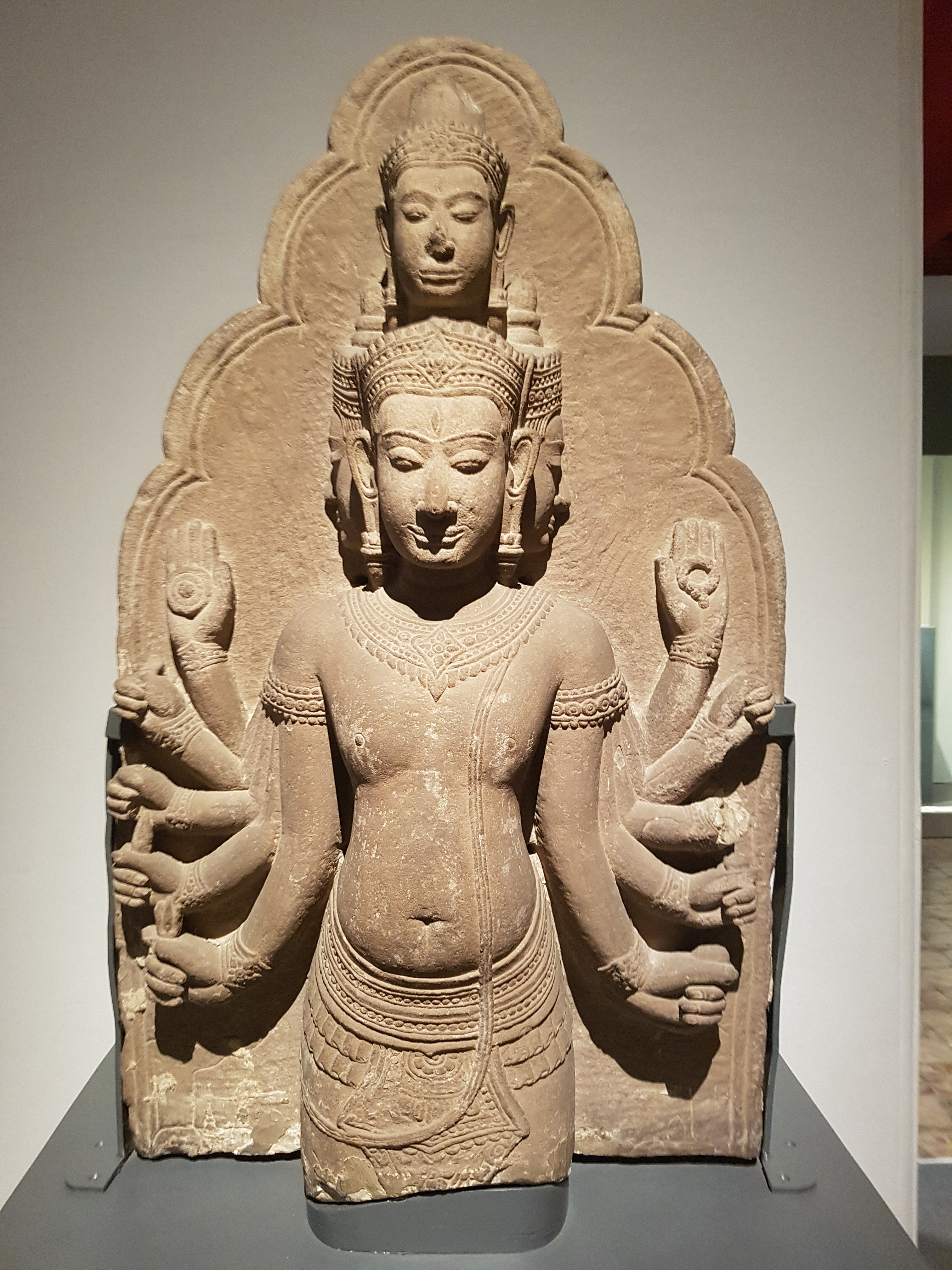
Shiva à cinq têtes de style Ayutthaya (Wat Na Phra Men, Phra Nakhon Si Ayutthaya), XVIIe – XVIIIe siècle
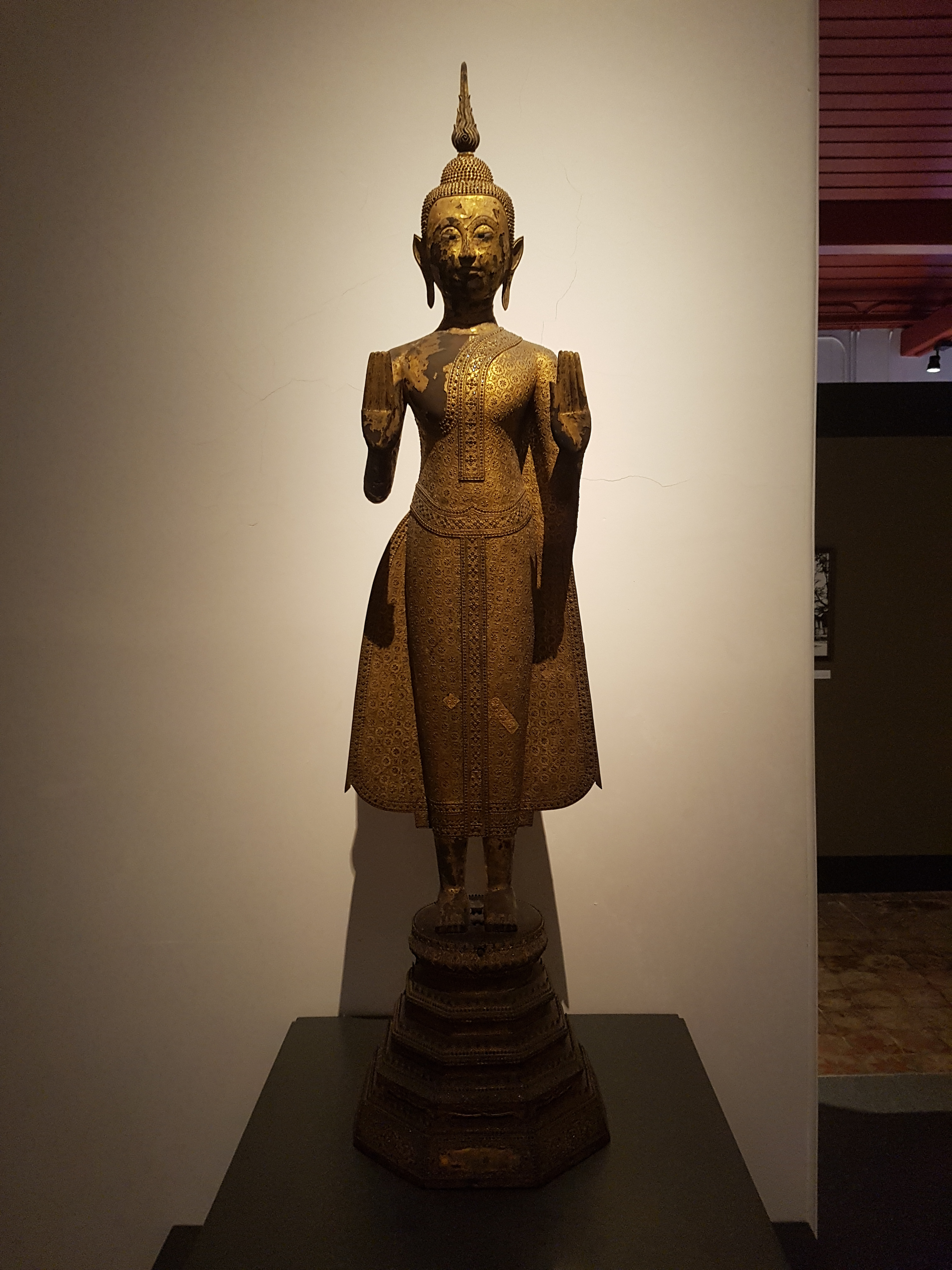
Bouddha arrêtant les flots de style Rattanakosin vu de face (dépôt du Wat Wiset Kan, Bangkok depuis 1959), 1891-1892

### La chapelle Buddhaisawan
À droite de l'entrée du site du musée, la chapelle Buddhaisawan (parfois appelé chapelle Phutthaisawan) (thaï : พระที่นั่งพุทไธสวรรย์), construite en 1787, abrite la statue de Phra Bouddha Sihinga (thaï : พระพุทธสิหิงค์), l'une des statues les plus sacrées de Thaïlande après le Bouddha d’Émeraude. C'est un bouddha en bronze doré de la période de Sukhothaï, XVe siècle. La légende dit qu'il vient de Ceylan mais il fut ramené du nord du pays par le roi Rama 1er.
Les murs sont couverts des plus anciennes peintures murales de Bangkok, de belles peintures représentant des scènes de la vie du Bouddha exécutées sous le règne de Rama 1er :
- Mallas and Dona Dividing the Relics : Dispute entre les tribus Mallas et Dona pour la possession des reliques saintes de Bouddha (les cendres du Bouddha) après sa mort à Kushinagar ;
- Cinda, Nalagiri and Angulimala : Le Bouddha calme Nalagiri, l'éléphant ivre et furieux que Devadatta avait dirigé contre lui pour le tuer (en bas à gauche) ; Angulimala, le terrible meurtrier sans scrupule qui porte les doigts de ses innombrables victimes à son cou, essaye de tuer le Bouddha[9] (en haut à droite) ;
- Battle with Mara and Calling the Earth to Witness : le combat avec Mara et la prise de la terre à témoin ; Phra Mae Thorani est représentée avec le Bouddha dans la posture de « la prise de la terre à témoin » (Bhûmisparsha-Mudrā). Les eaux qui coulent de sa longue chevelure ont permis de noyer l'armée de Māra. L'eau symbolise les mérites accumulés par le Bouddha dans ses vies passées, sa perfection et sa générosité.
- Tavatimsa, Nandopananda and Mango Tree Miracle : Le ciel des trente-trois Tavatimsa ou Trayastrimsha ; Moggallana, disciple de Bouddha, affronte et contraint le roi naga Nandopananda à présenter des excuses ; le miracle du manguier, un des miracles jumeaux (double miracle du Bouddha accompli à Sravasti) ;
- Descent to Sankissa and Opening of the worlds : selon les commentaires du Tipitaka, le Buddha redescend du ciel des trente-trois, le Tavatimsa ou Trayastrimsha, après avoir été préché le Abhidhamma Pitaka à sa mère et aux dieux pendant trois mois. Il redescend sur Terre par une échelle faite de naga et de joyaux accompagné d'Indra et de Brahma ; A sa gauche, une échelle en or est destinée à Indra et sur sa droite une échelle en argent à Brahma (en haut à gauche) ; Preta tourmentés dont Mittawinthu (au centre)
- Moggallanas Passing and Devadatta is Swallowed by the Earth ;
- Rahulas Story : Histoire de Rahula, le fils unique de Siddartha Gautama (Bouddha) ;
- etc.

Chapelle Bouddaisawan
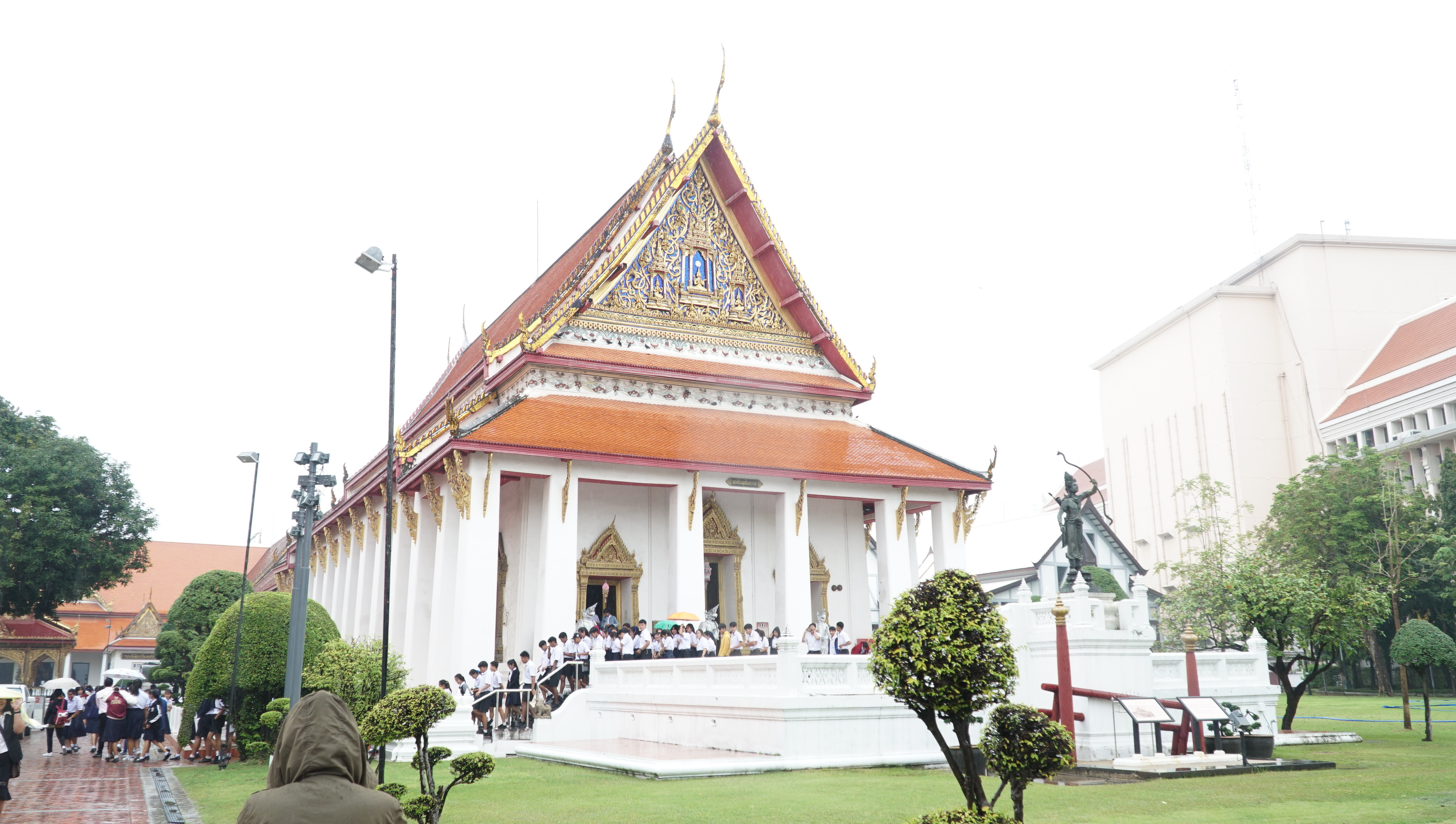
Chapelle Bouddaisawan et le palais Wang Na en arrière-plan à gauche
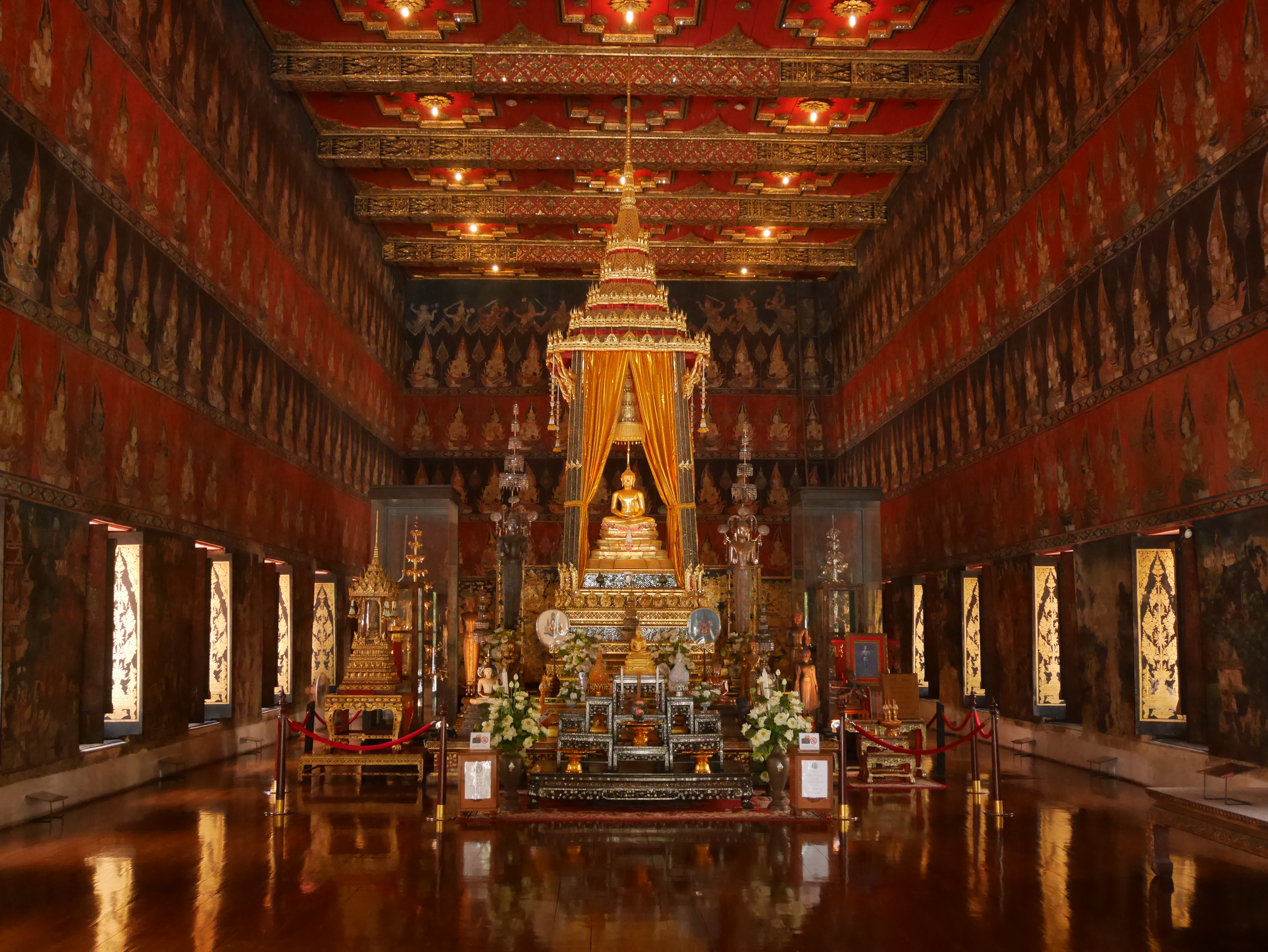
Vue de l'intérieur, avec ses murs recouverts de peintures en bon état
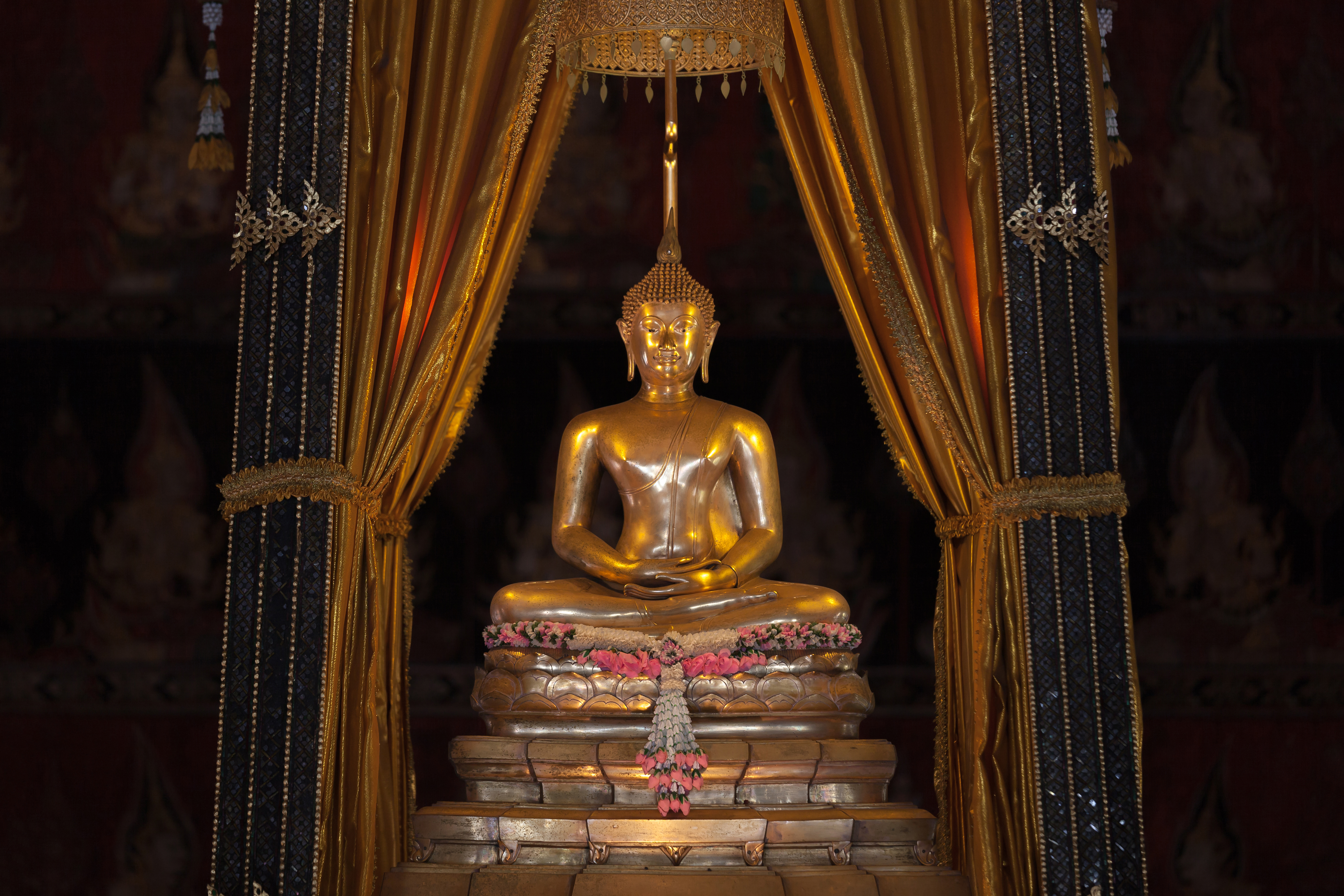
Statue de Phra Buddha Sihinga
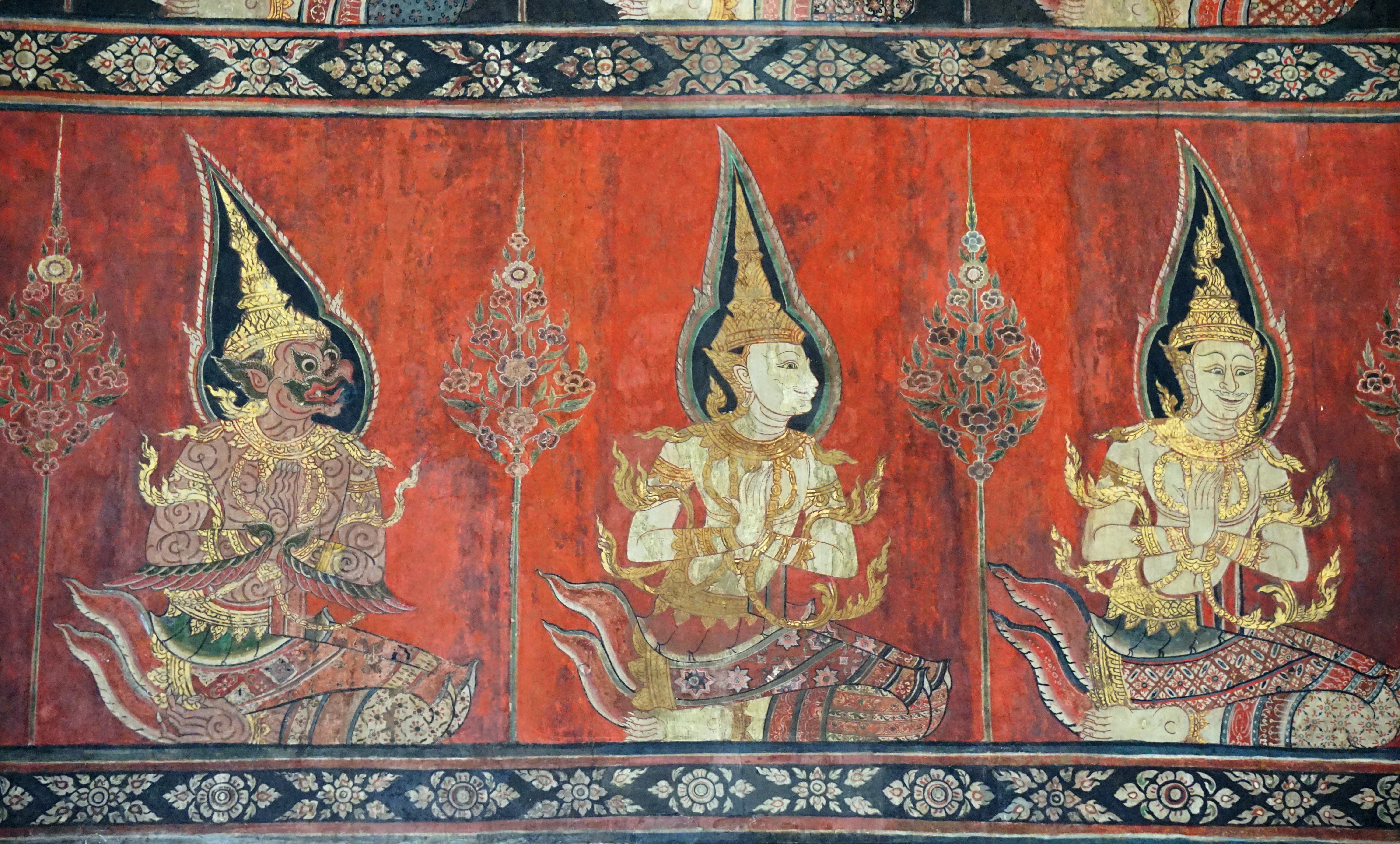
Yakkha (Yaksha) et Devas
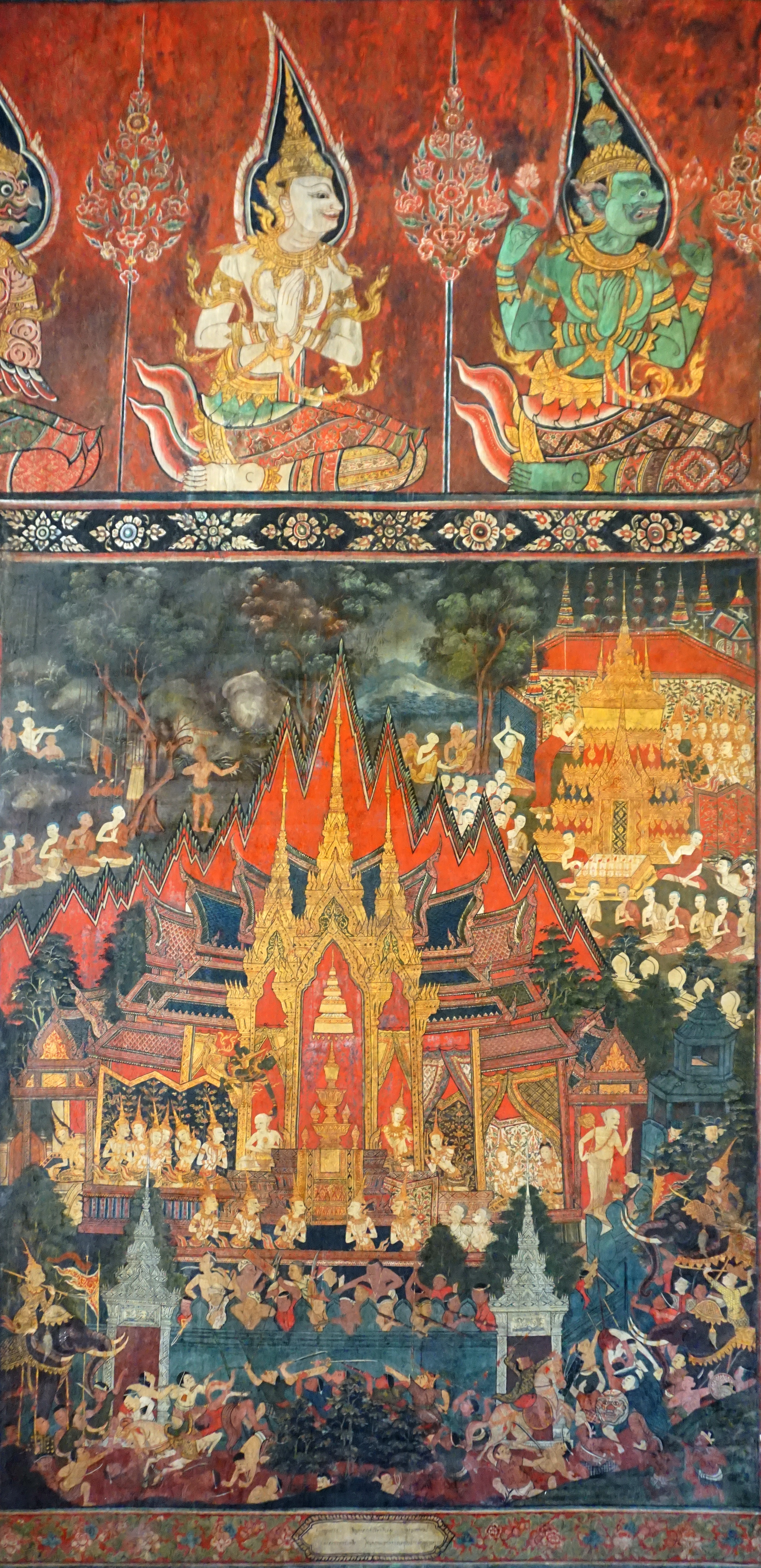
Les tribus Mallas et Dona se disputent les reliques de Bouddha
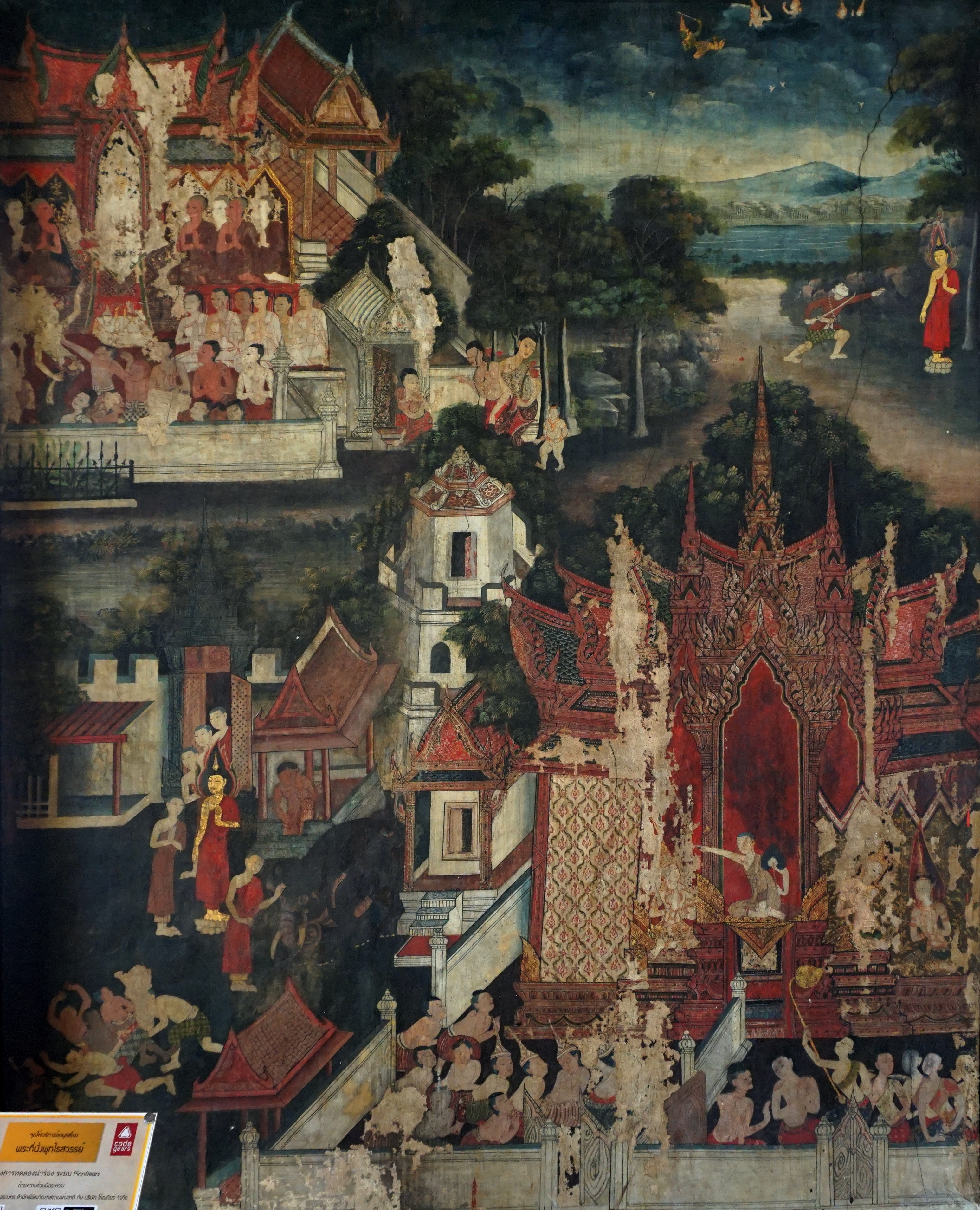
Cinca, Nalagiri et Angulimala
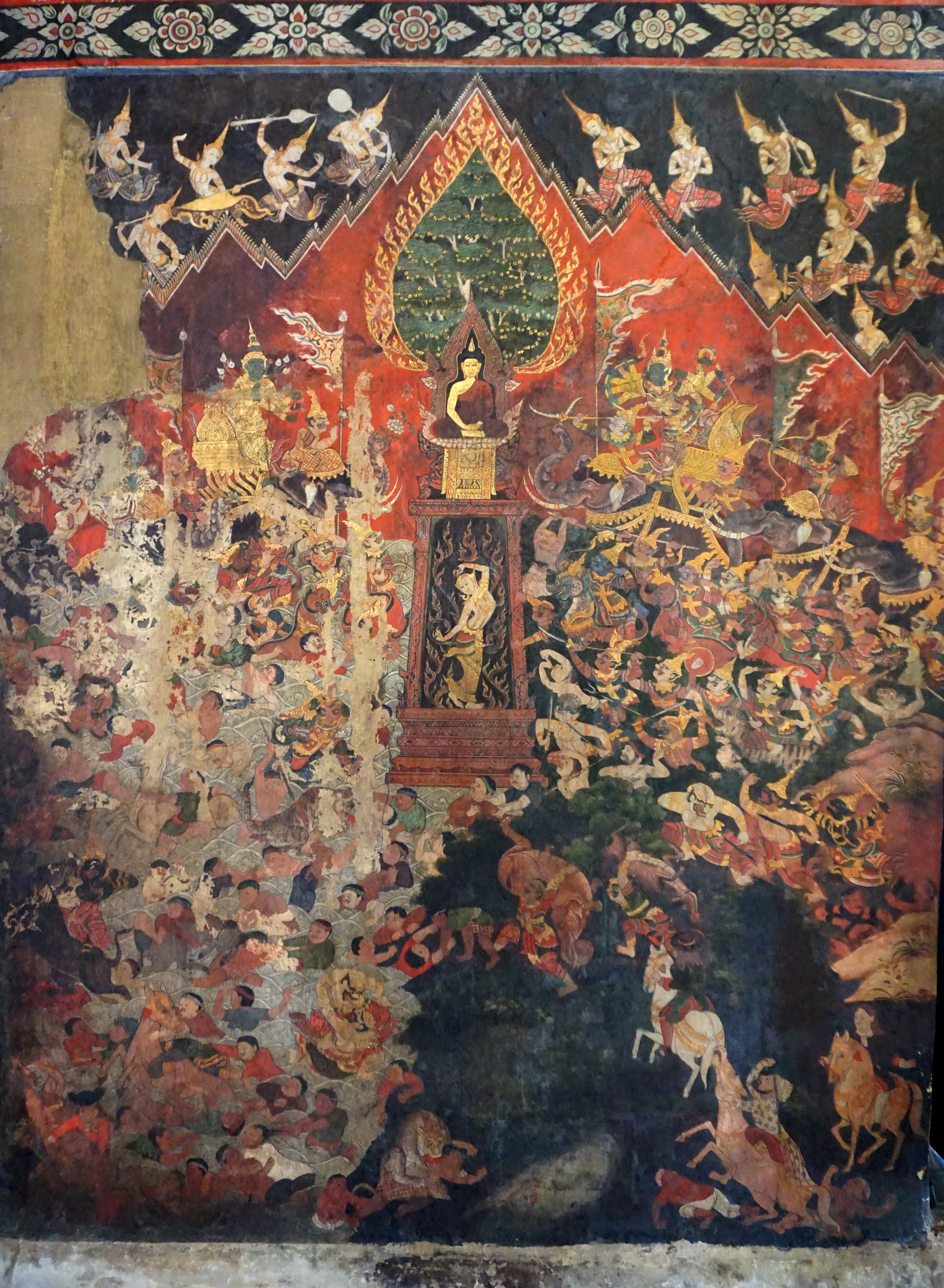
Le combat avec Mara et la prise de terre à témoin
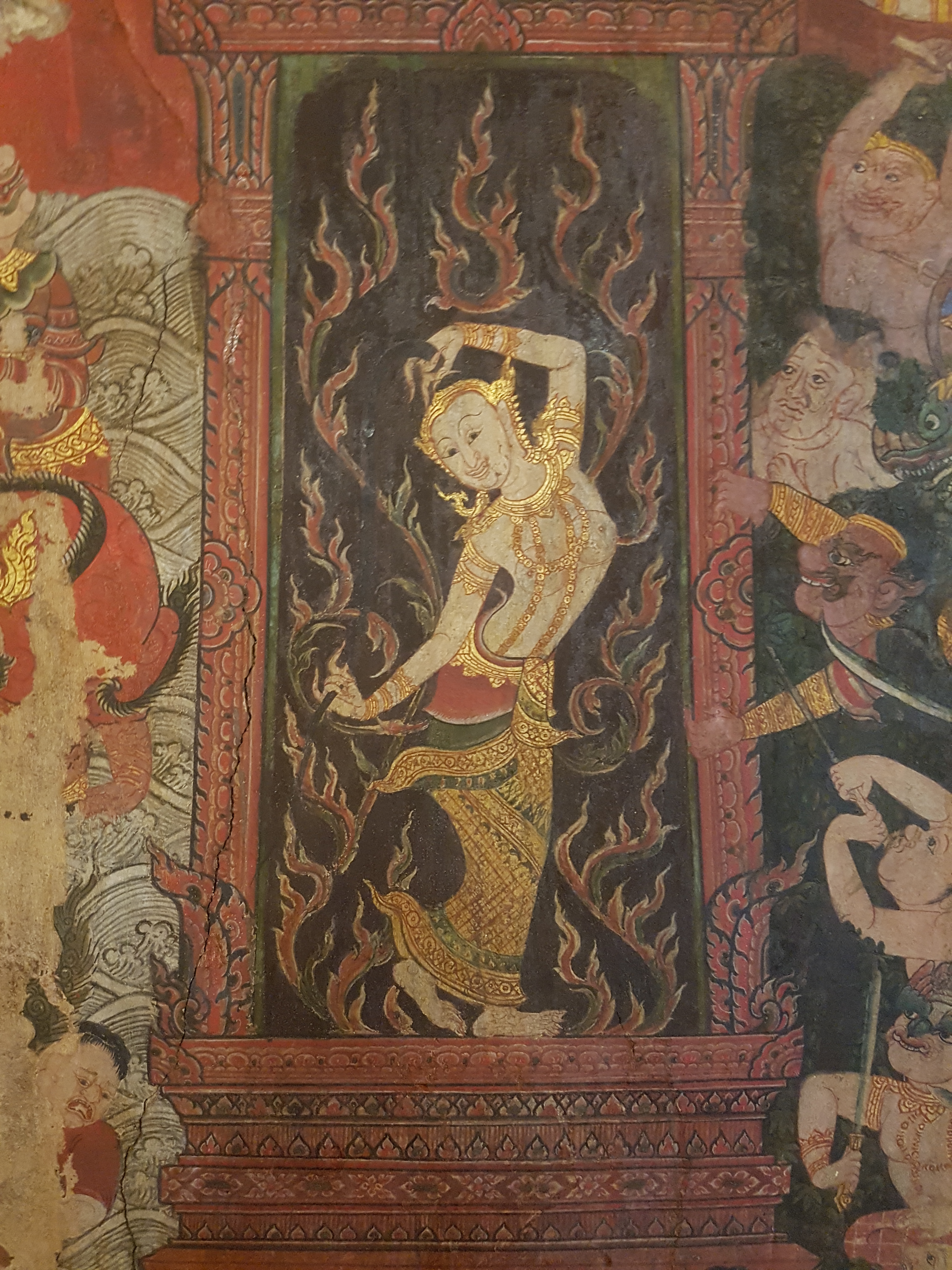
Phra Mae Thorani
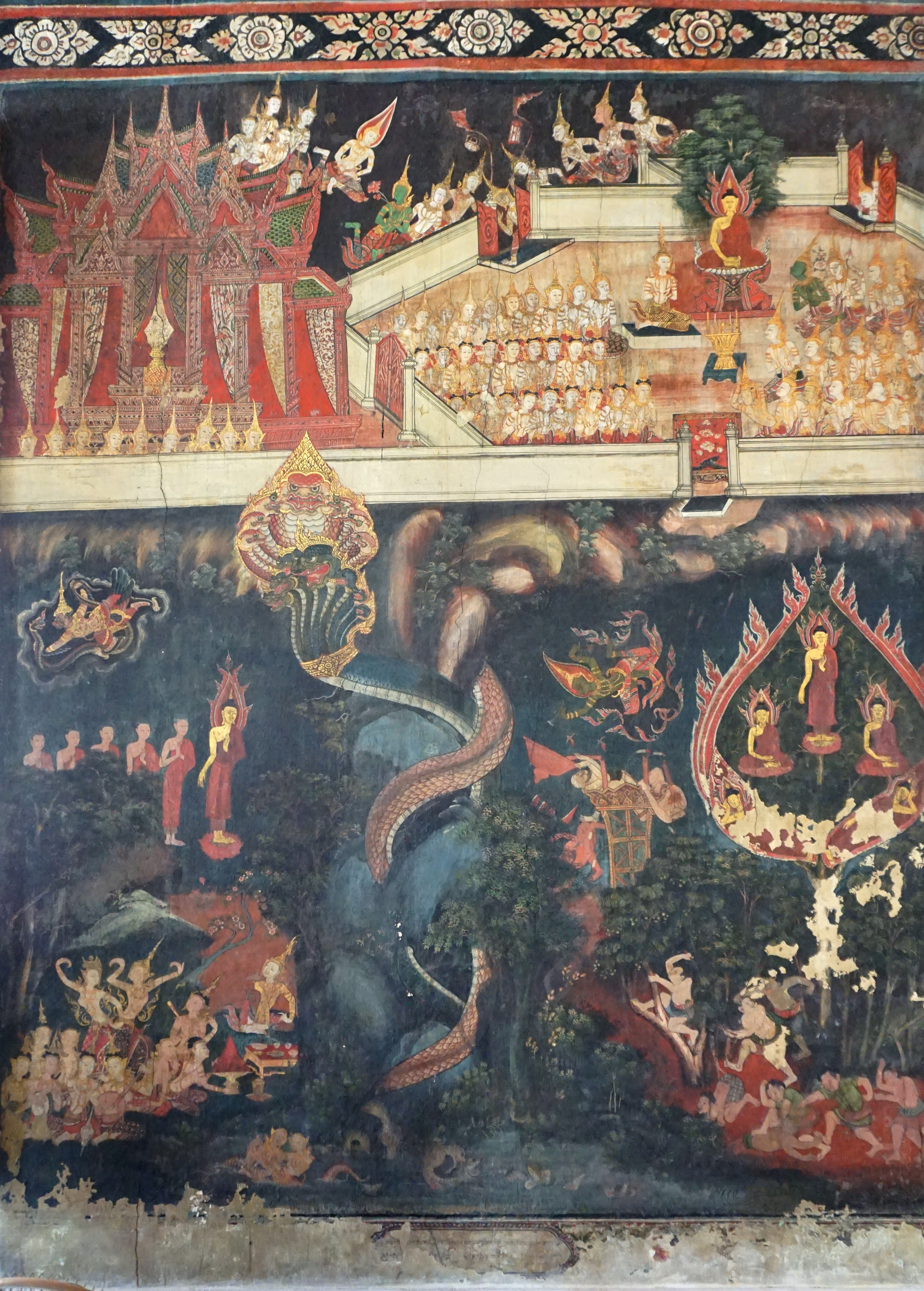
Le ciel des trente-trois Tavatimsa, Nandopananda et le miracle du manguier
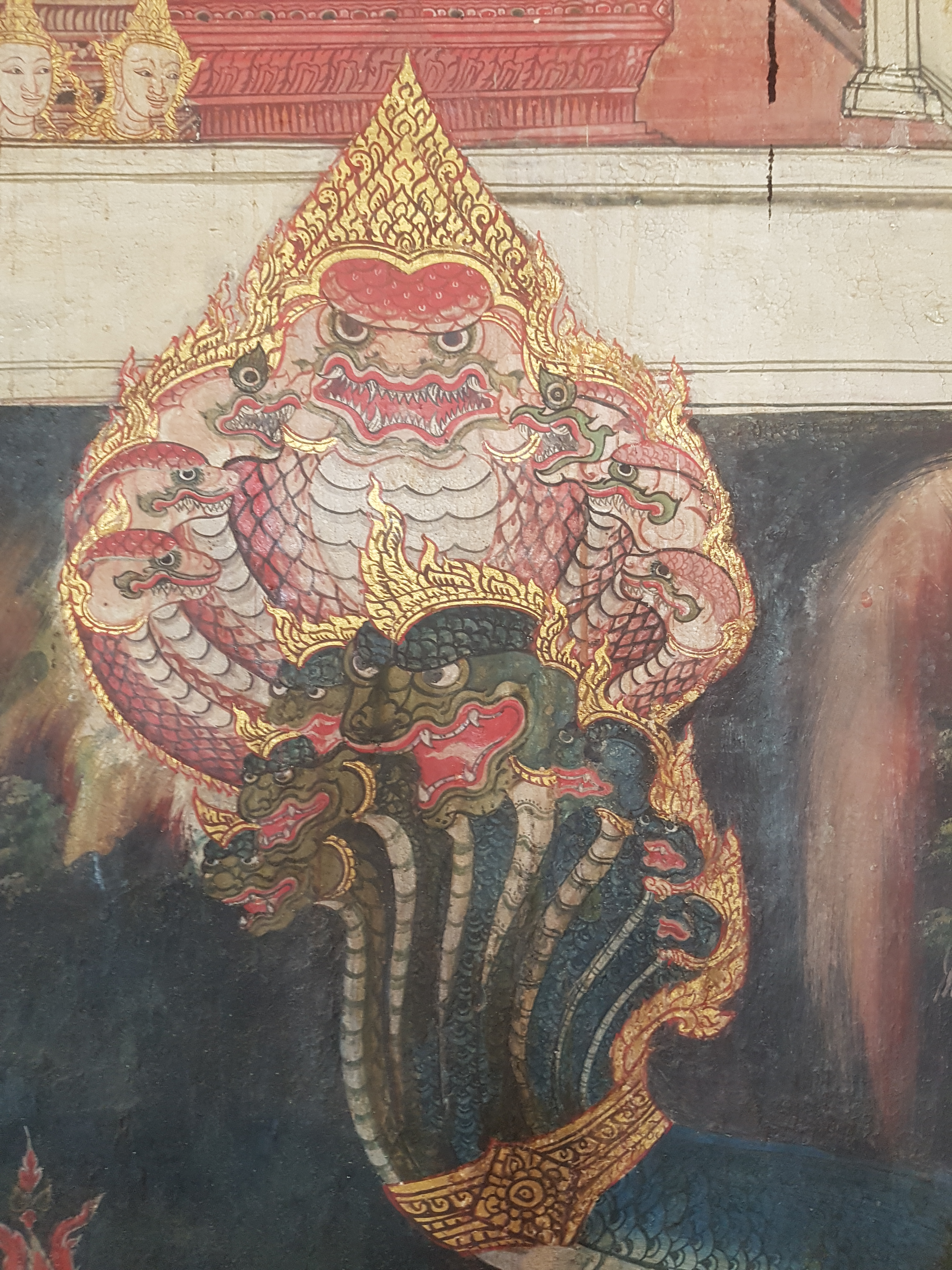
Le naga Nandopananda en colère noire d'être dérangé (détail)
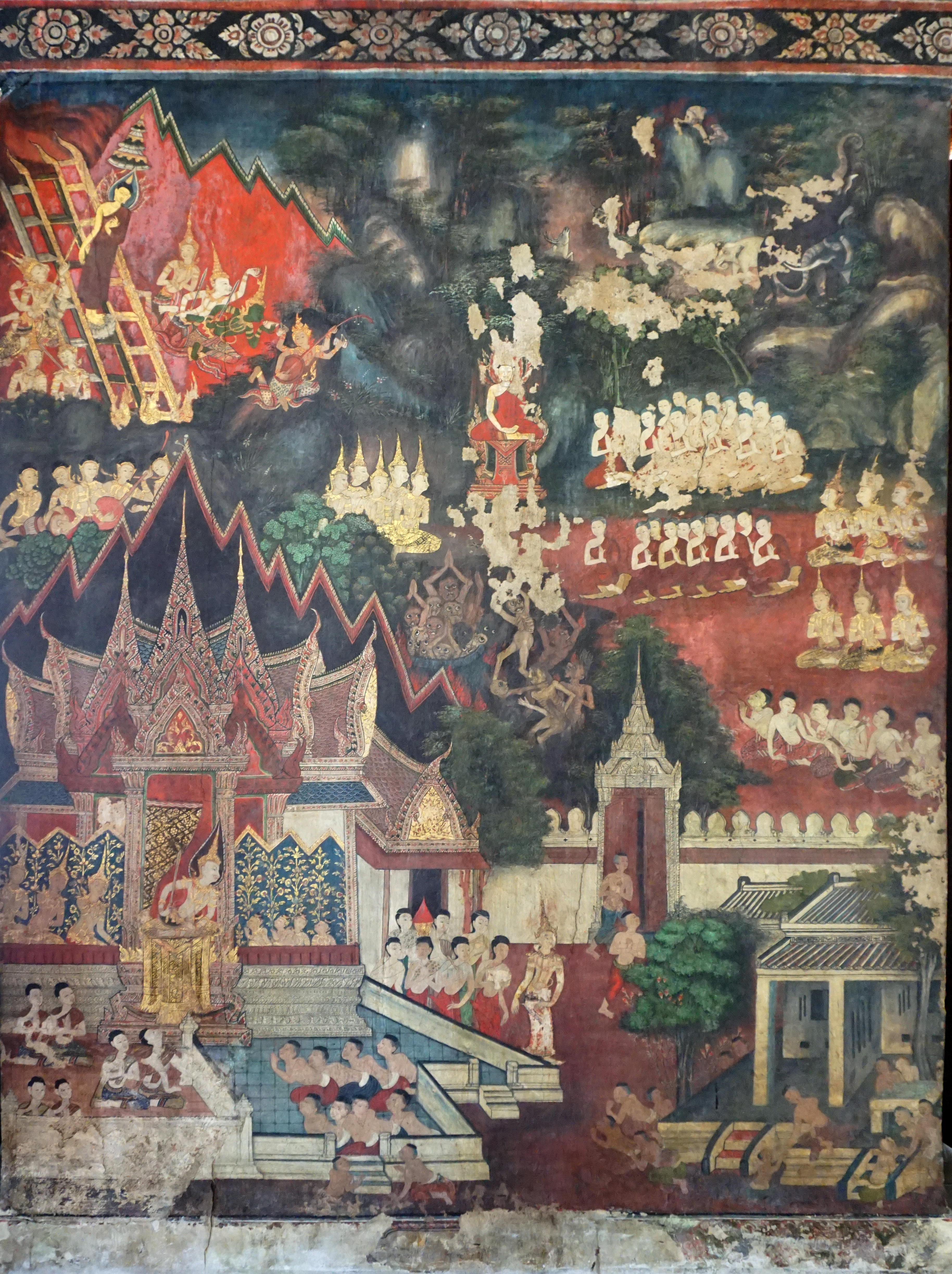
Descent to Sankissa and Opening of the worlds.
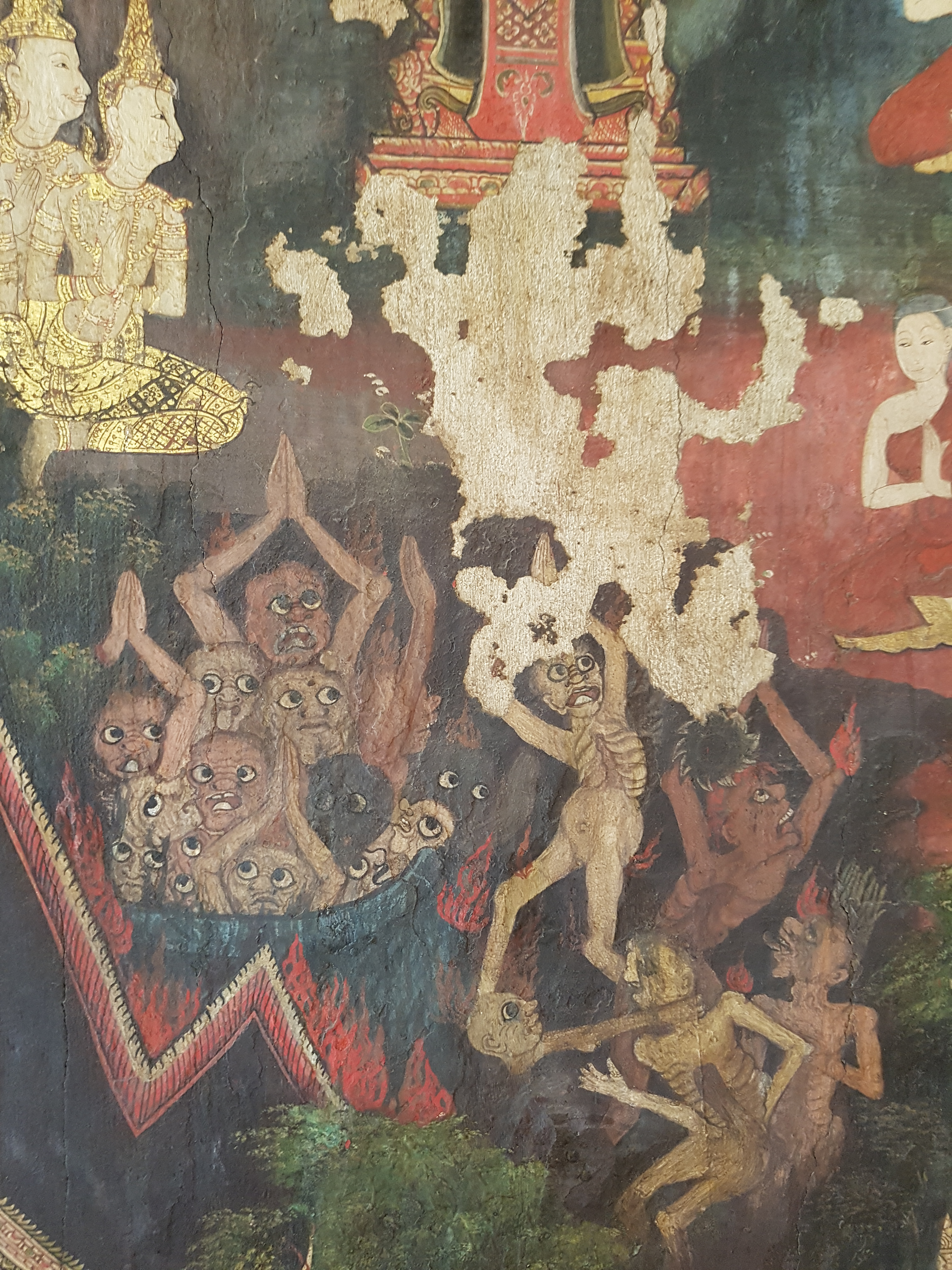
Preta des enfers tourmentés (détail)
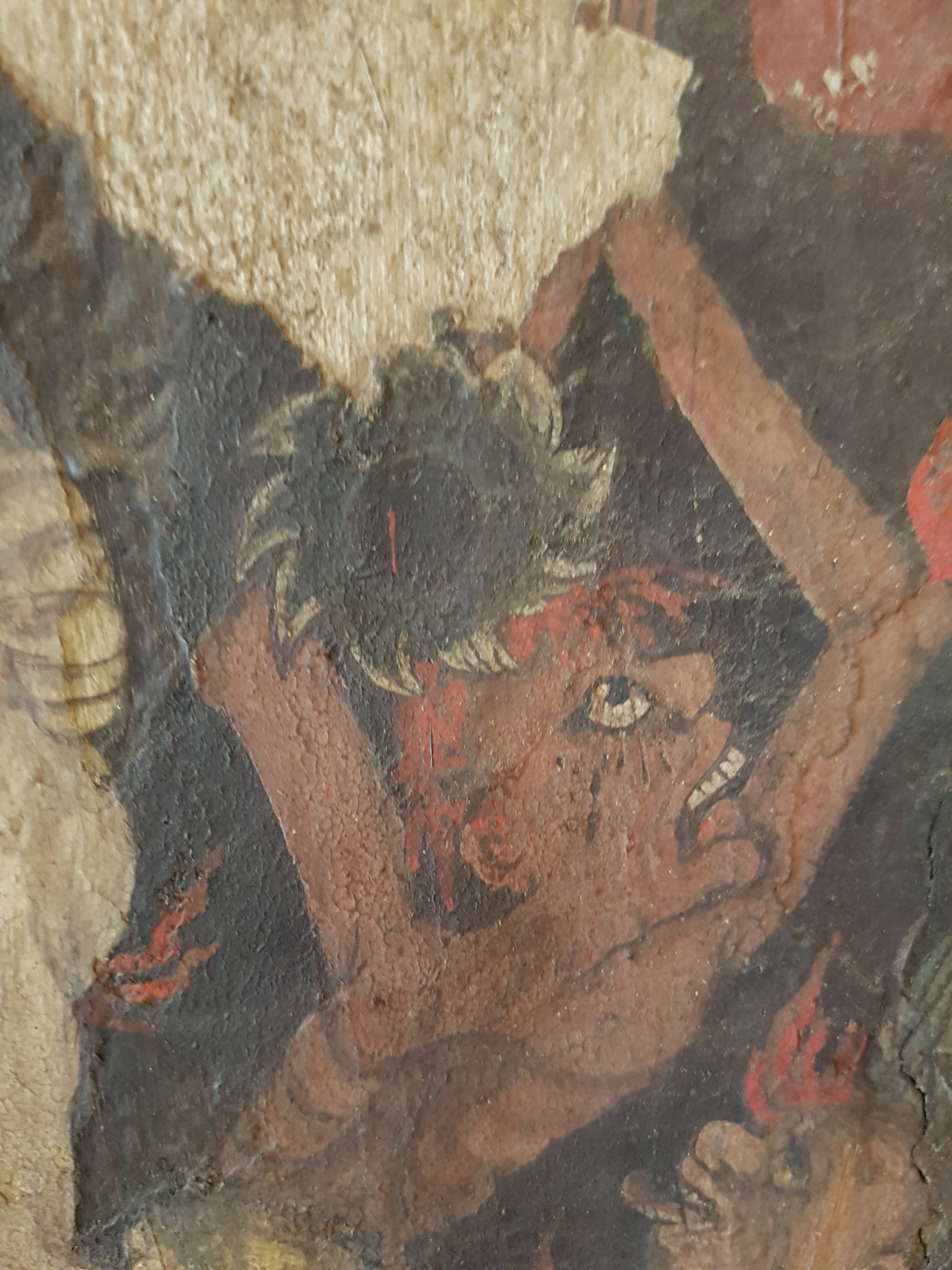
Mittawinthu qui a une roue qui tourne sur sa tête sans but en lui cisaillant la tête
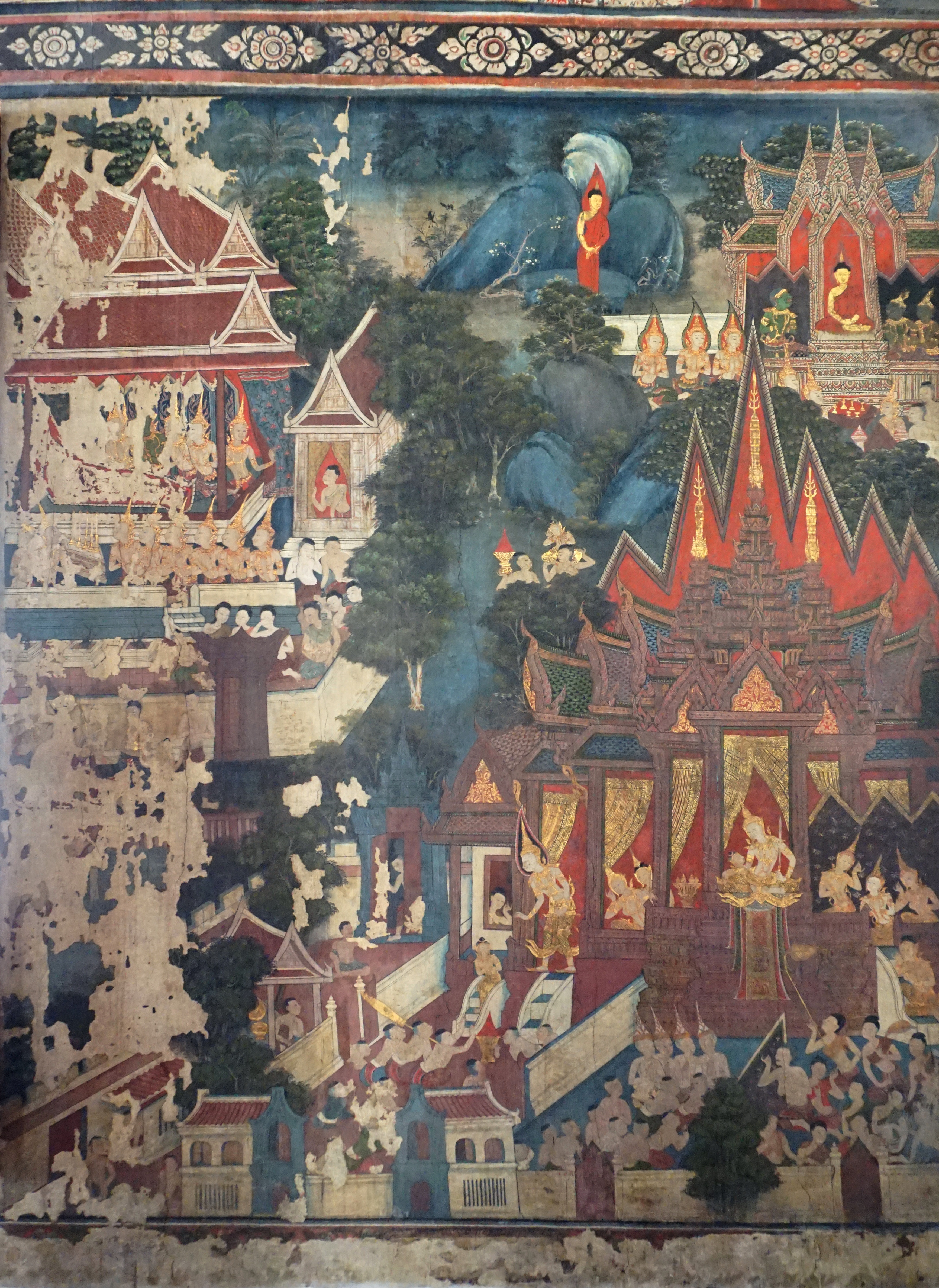
L'histoire de Rahula

### Le pavillon rouge Tamnak Daeng
Le pavillon rouge ou maison rouge (thaï : พระตำหนักแดง) est une maison traditionnelle en bois de teck construite au 18e siècle pour abriter les appartements privés d'une sœur de Rama 1er puis de l'épouse du roi Rama II, la reine Si Suryen.

Le pavillon rouge
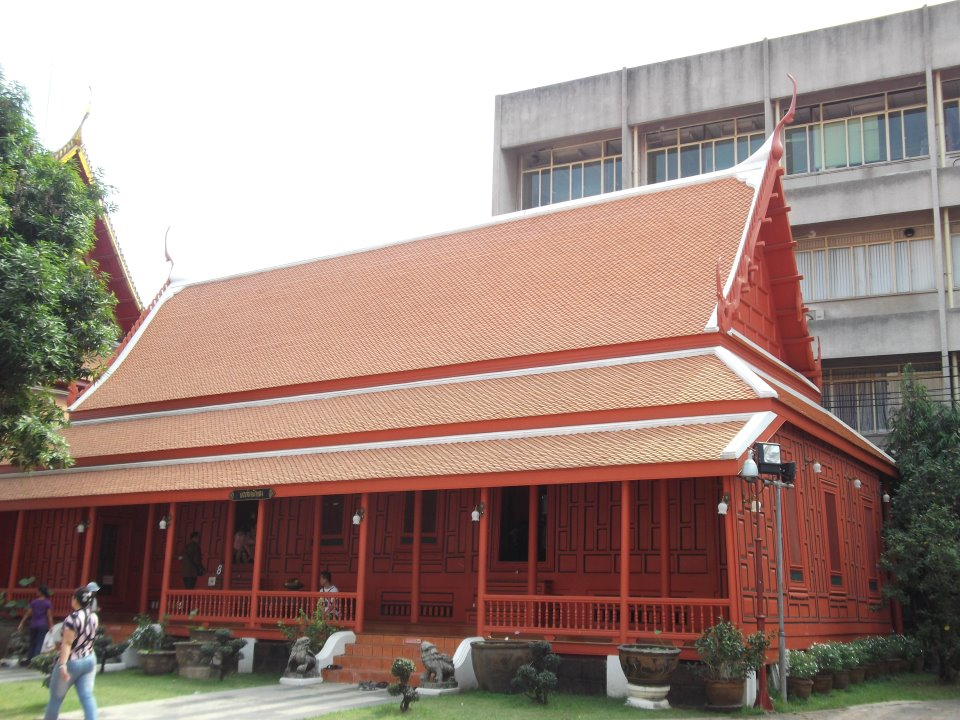
Vue de l'extérieur
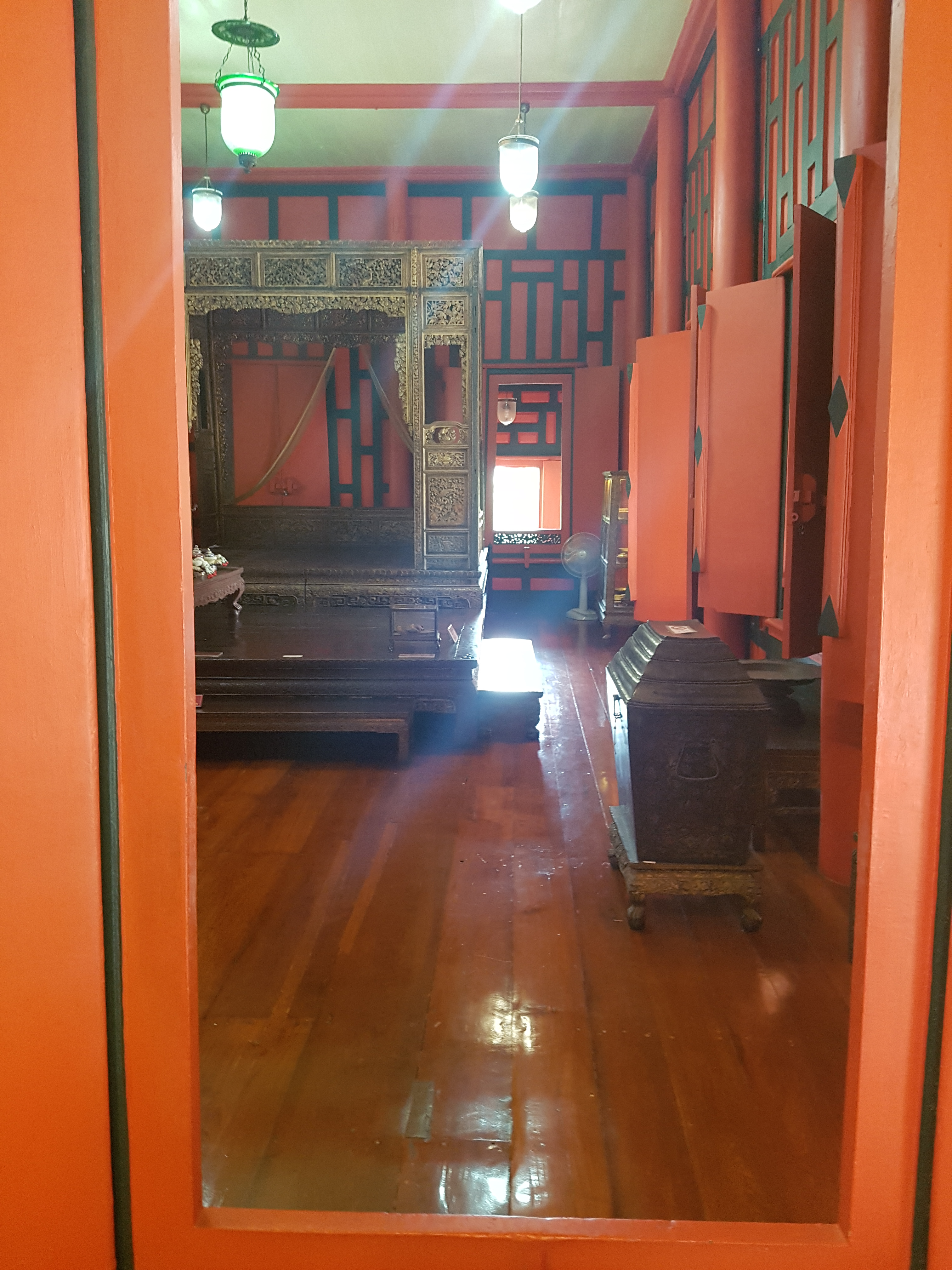
Chambre à coucher avec son lit à baldaquin
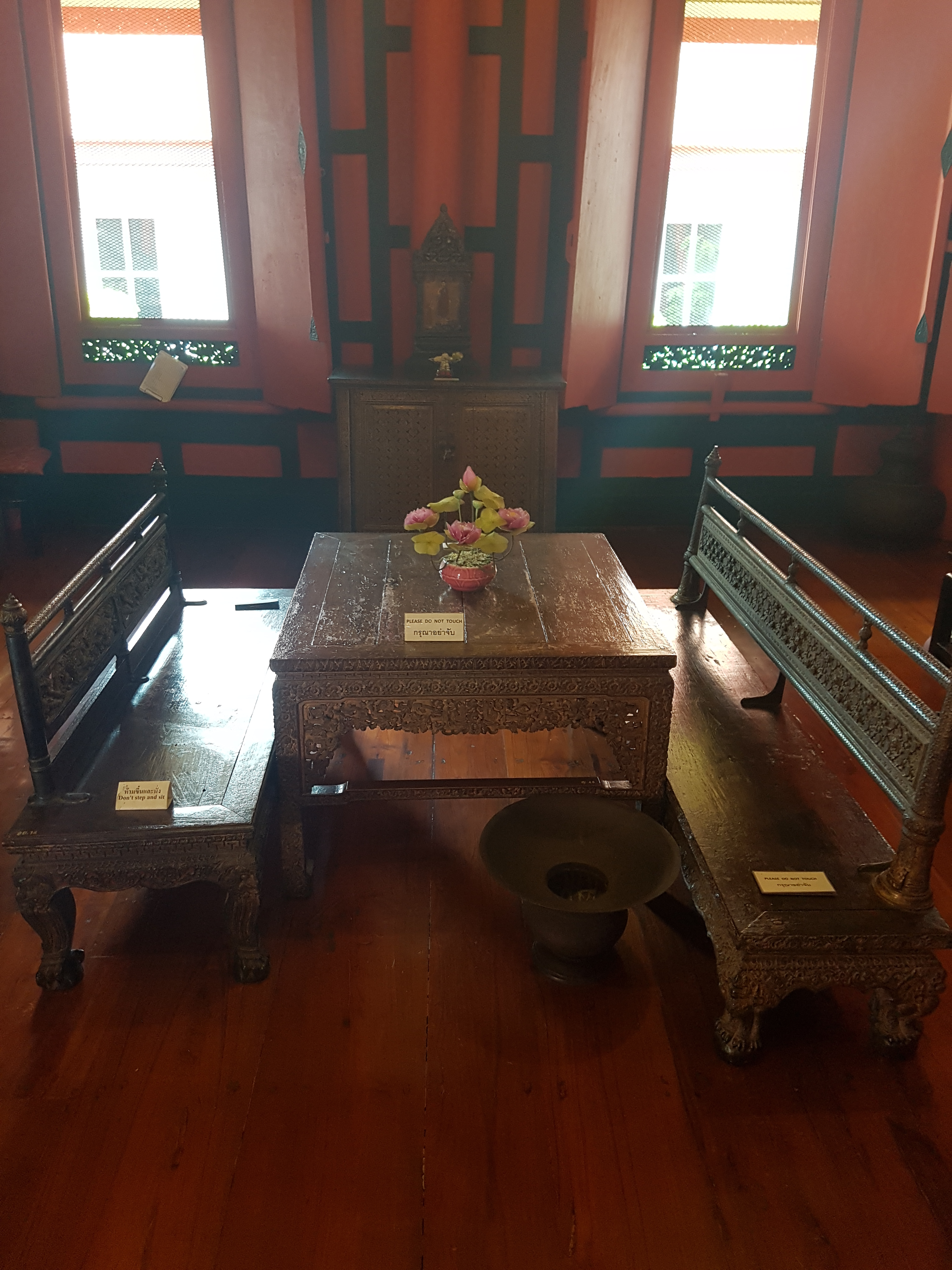
Mobilier royal d'origine

On peut y admirer une partie de son mobilier d'origine, de magnifiques meubles traditionnels du 18e s. dont notamment un lit chinois en teck.

### Les nouveaux bâtiments

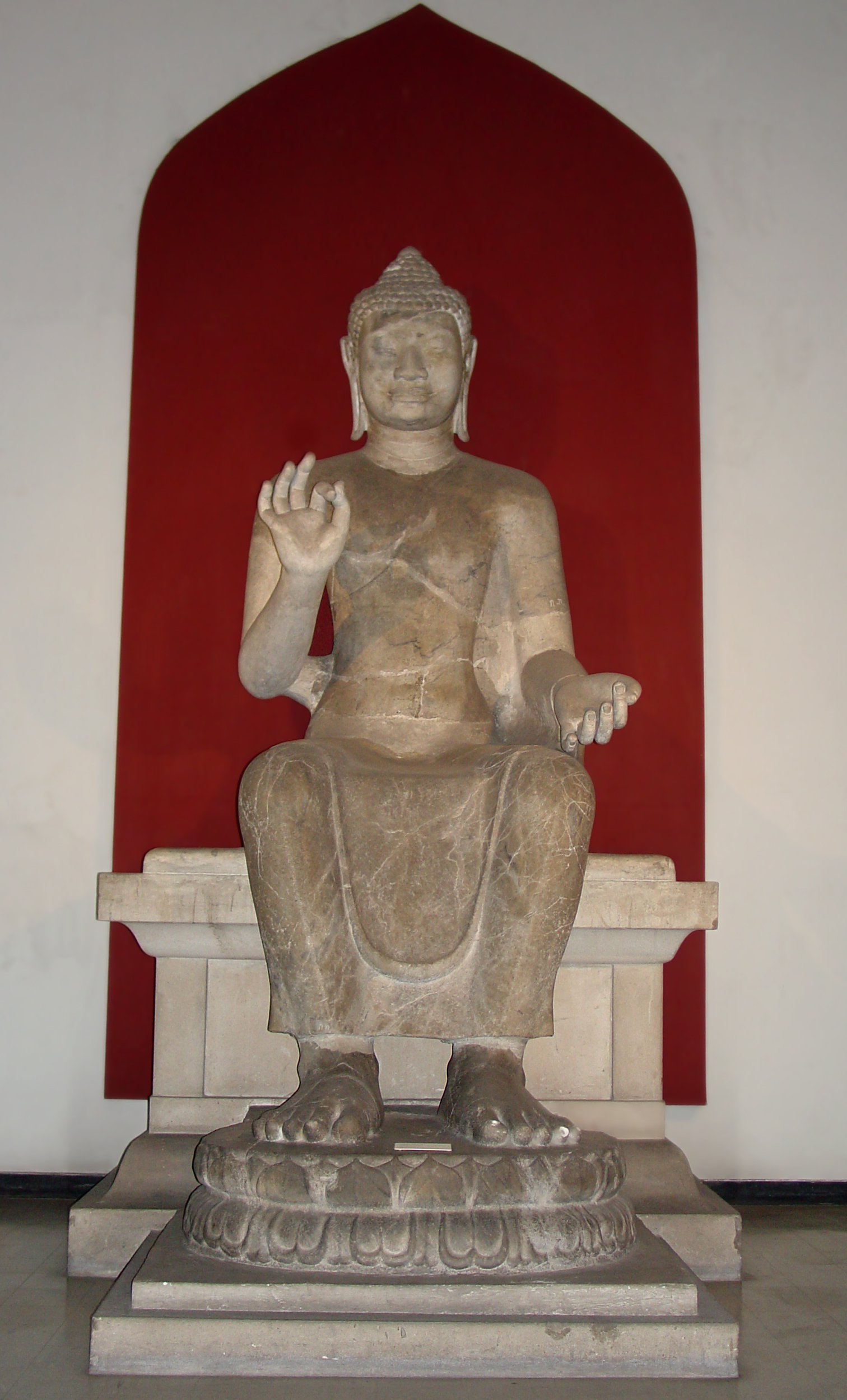
Statue colossale de Bouddha « assis à l'européenne », style Dvaravati (Ayutthaya), H=370 cm,pierre,

L'aile sud et l'aile nord, construites en 1966 pour agrandir le musée, présentent chronologiquement les grandes périodes de l'art thaïlandais définies par les historiens et les géographes dont Jean Boisselier: 
Une période avant les royaumes thaïs (aile Sud) :
- école de Dvaravati (7e – 11e siècle), de culture mône, attesté essentiellement dans le bassin de la Mé Nam (Chao Phraya) ;
- école de Srivijaya (env. 8e – 13e siècle), d'inspiration indonésienne ;
- école de Lopburi (env. 7e – 14e siècle), khmère ou kmérisante, dont les témoins sont surtout localisé dans les provinces de l'Est et du Nord-Est (favorisé par l'expansion du Cambodge aux 11e –  12e siècle)

Une période thaïe (aile nord) : 
- école de Sukhothaï (fin du 13e-15e s.) qui exercera une influence considérable sur les autres écoles en dépit de sa brève durée ;
- école du Lan Na ou de Chieng Sèn (env. 13e-20e s.) propre à l'ancien royaume septentrional ;
- école d'Ayuthya (Ayuttaya) (14e-18e) qui recueille l'héritage khmer (école de Lopburi, style d'U Thong) et y associe des traditions de Sukhothaï ;
- école de Rattanakosin dite école de Bangkok (1767 à nos jours) qui affirme  les traditions artistiques d'Ayuthya[13].

Têtes de Bouddha de diverses écoles
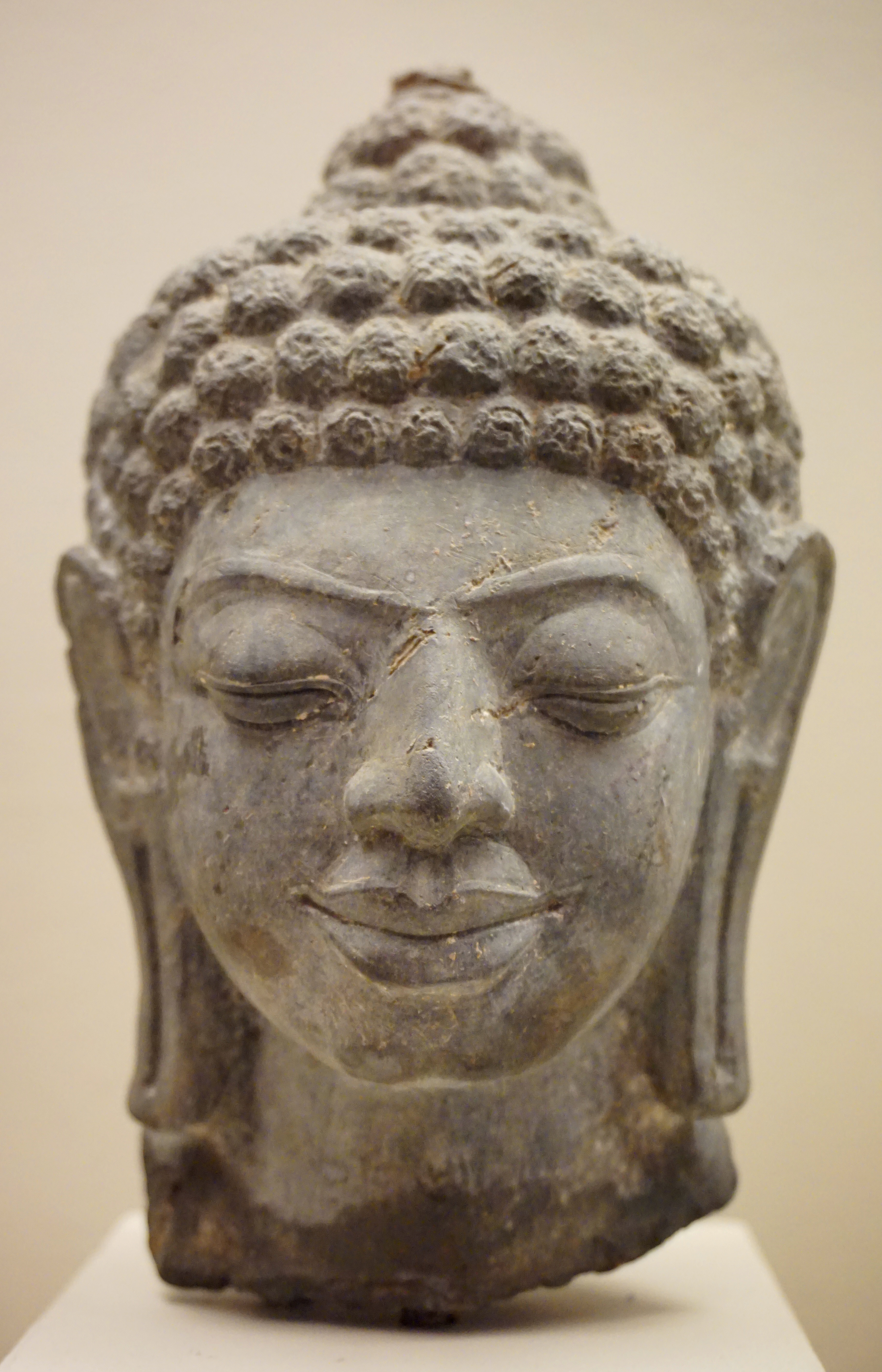
Style Dvaravati, 8e siècle
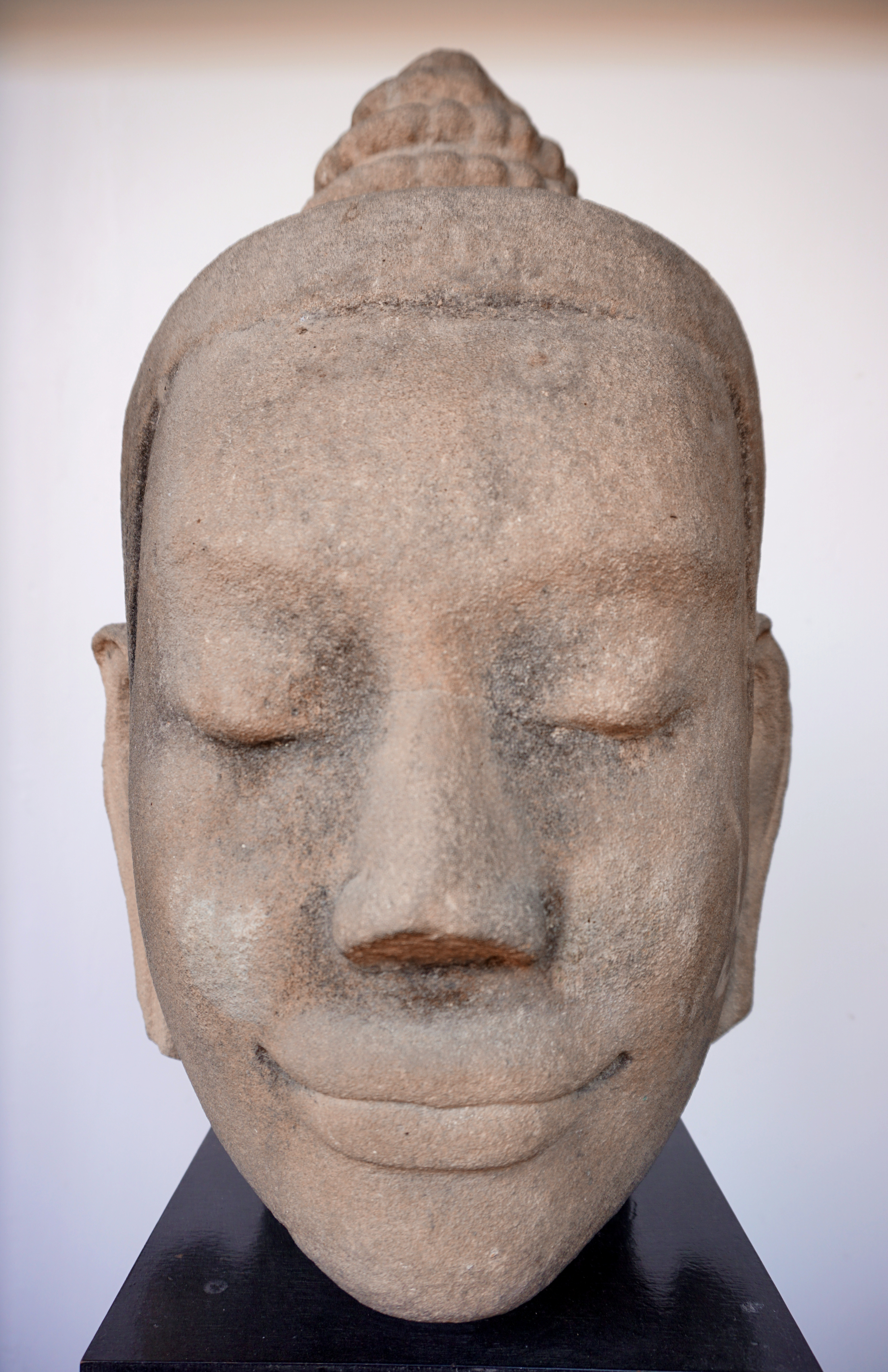
Style Lopburi, 12e siècle
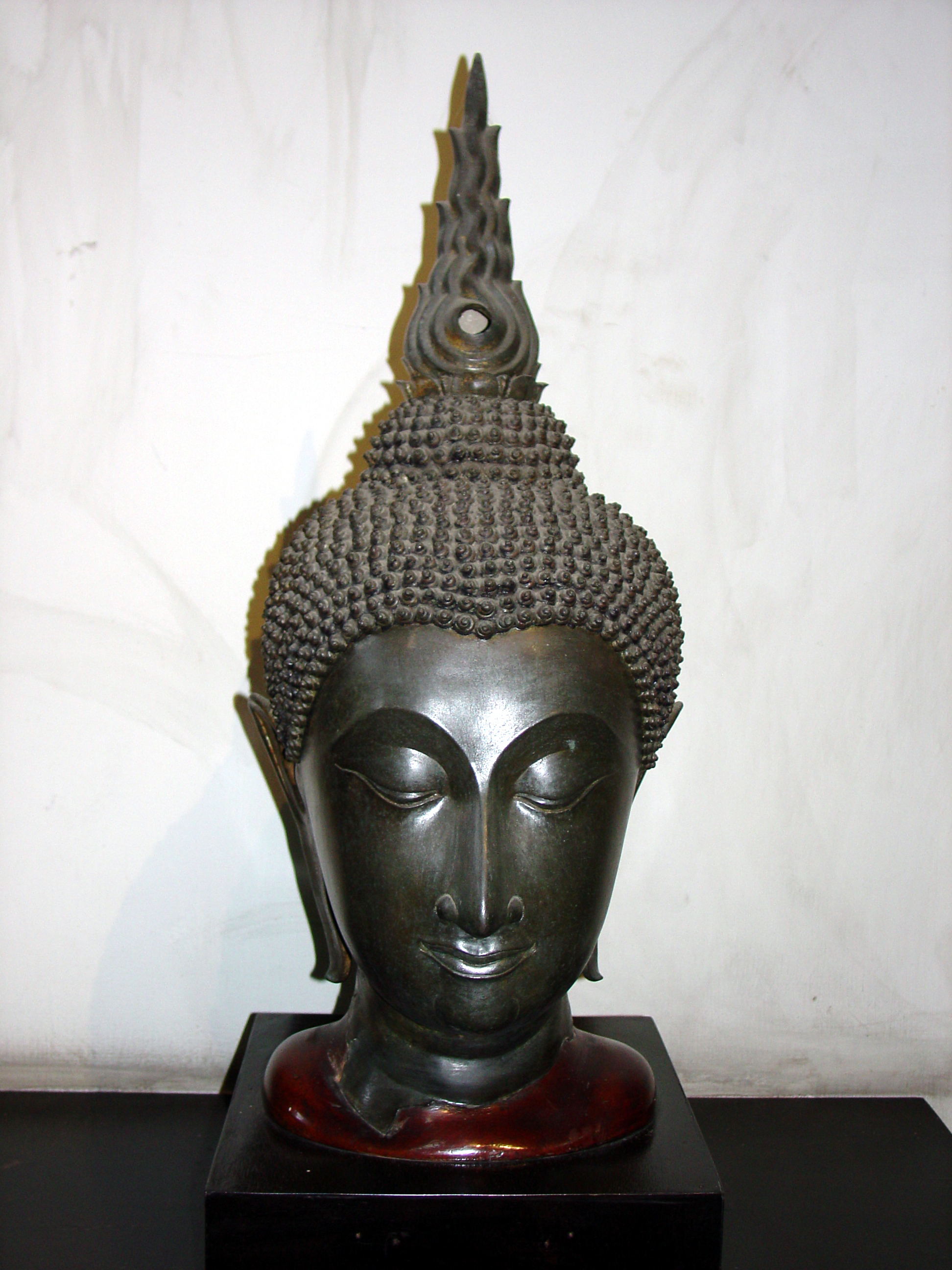
Style Sukhothaï, 14e siècle
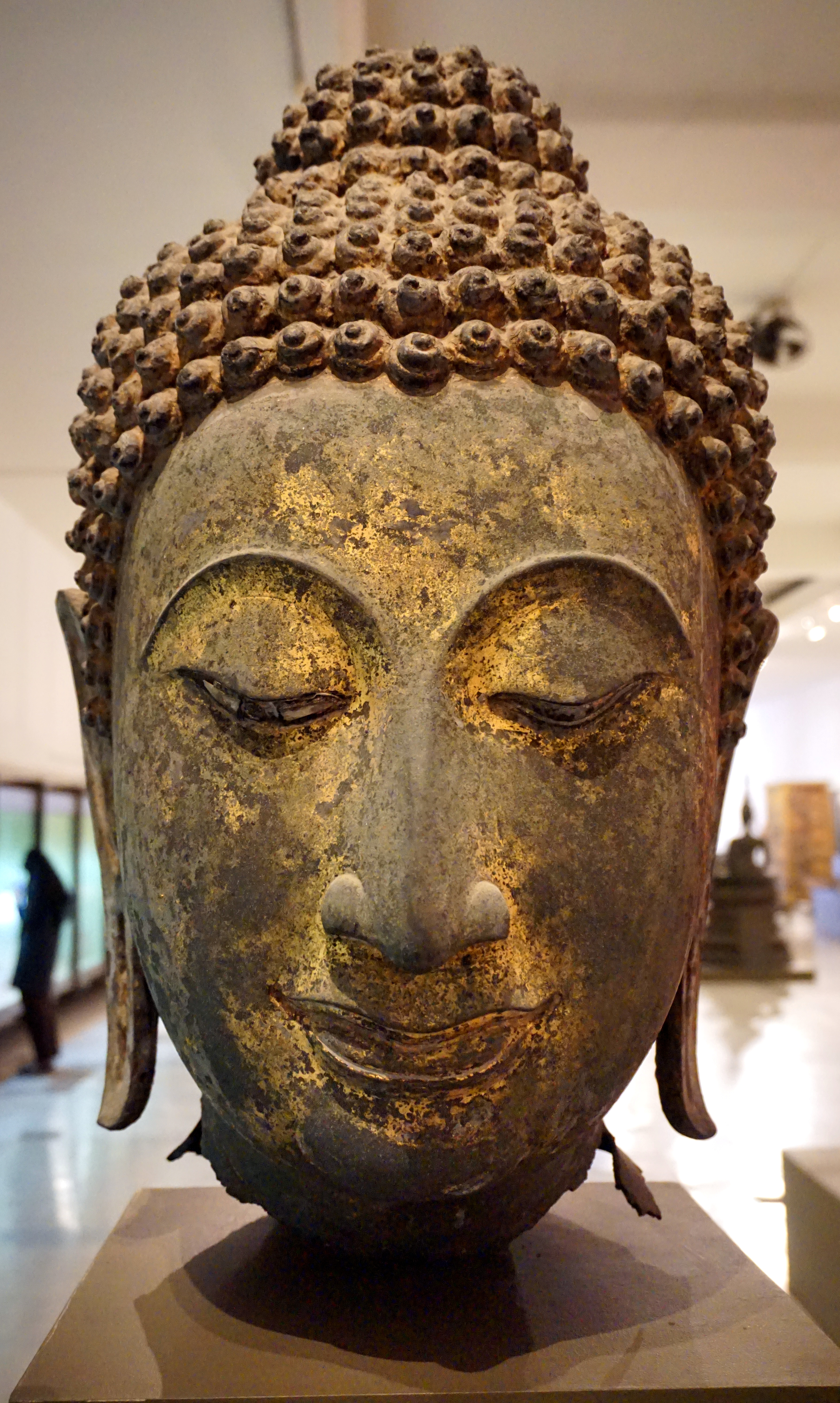
Style Sukhothaï, avec traces dorées, 15e siècle
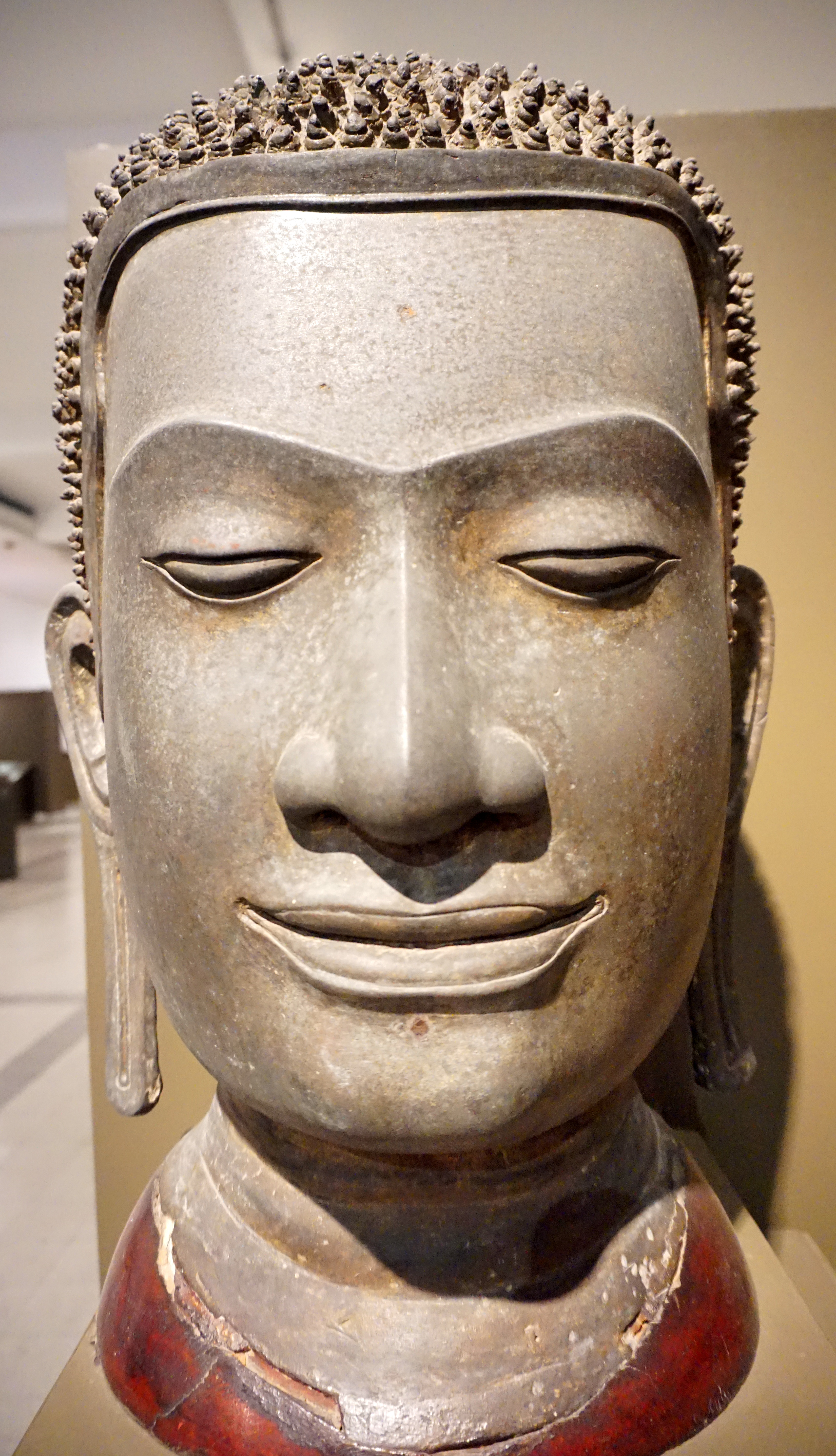
Style Ayutthaya, 14e siècle
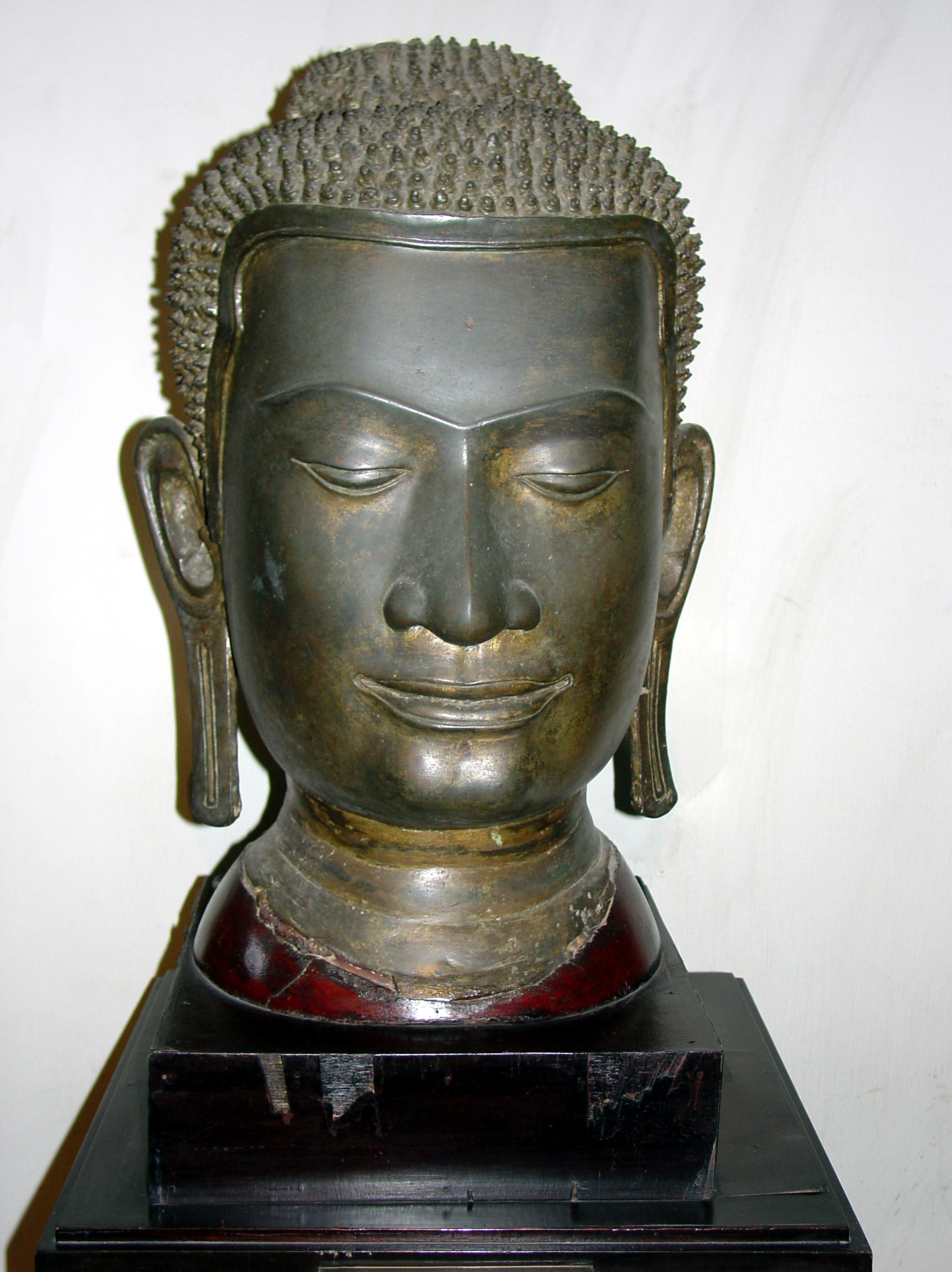
Style Ayutthaya, 15e – 16e siècle.

### Le palais Wang Na, ancien palais du prince héritier (vice-roi)
Le palais Wang Na (thai: วังหน้า, RTGS: Wang Na), construit vers 1789, se trouve juste derrière la chapelle Buddhaisawan et possède de charmants jardins intérieurs.
Il regroupe les collections privées du roi Mongkut (Rama IV) constituées d’œuvres d'art et d'objets relatifs à la vie quotidienne du palais, évoquant tout le faste de la cour du royaume de Siam.
La salle du trône accueille les expositions temporaires.
Les principales salles d'exposition permanente sont :
- la salle des trésors d'orfèvrerie avec ses luxueux bijoux ;
- la salle centrale avec ses palanquins et ses chaises à éléphant réservées aux princesses (howdahs) ;
- la salle des insignes et trésors royaux avec la couronne, l'épée dorée, l'ombrelle à étages, le chasse-mouche et les chaussures dorées ;
- la salle des arts du théâtre et des jeux qui présente des marionnettes de théâtre d'ombre et des masques de théâtre classique portés pendant le khon, version théâtral du Ramakien ;
- la salle des céramiques avec ses beaux céladons de Sukhothaï et de Sangklalok (14e – 16e siècle) et ses porcelaines Bencharong (17e – 19e siècle) ;
- la salle des armes et son éléphant de guerre équipé de sa cuirasse ;
- la salle des costumes et textiles avec ses soieries, brocards et cotonnades ;
- la salle des instruments de musique[14].

L'ancien palais du vice-roi Wang Na
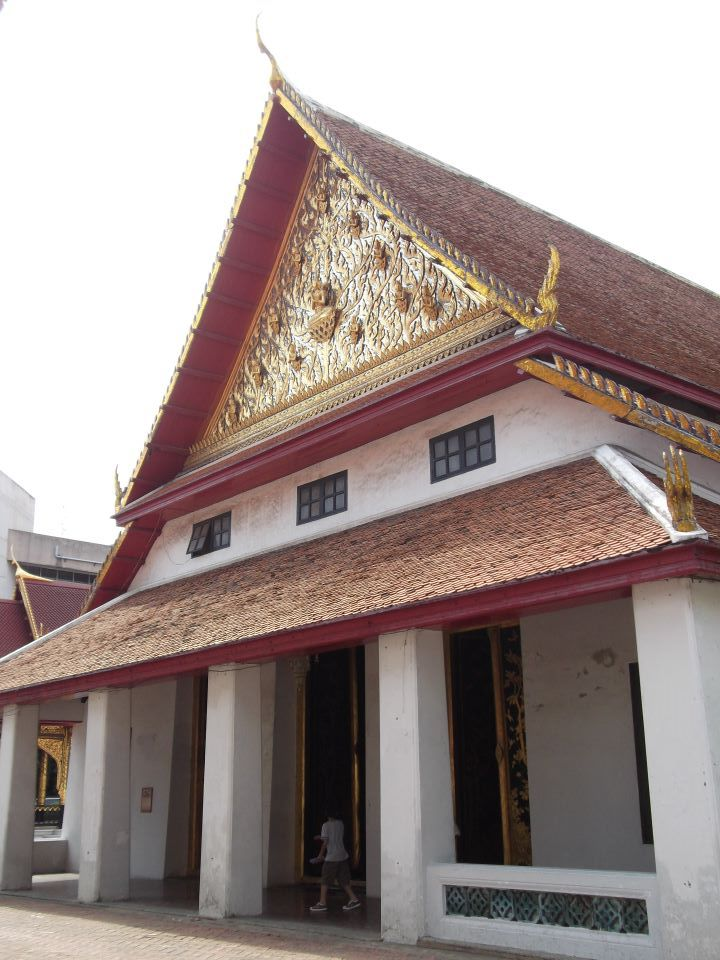
Entrée du palais Wang Na par la salle du trône.
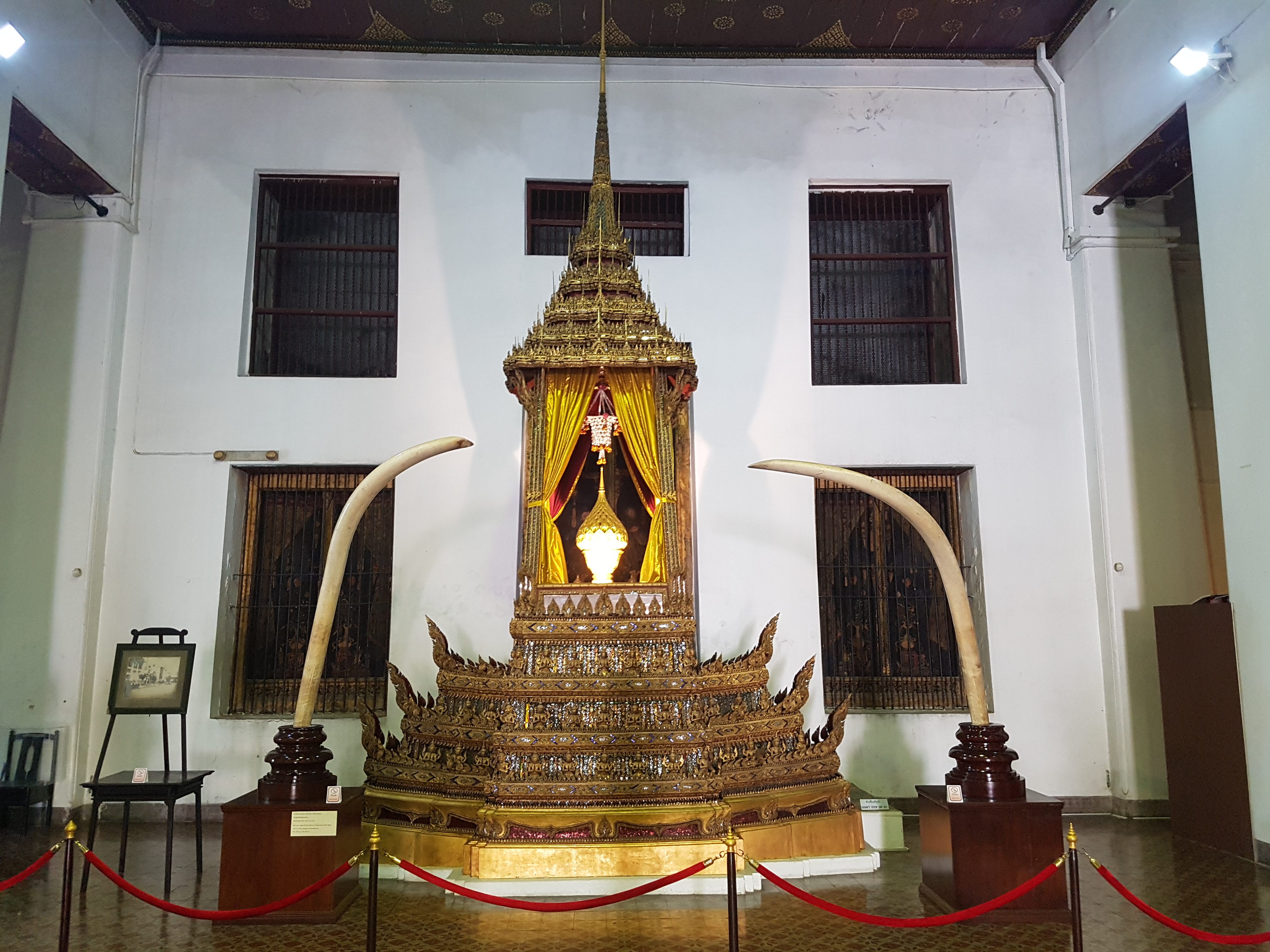
Bussabok Kroen Throne.
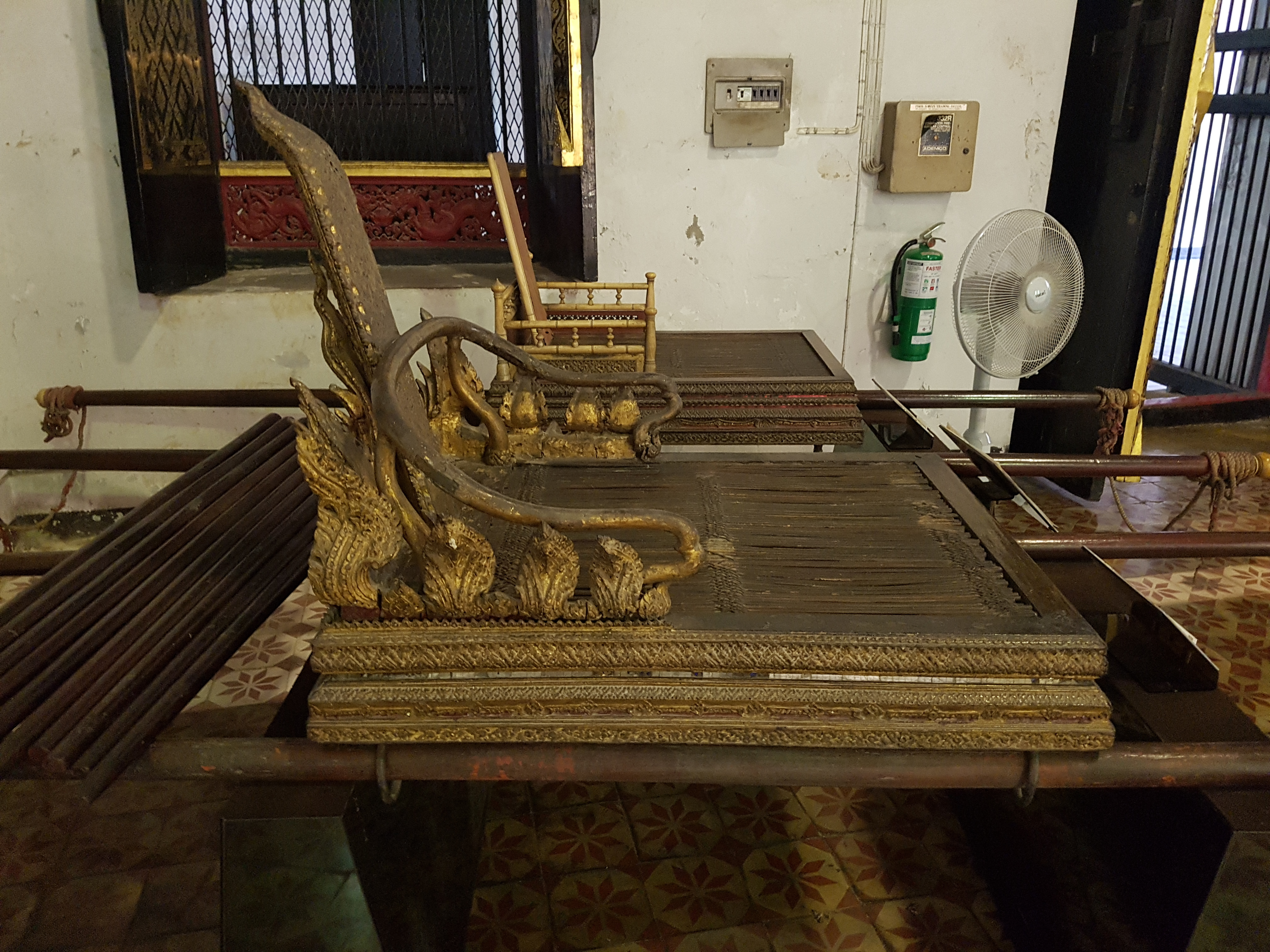
Palanquins nommés saliang (เสลี่ยง) et saliang kong (เสลี่ยงกง) de profil
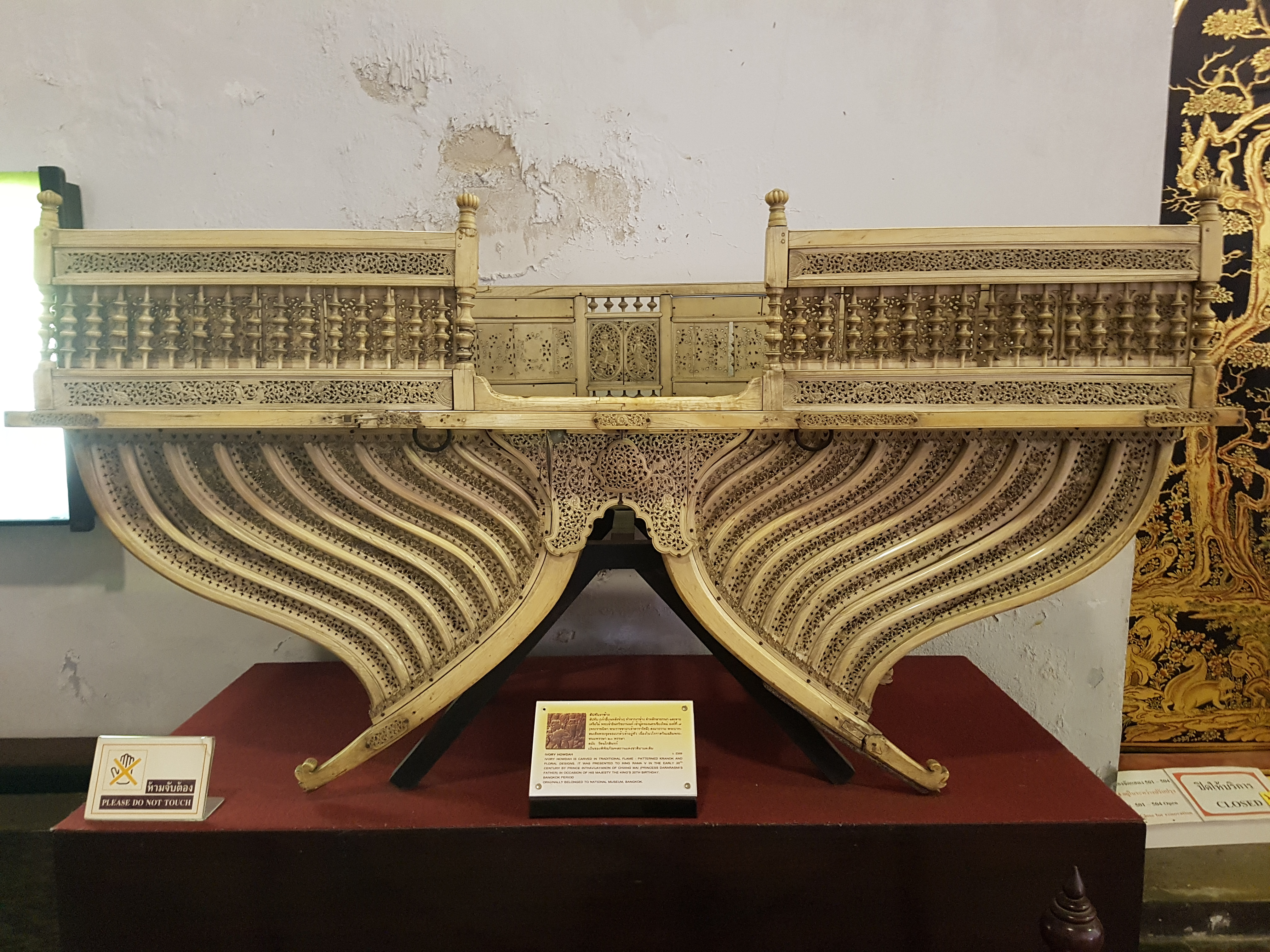
Chaise à éléphant en ivoire (howdah), présent du Roi  In Witchayanon de Chiang Mai au Roi Rama V de Bangkok.
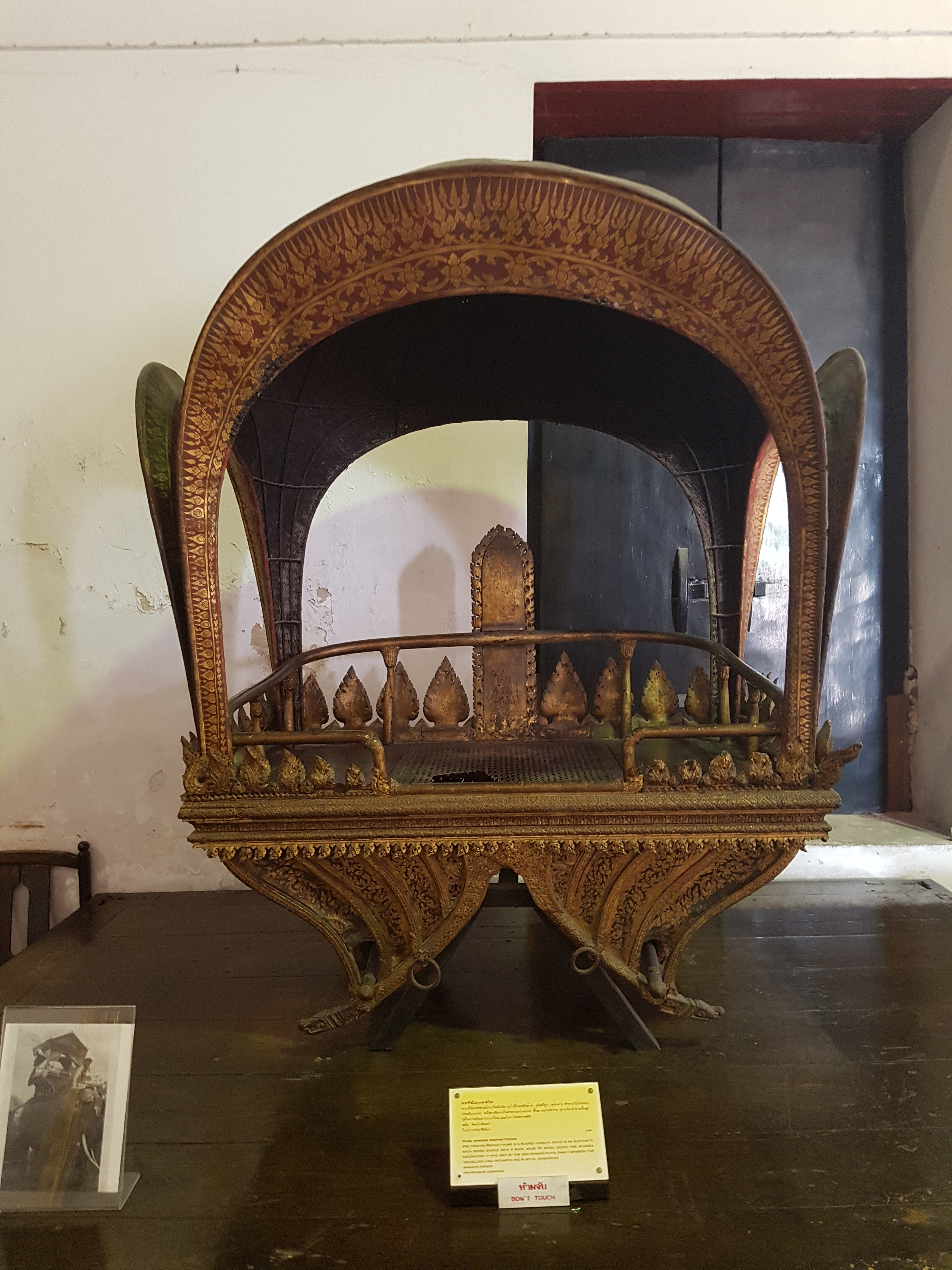
Chaise à éléphant en bois (howdah), probablement de l'époque Rattanakosin
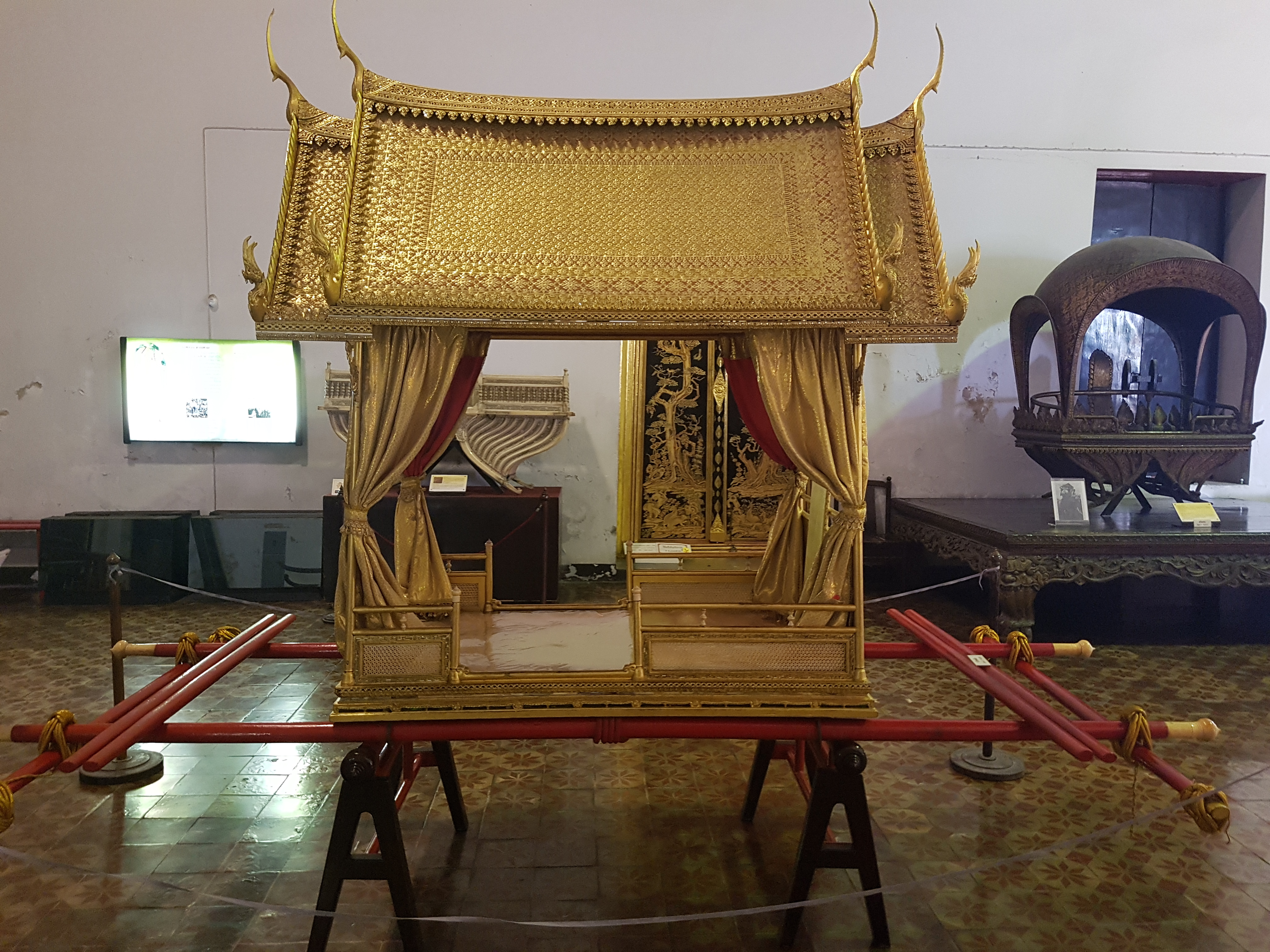
Litière royale dorée Phra Wo Siwika Kan (พระวอสีวิกากาญจน์)
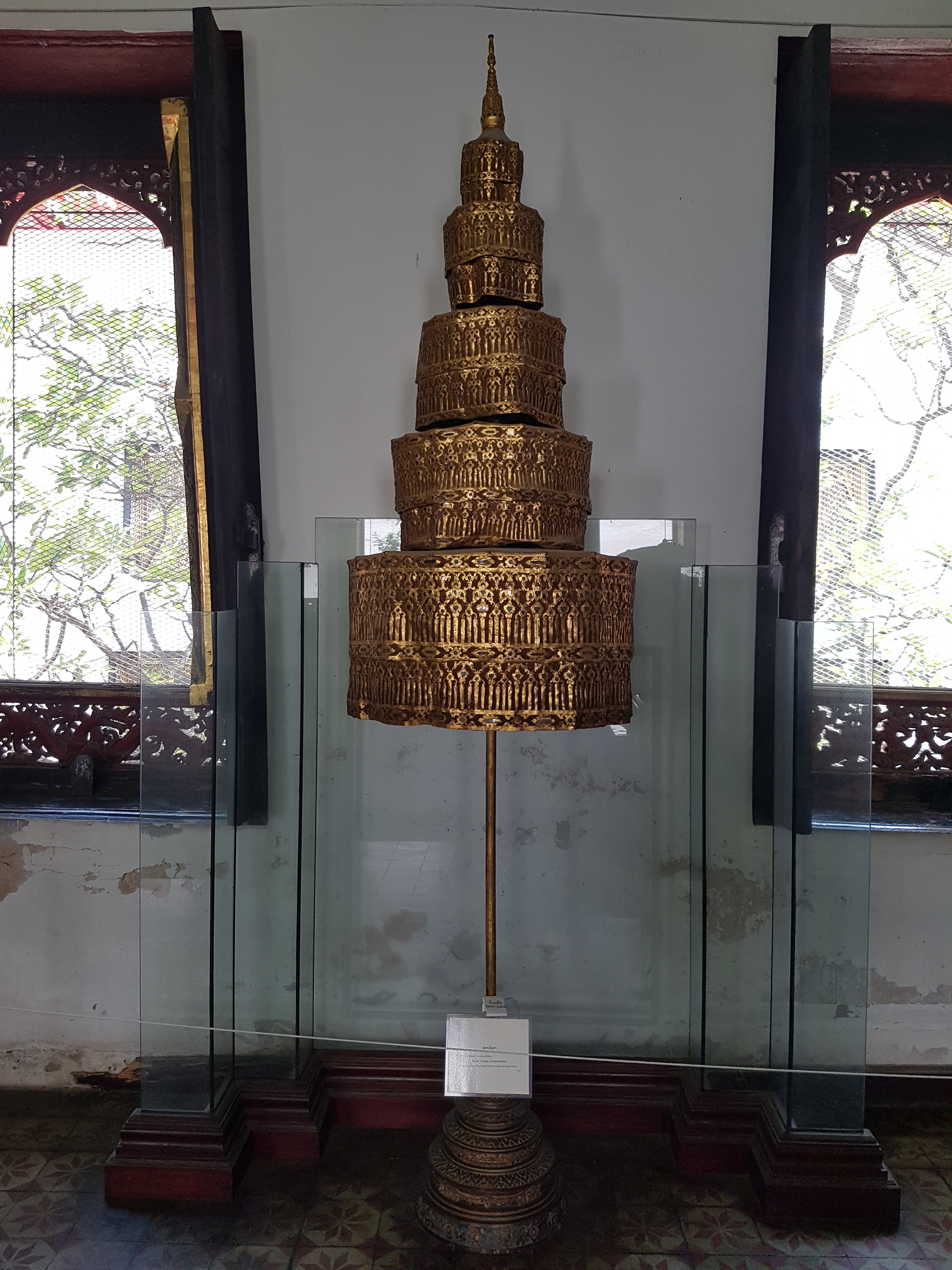
Ombrelle à étages royale (Chatra)
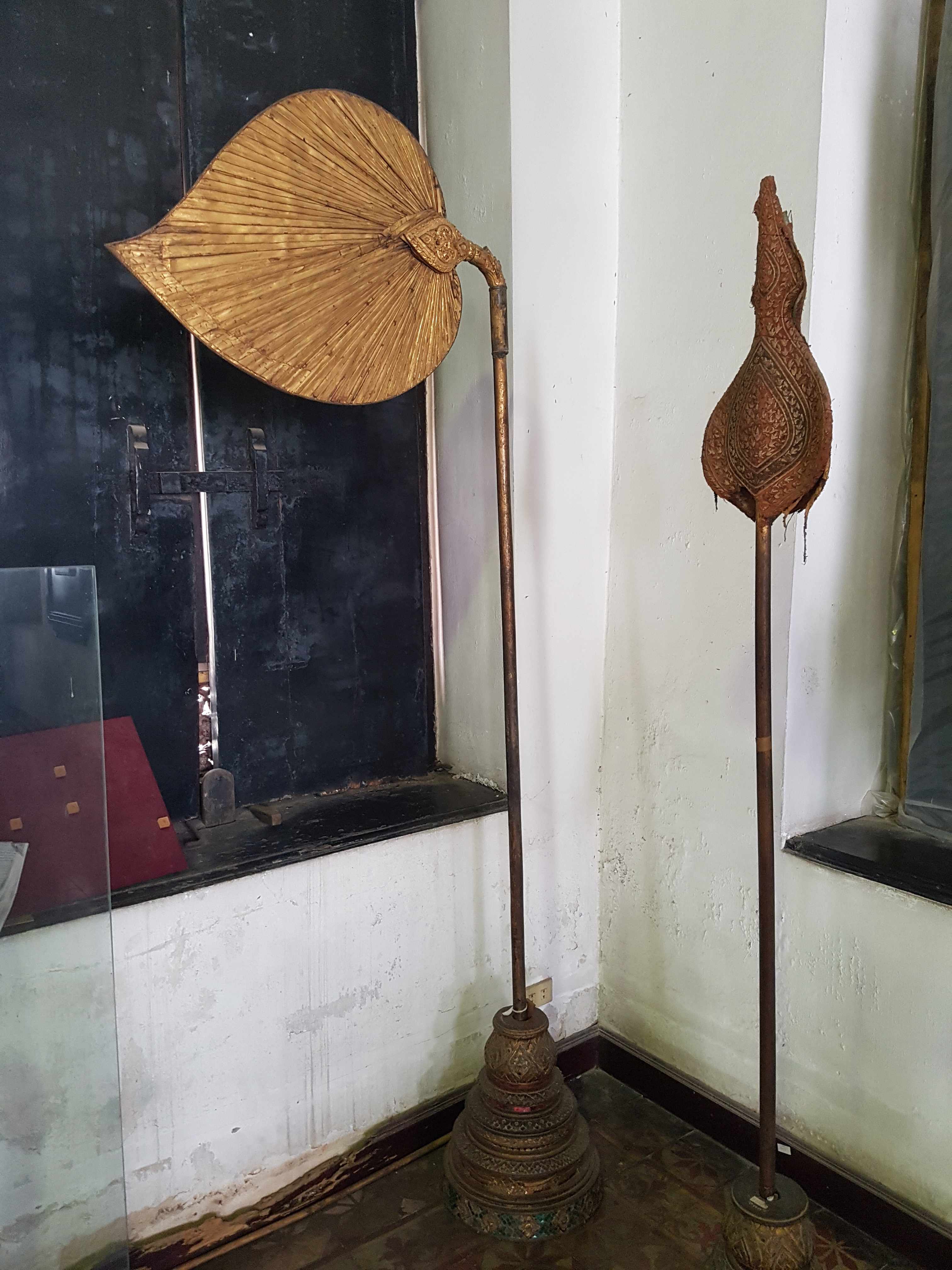
Chasse-mouche royal et parasol royal (fermé)
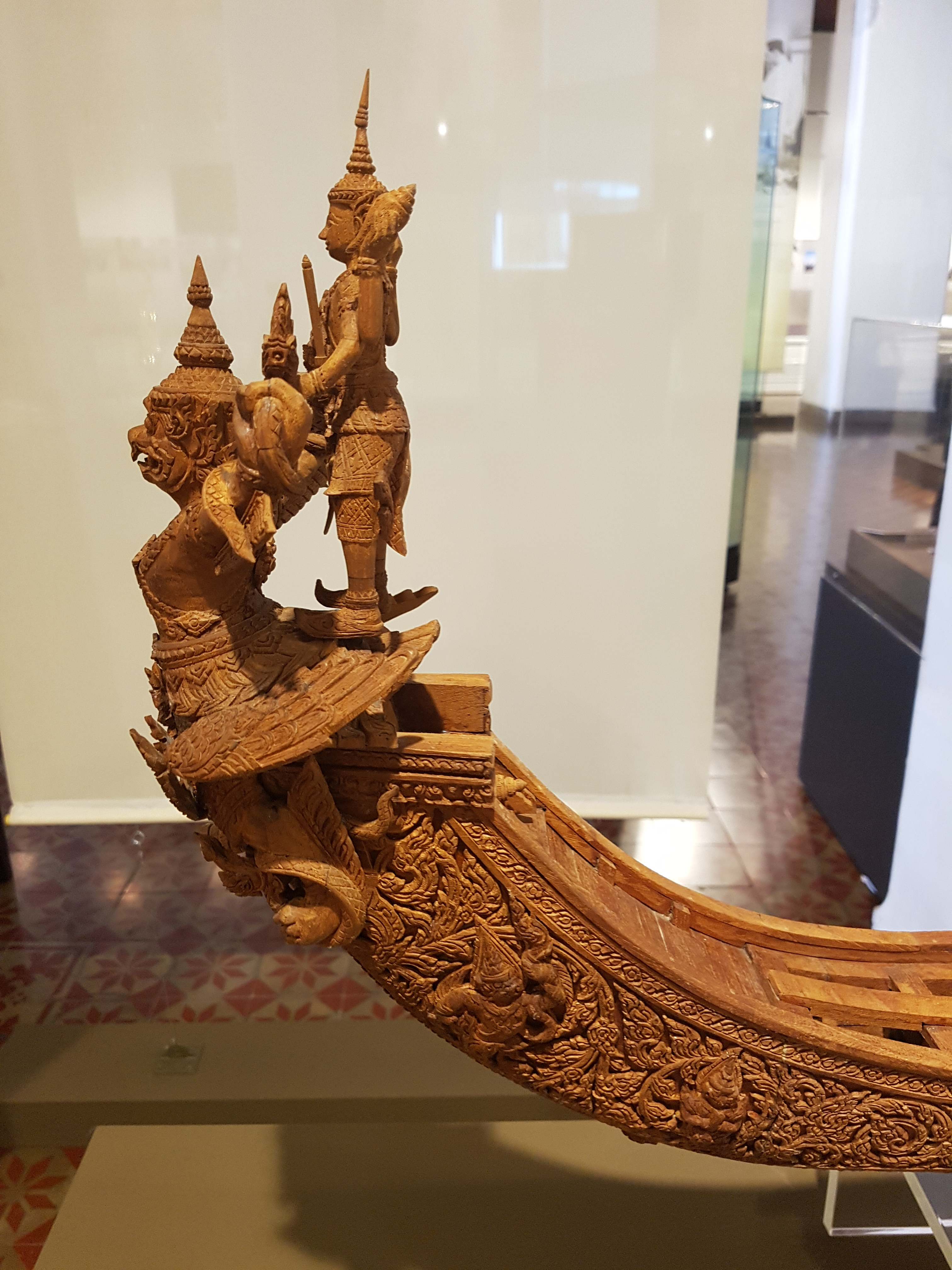
Narayana (Vishnou) chevauchant Garuda, détail de la proue de la maquette de la barge royale Narai Song Suban
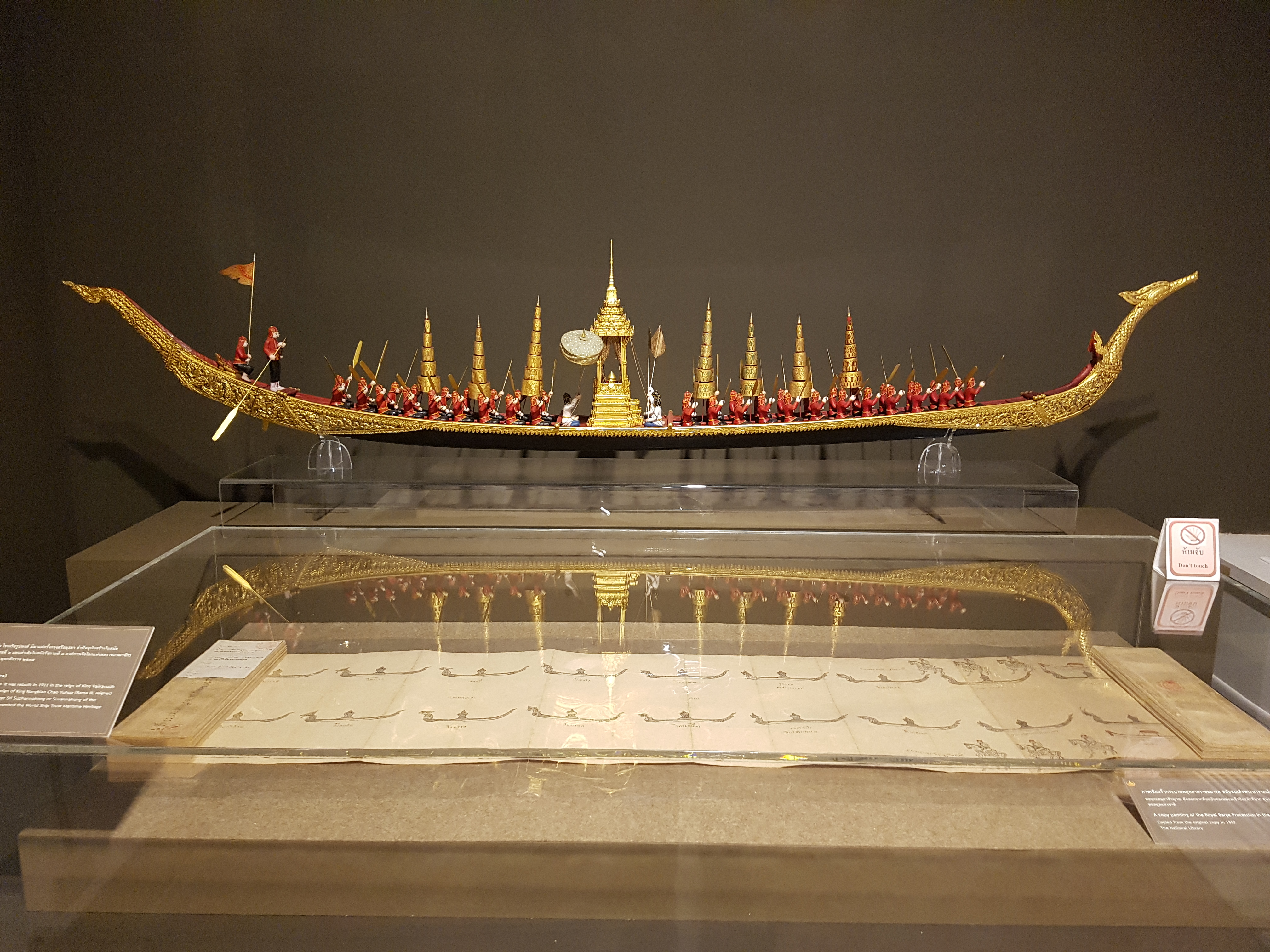
Maquette de la barge royale Suphannahong (สุพรรณหงส์; Le cygne d'or).
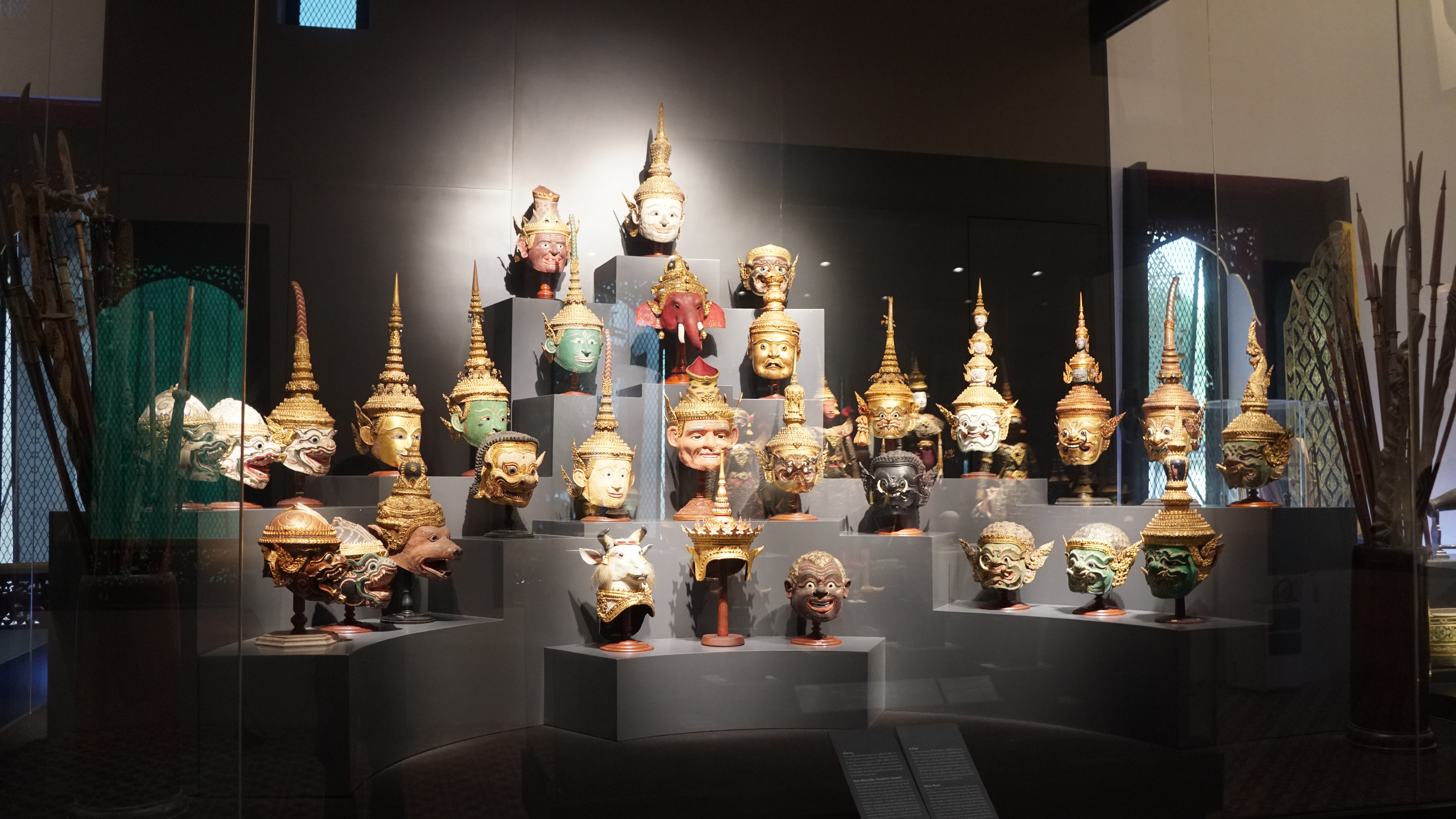
Salle des arts du théâtre et des jeux avec ses masques de Khon figurant des personnages du Ramakien
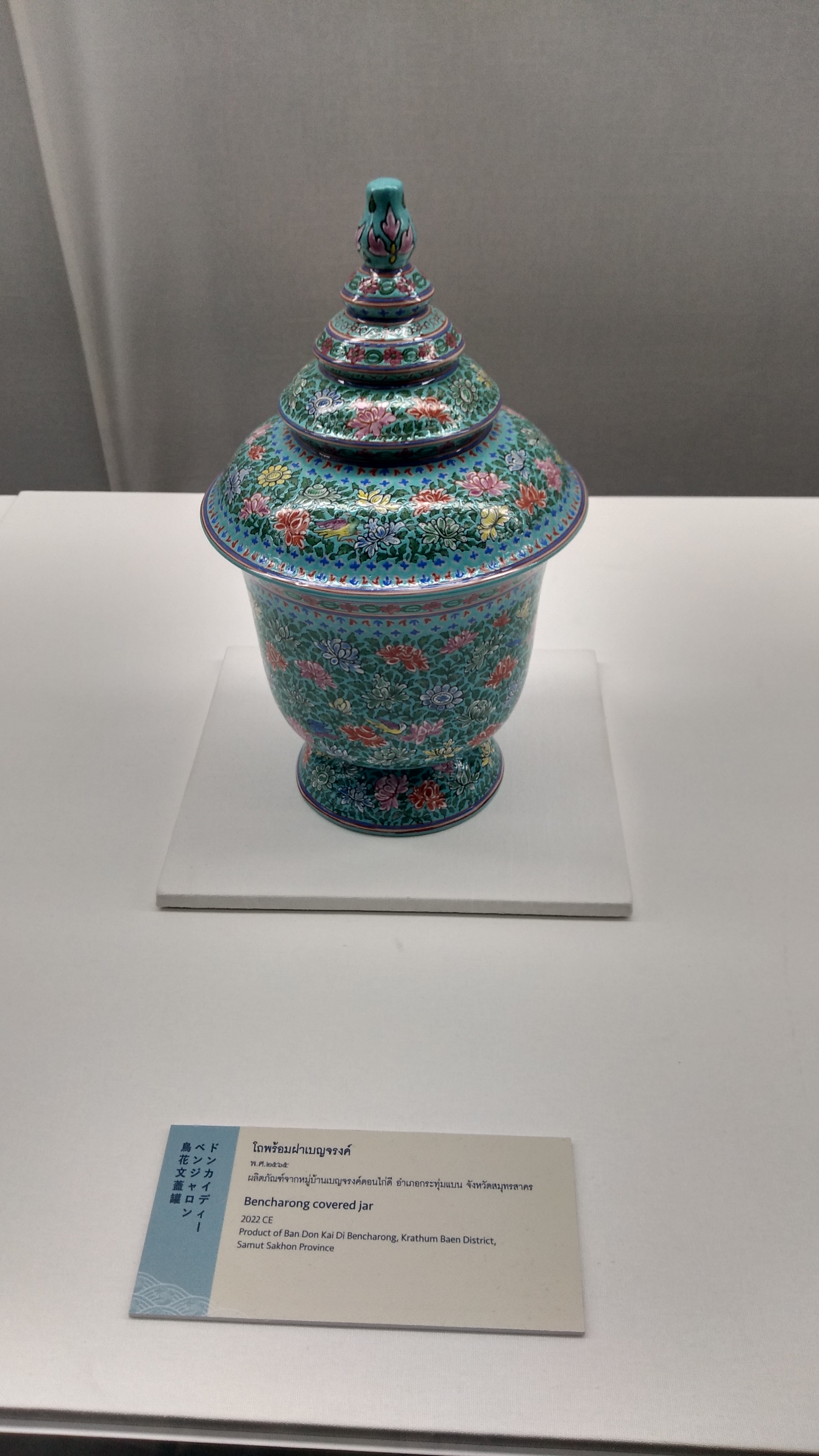
Porcelaine Bencharong
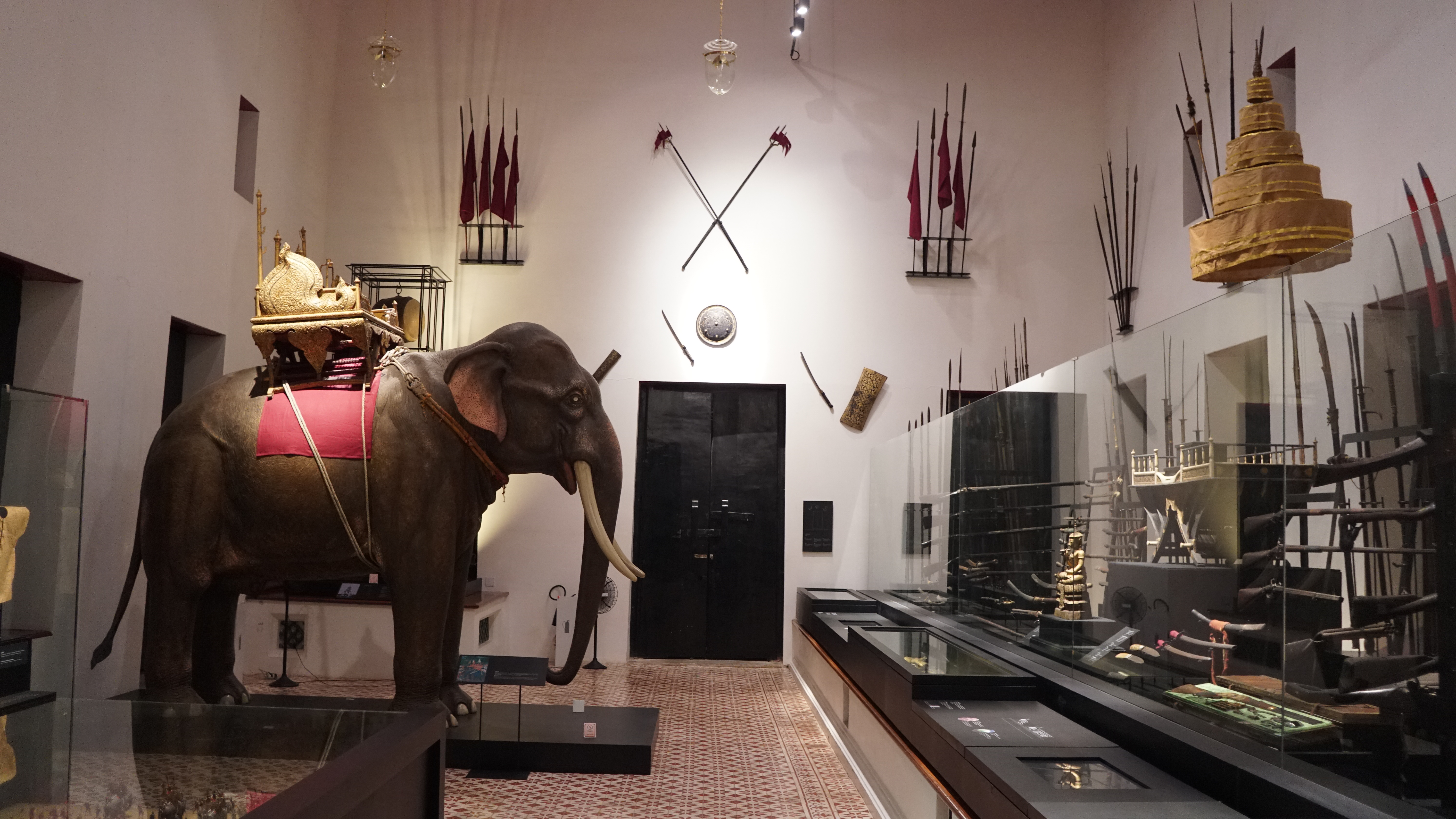
Salle des armes et son éléphant de guerre
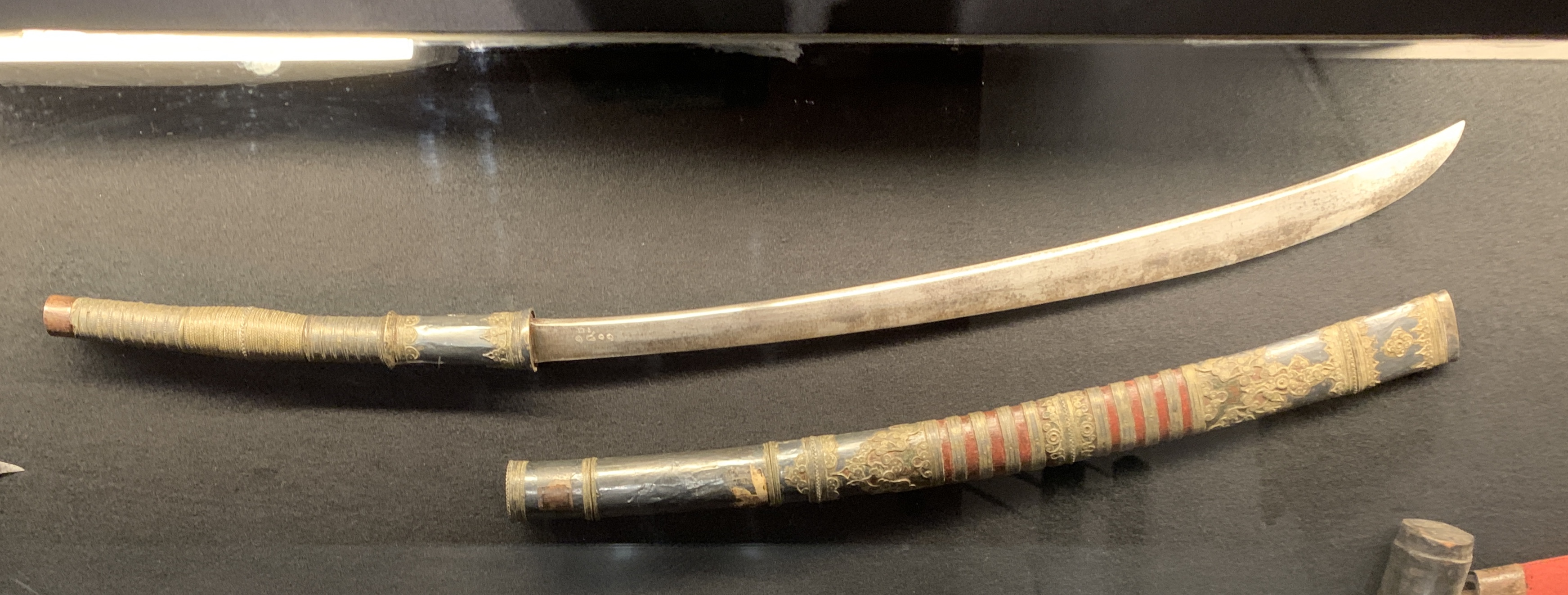
Épée originaire du royaume de Lanna
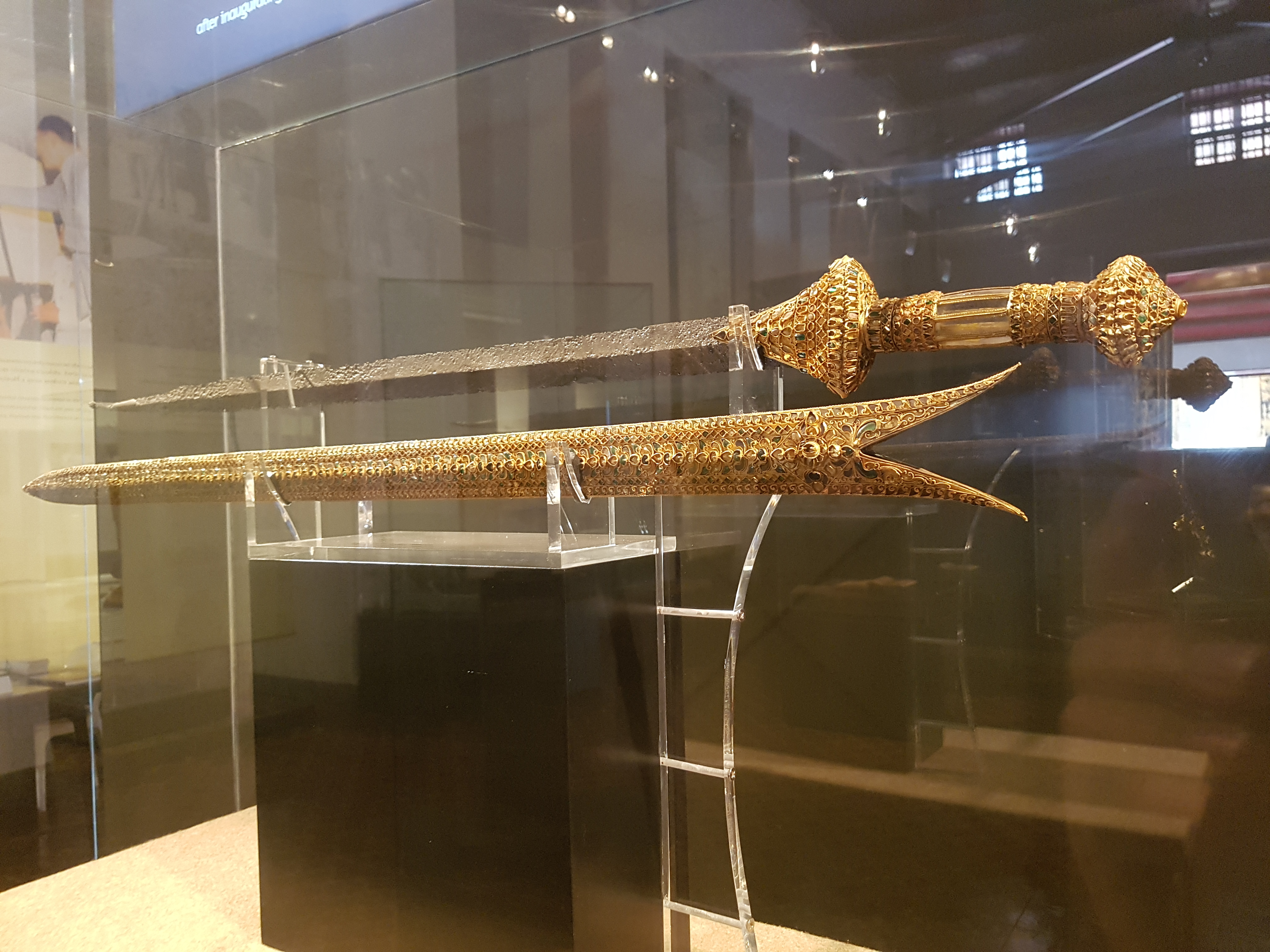
Épée originaire du royaume d'Ayutthaya
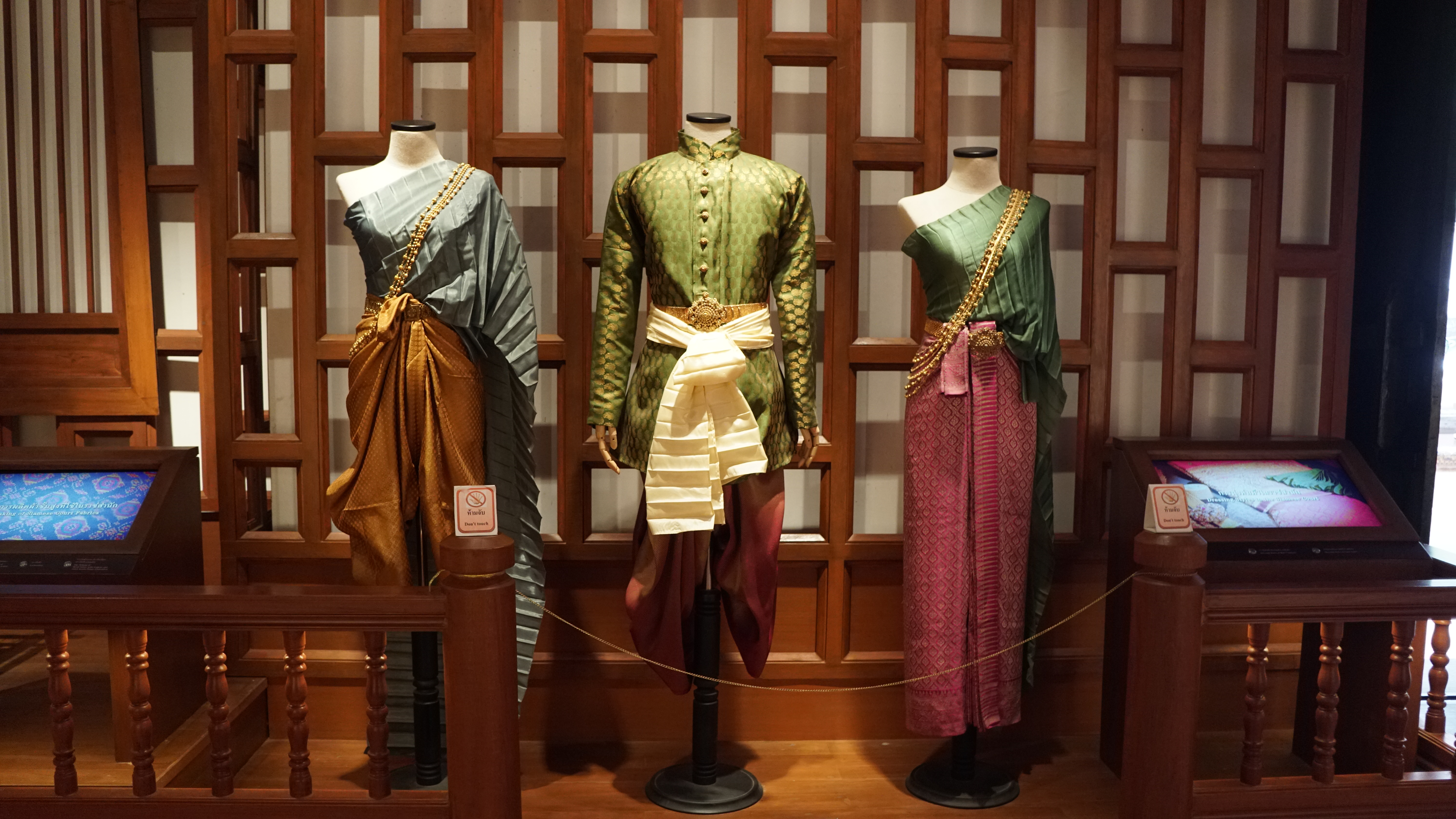
Salle des costumes et des textiles : habits traditionnels du Siam.

### Maison des chariots funéraires royaux
Le rituel de crémation d'un roi est le plus sacré des rites funéraires pour les thaïlandais. Il nécessite des préparatifs qui peuvent durer près d'un an car le roi est  considéré par son peuple comme un demi-dieu de son vivant.

Matériel nécessaire aux rituels funéraires des rois
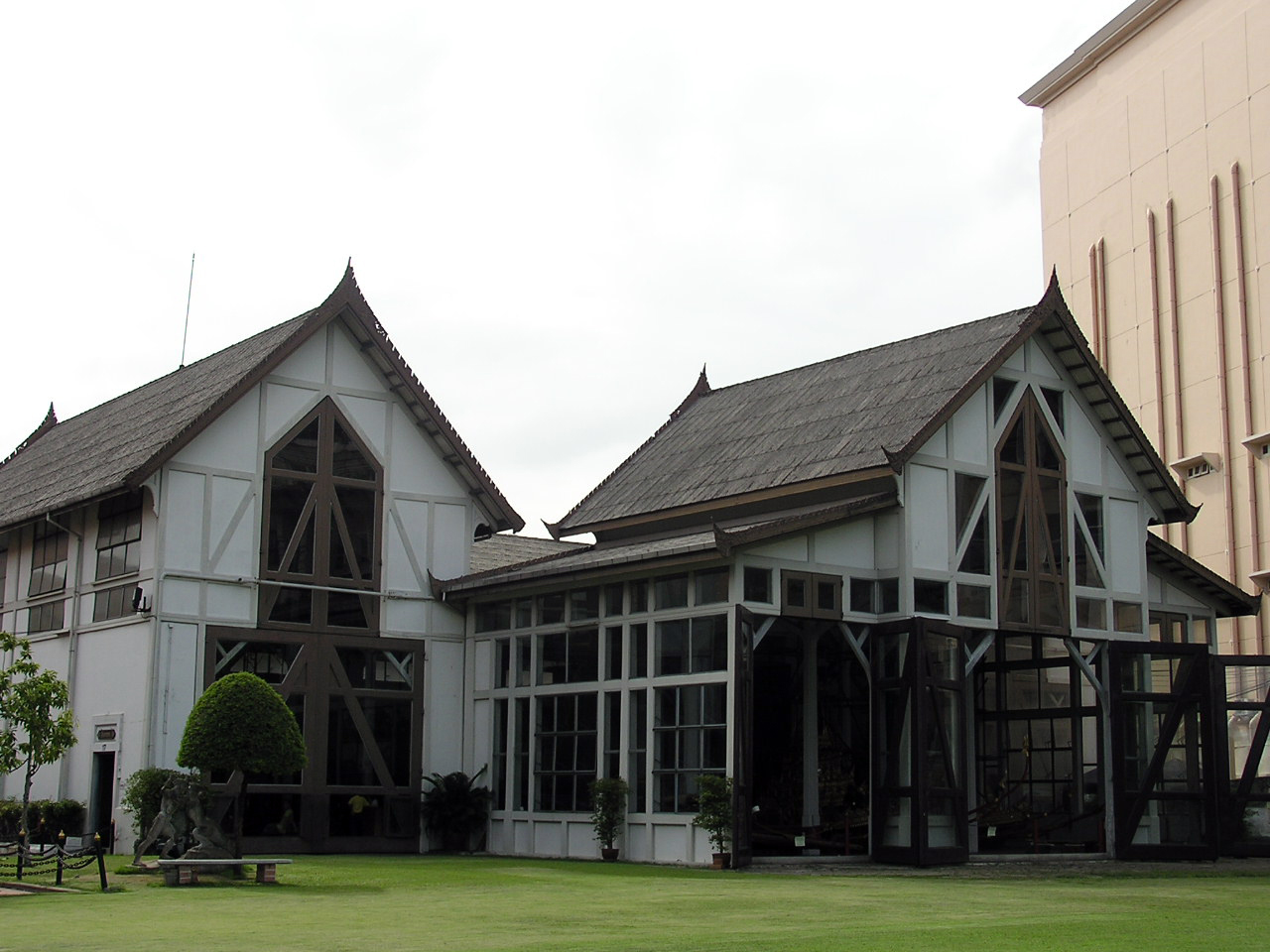
Maison des chariots funéraires royaux
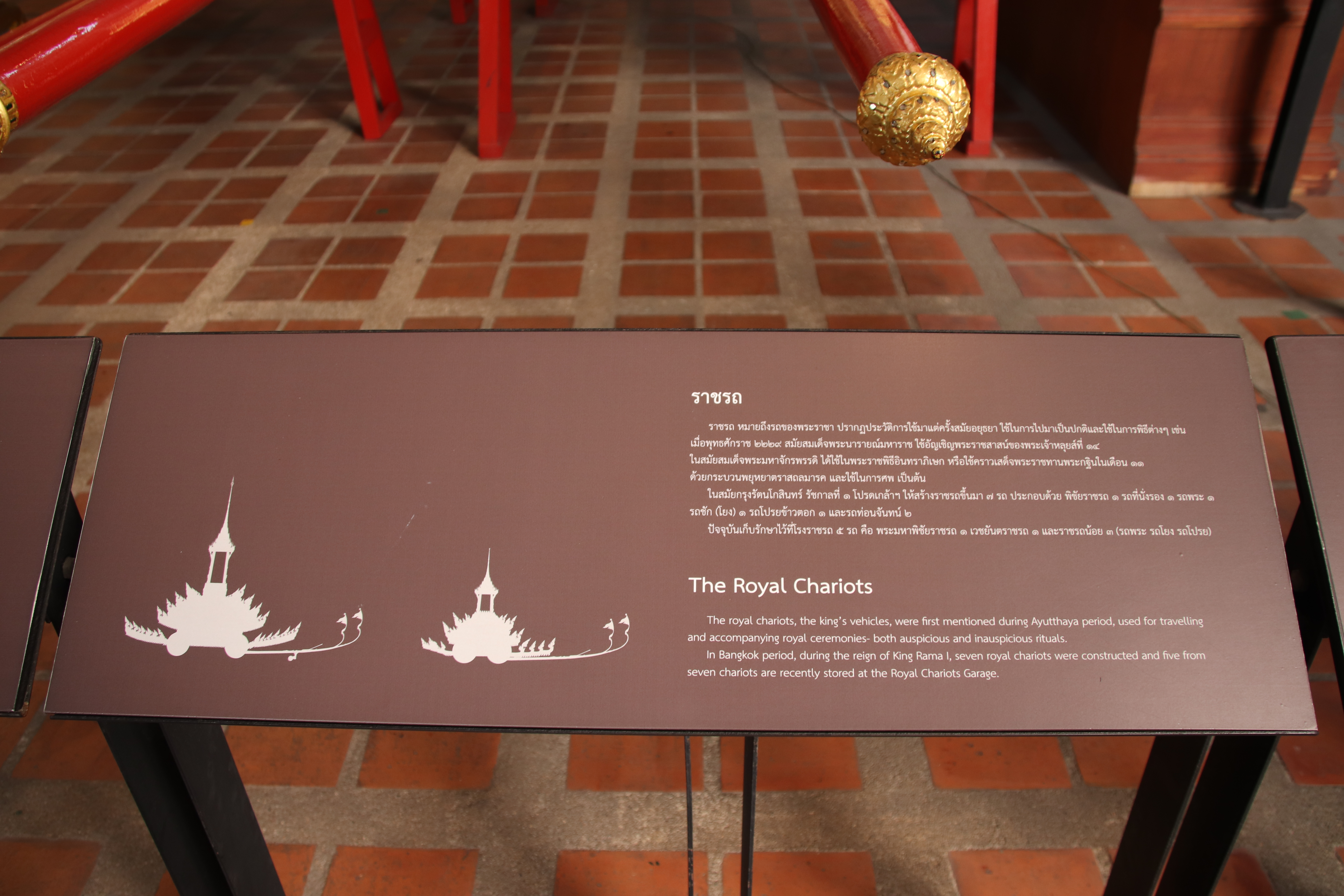
Panneau descriptif des chariots royaux
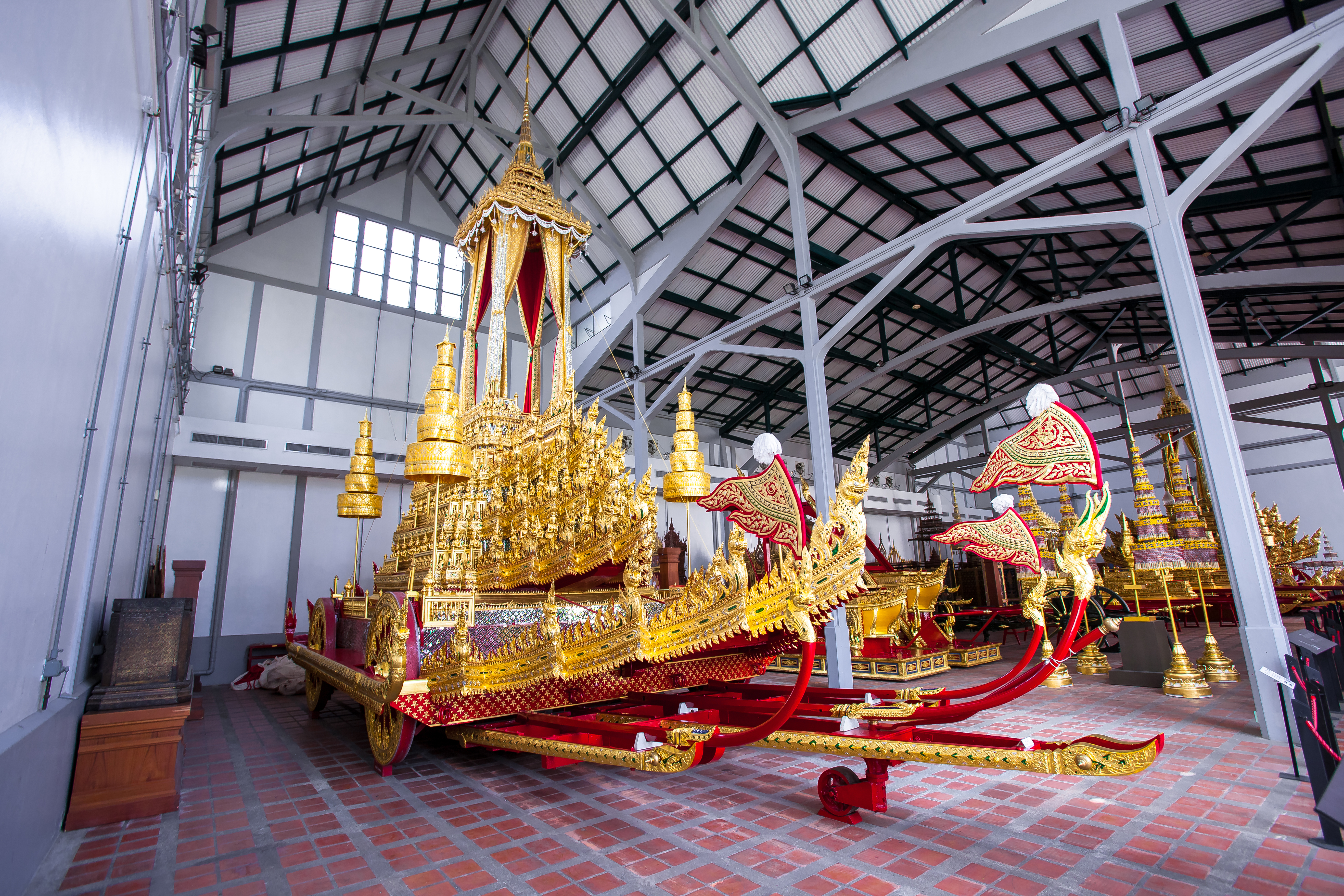
Chariot royal de la grande victoire
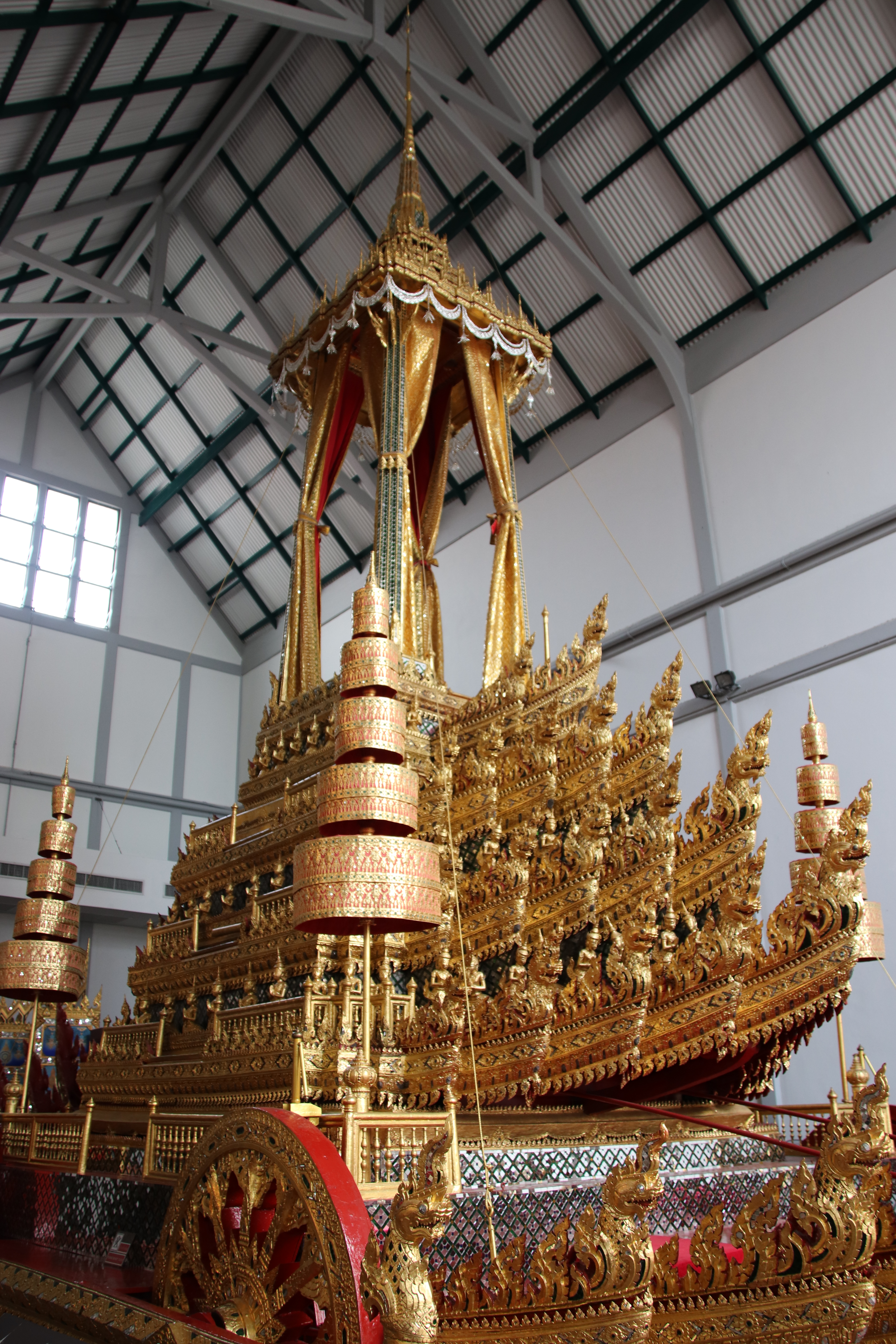
Chariot royal Vejjayanta
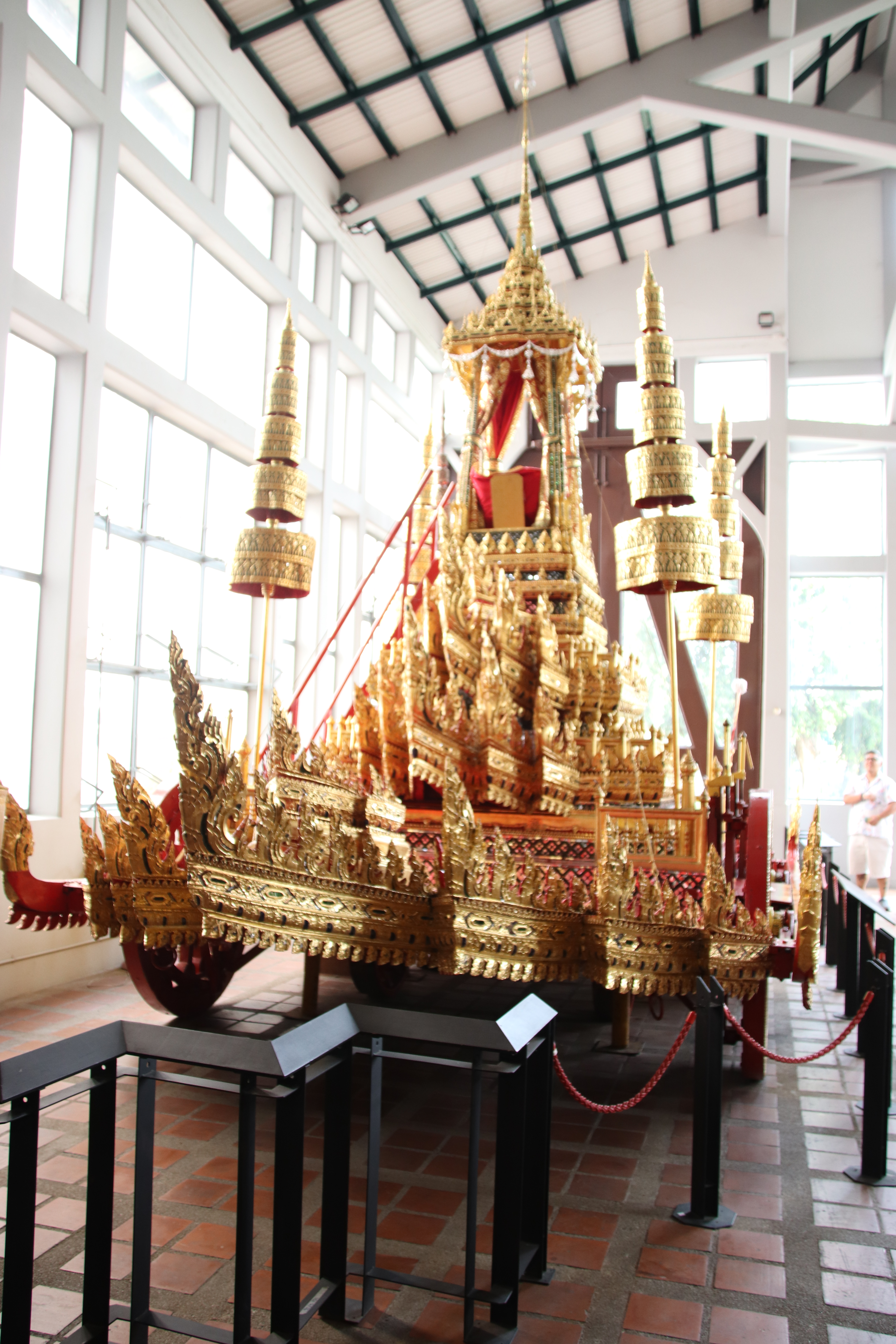
Chariot royal secondaire
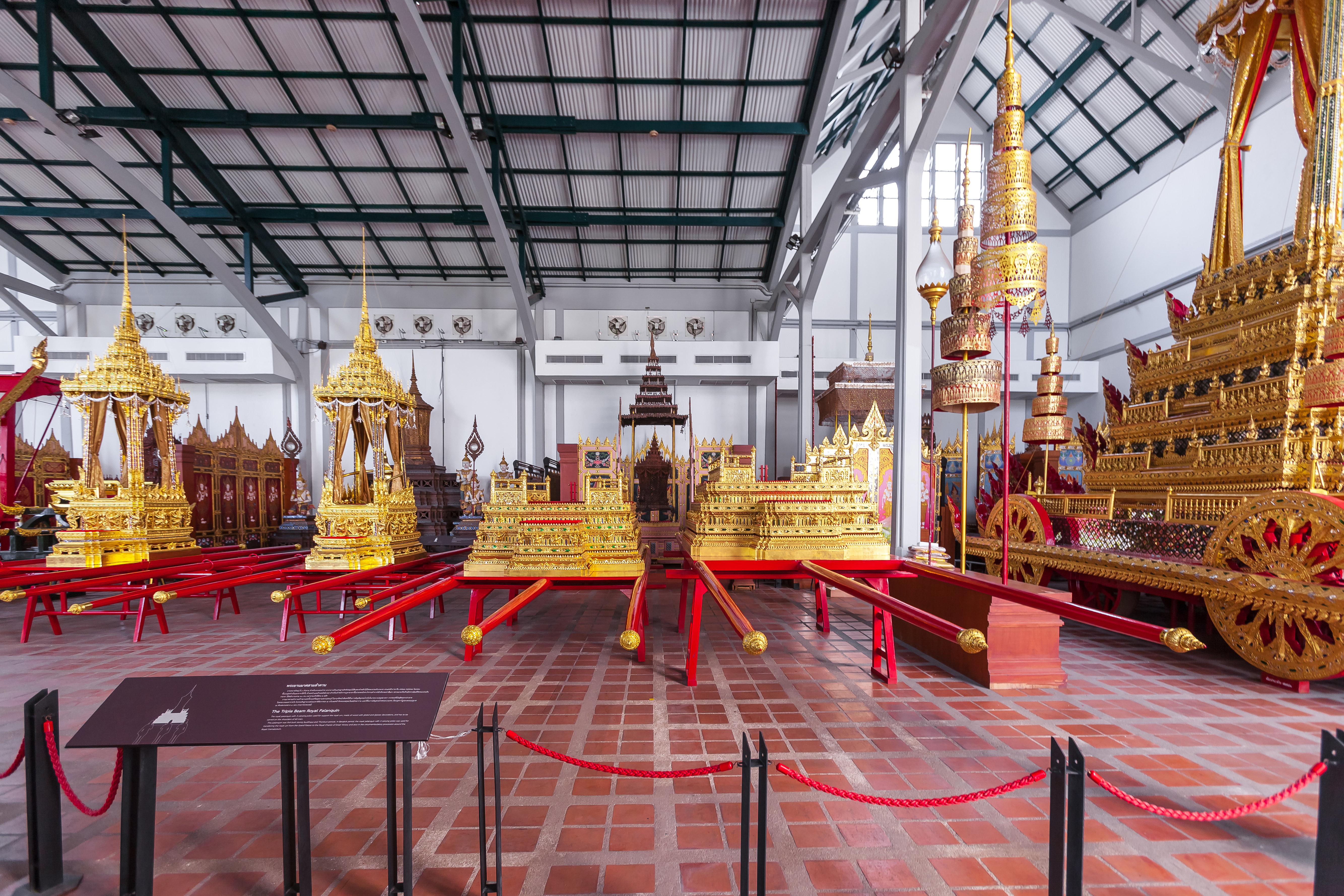
Palanquins royaux à trois rangées de porteurs
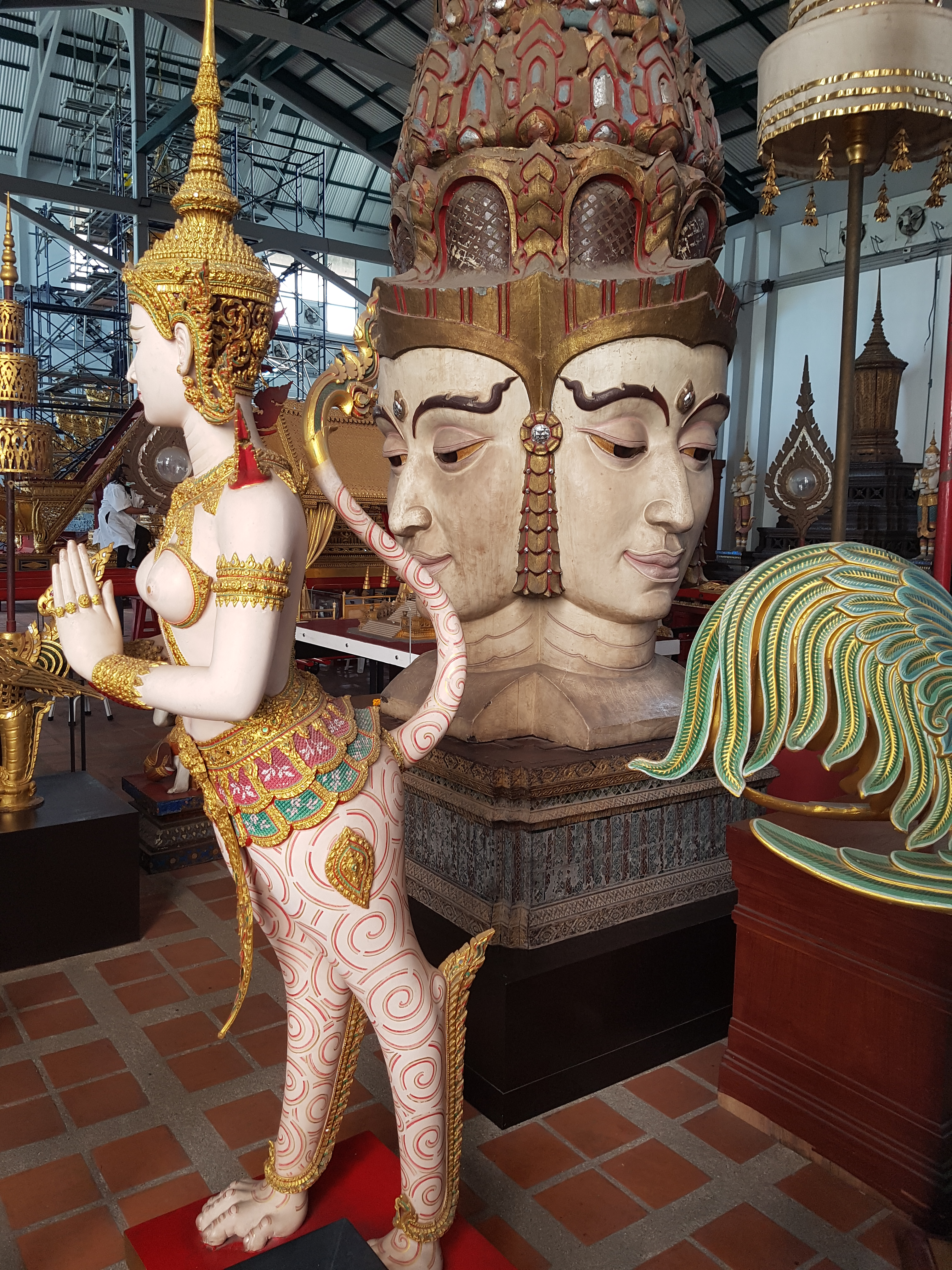
Créature de la mythologie
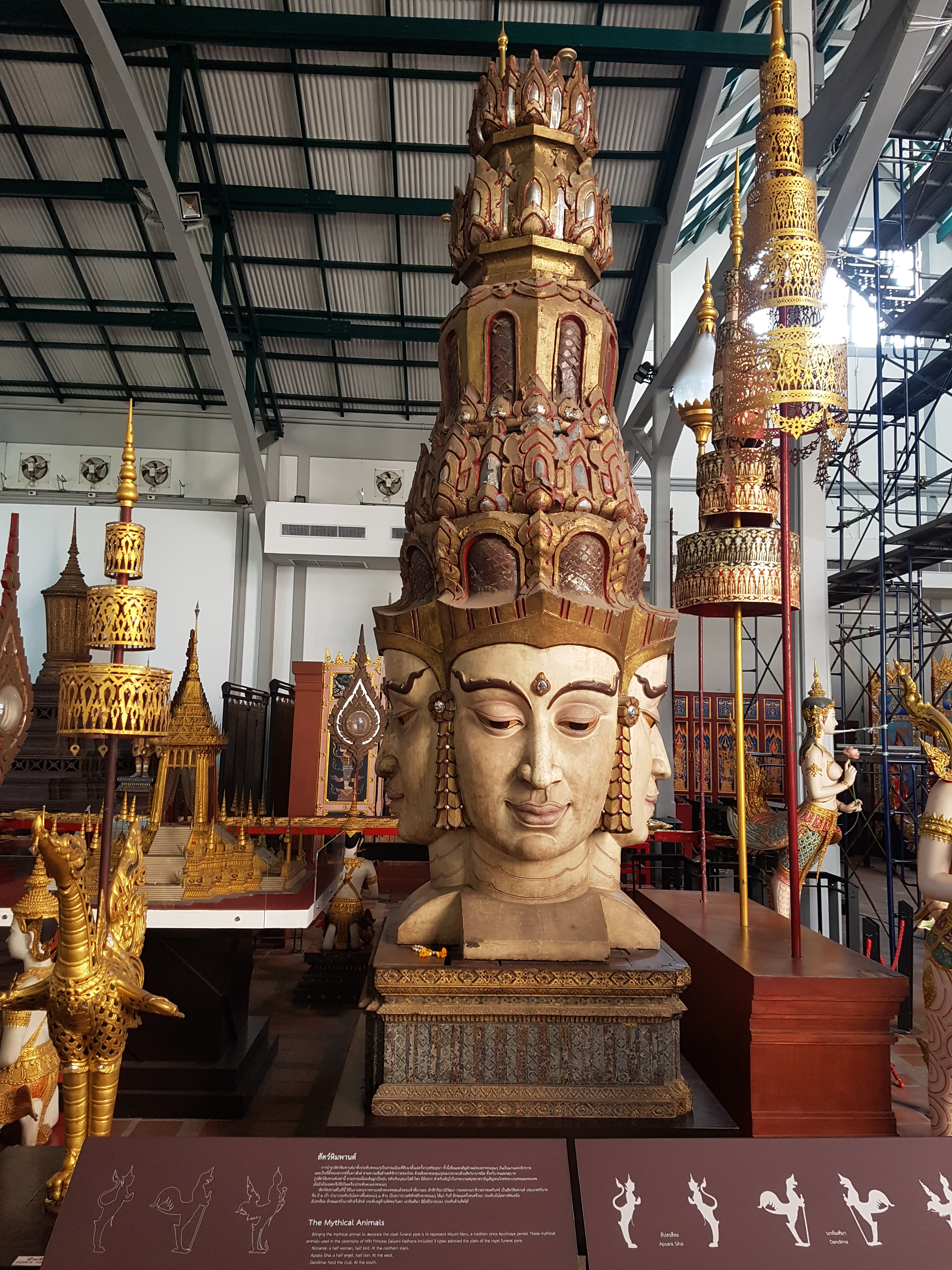
Créature de la mythologie
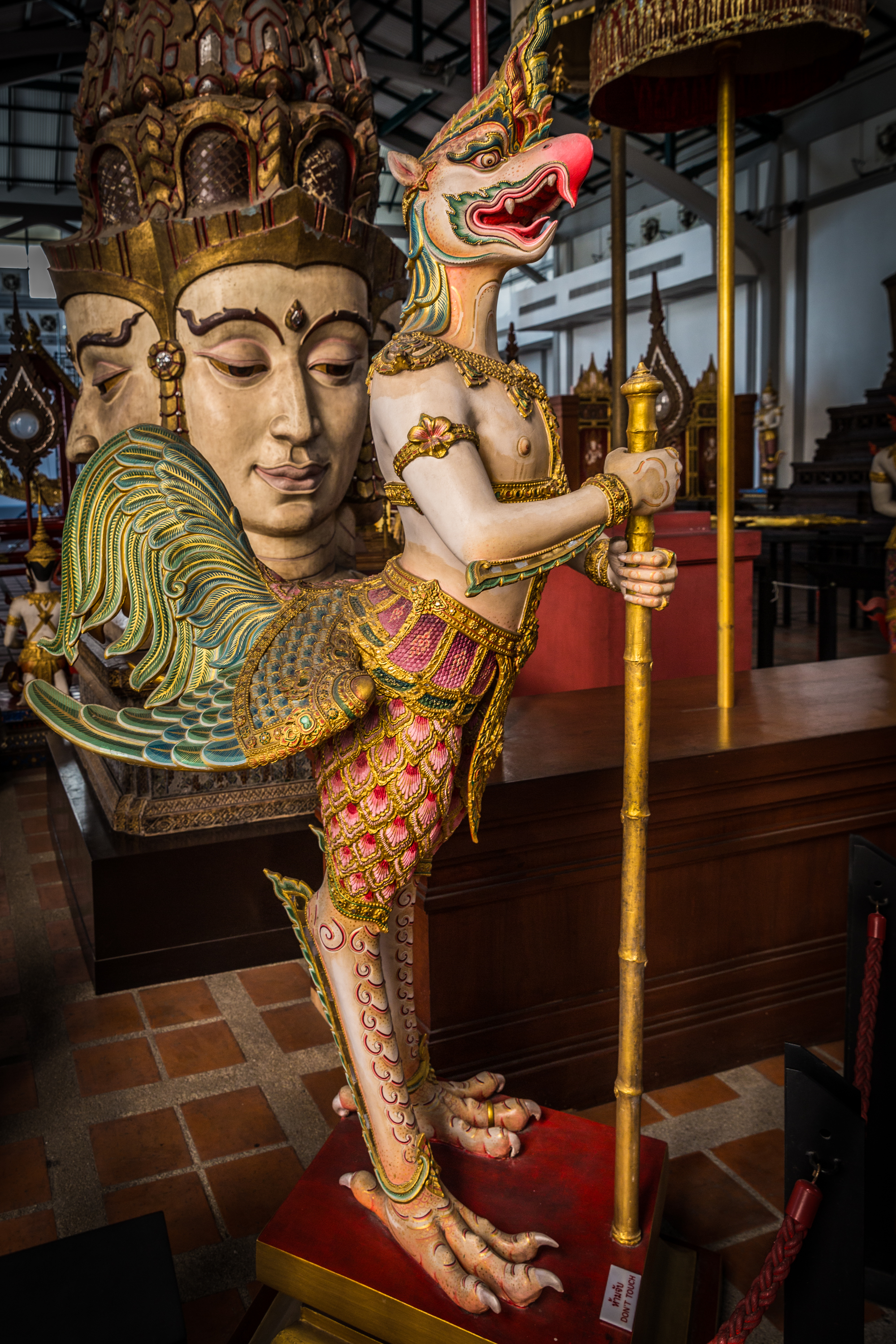
Créature de la mythologie